# Géologie de Mars

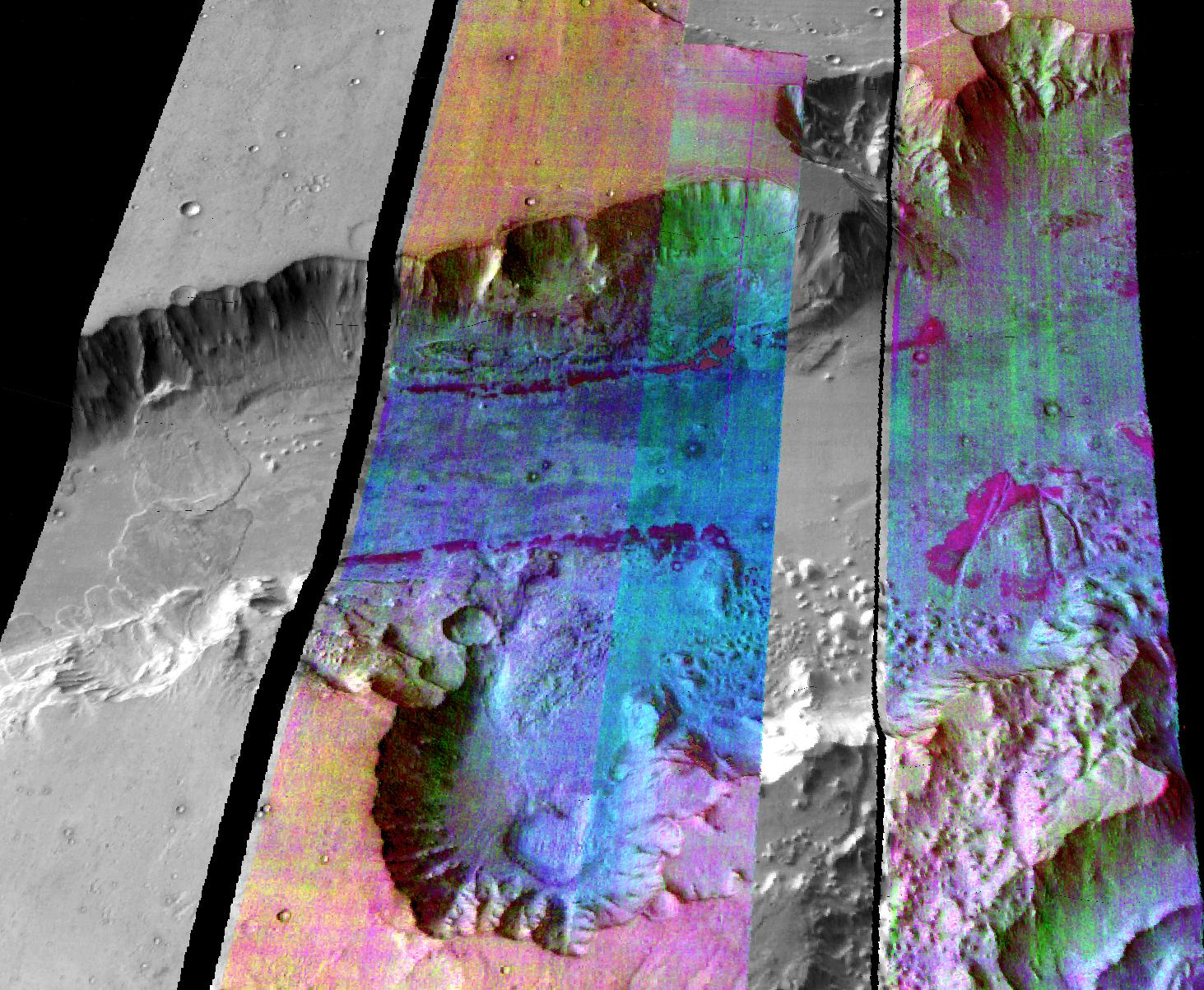
Basaltes (en bleu) et olivines (en violet) de Ganges Chasma (Valles Marineris) vus par le spectromètre infrarouge THEMIS de la sonde 2001 Mars Odyssey.

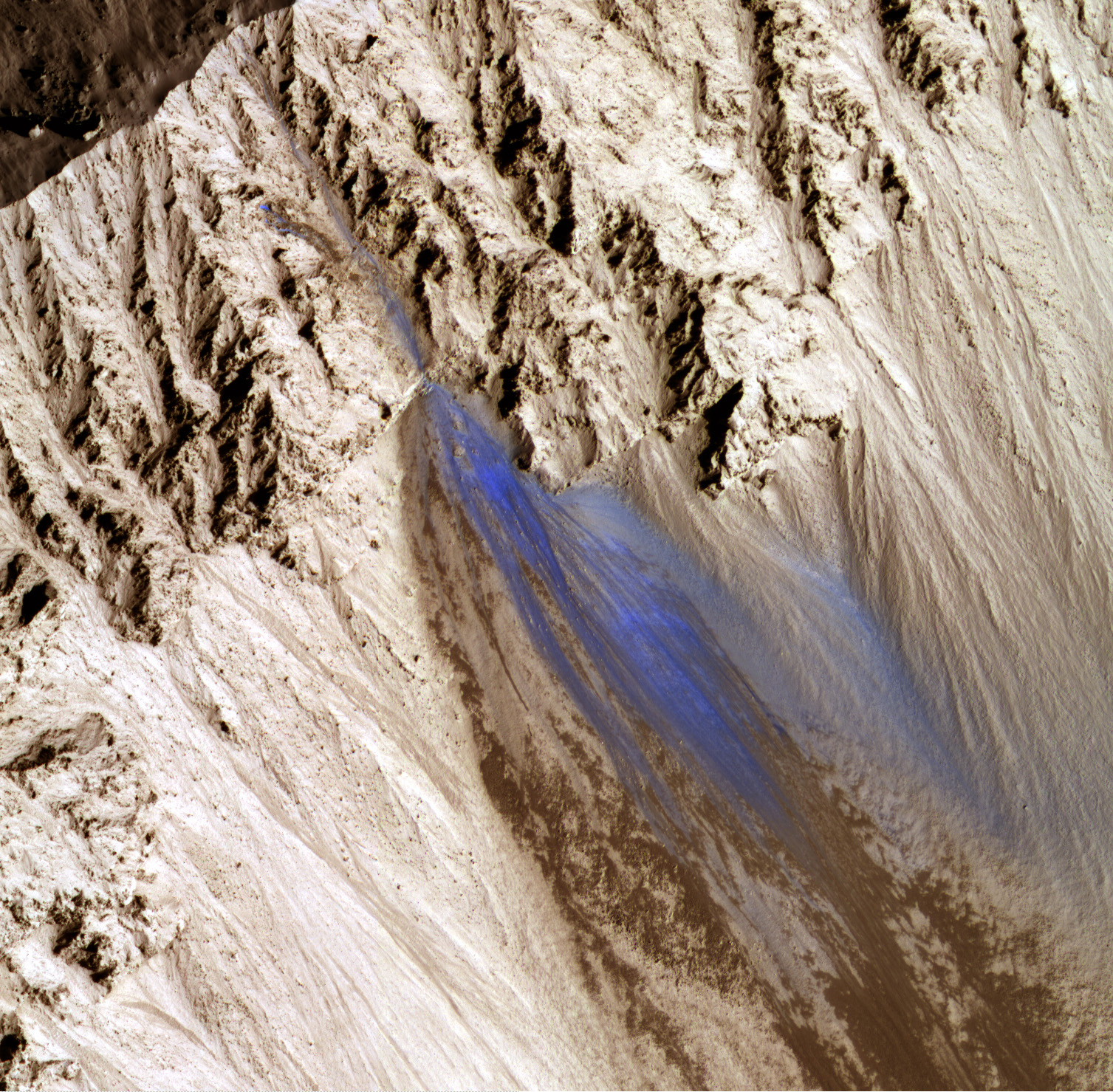
Image en fausses couleurs, prise le 11 décembre 2006 par l'instrument HiRISE de la sonde MRO, d'un glissement de terrain dans le cratère Zunil par 7,7° N et 166,1° E, sur la paroi interne au sud-est du cratère. Celui-ci n'est pas très ancien, moins de dix millions d'années, et le glissement de terrain est suffisamment récent pour n'avoir pas encore été recouvert de poussières ; il a pu être provoqué par un séisme ou par un impact météoritique survenu très récemment.

La géologie de Mars, parfois appelée aréologie, recouvre l'étude scientifique de la planète Mars, de ses propriétés physiques, de ses reliefs, de sa composition, de son histoire et de tous les phénomènes qui l'ont affectée ou l'affectent encore.
Il s'agit d'une discipline relativement récente, inaugurée le 14 juillet 1965 à l'occasion du premier survol de Mars par la sonde spatiale Mariner 4, qui permit de découvrir une planète dépourvue de champ magnétique global, présentant une surface cratérisée rappelant celle de la Lune, une atmosphère ténue, une pression au sol d'environ 600 Pa et une température moyenne de 210 kelvins (−63 °C). Cependant, c'est avec la sonde Mariner 9 que l'étude systématique et approfondie de la planète Mars commence, le 13 novembre 1971. Premier engin à se satelliser autour d'une autre planète que la Terre, Mariner 9 a permis de cartographier la totalité de la surface martienne avec une résolution comprise entre 100 m et 1 km par pixel, révélant toutes les structures géologiques majeures de la planète, sa dichotomie crustale, ses massifs volcaniques gigantesques et son système de canyons appelé Valles Marineris en référence au programme Mariner en général, et à Mariner 9 en particulier.
Ensuite, le programme Viking à la fin des années 1970, le programme Phobos à la fin des années 1980 et les missions Mars Global Surveyor et Mars Pathfinder dans les années 1990, ont permis d'affiner les connaissances sur la « planète rouge ». Les orbiteurs 2001 Mars Odyssey, Mars Reconnaissance Orbiter et Mars Express, ainsi que les rovers Spirit et Opportunity au sol, complétés par l'atterrisseur Phoenix, ont ouvert la voie à une véritable étude géologique martienne. Les études se poursuivent en 2012 avec la mission américaine Mars Science Laboratory et la mission russe Phobos-Grunt, qui emportait le petit satellite chinois Yinghuo 1 pour étudier l'interaction du vent solaire et de l'atmosphère de Mars. À horizon plus lointain on peut citer le robot mobile européen ExoMars du programme Aurora, destiné à analyser le sol en vue d'y rechercher des traces d'exobiologie passée ou présente, ainsi que la mission Mars Sample Return, partagée entre l'Agence spatiale européenne et la NASA, conçue pour rapporter quelques centaines de grammes d'échantillons de sol martien sur Terre.

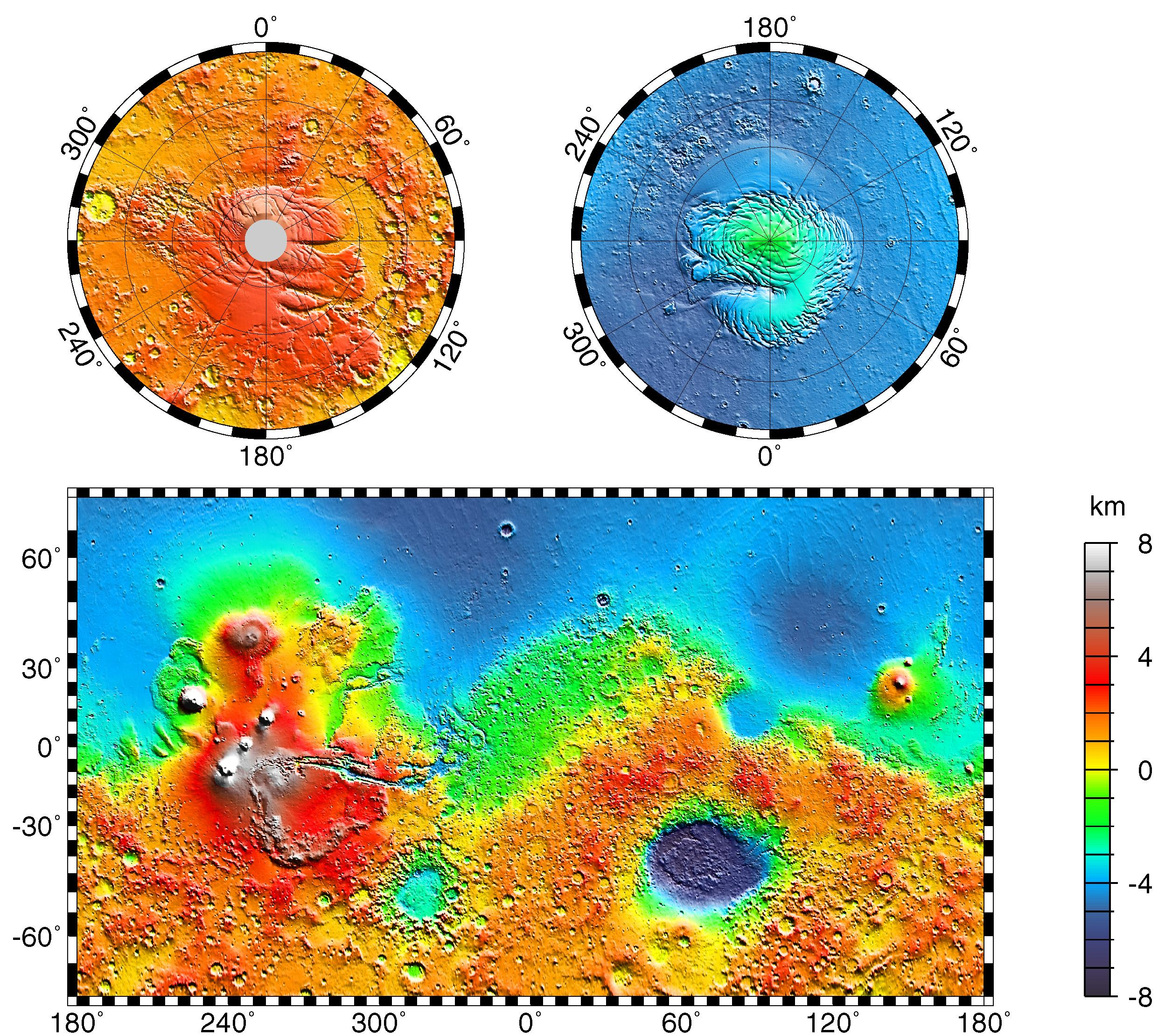
Carte topographique de Mars, élaborée à partir des mesures du Mars Orbiter Laser Altimeter (MOLA) de Mars Global Surveyor. Elle permet de repérer les grandes formations géologiques martiennes, notamment :
- la dichotomie crustale entre hémisphères nord et sud ;
- les grands bassins d'impact de l'hémisphère sud, Argyre par 50° S et 316° E, Hellas par 42,7° S et 70° E et, au nord, Utopia Planitia par 49,7° N et 118° E ;
- le renflement de Tharsis et les trois volcans de Tharsis Montes ainsi qu'Olympus Mons et Alba Mons, dans l'hémisphère nord à gauche, et, à droite, les volcans d'Elysium, près d'Utopia ;
- le système de canyons de Valles Marineris, partant de la région de Tharsis jusqu'au petit bassin d'impact de Chryse Planitia centré par 15° S et 300° E environ.

L'étude systématique de la planète a radicalement transformé la vision que nous en avions. Mars est aujourd'hui perçue comme une planète au passé riche et géologiquement très actif, entourée jadis d'un champ magnétique global et qui possédait alors presque certainement une atmosphère épaisse et de grandes quantités d'eau liquide plutôt acide. De surcroît, son noyau serait toujours essentiellement, voire entièrement, liquide, et il n'est pas totalement exclu que certains volcans puissent encore connaître une activité épisodique.

## Cadre physique
Quatrième planète du système solaire en partant du Soleil, Mars est une planète tellurique moitié moins grande que la Terre, près de dix fois moins massive, dont la surface est un peu inférieure à celle des terres émergées de notre planète (144,8 contre 148,9 millions de kilomètres carrés). La gravité y est le tiers de celle de la Terre, tandis que la durée du jour solaire martien, appelé sol, excède celle du jour terrestre d'un peu moins de 40 minutes. Mars est une fois et demie plus éloignée du Soleil que la Terre, sur une orbite sensiblement plus elliptique et reçoit, selon sa position, entre deux et trois fois moins d'énergie solaire que notre planète. L'atmosphère de Mars étant de surcroît plus de cent cinquante fois moins dense que la nôtre et ne générant par conséquent qu'un effet de serre très limité, ce faible rayonnement solaire explique que la température moyenne sur Mars soit inférieure à −60 °C.

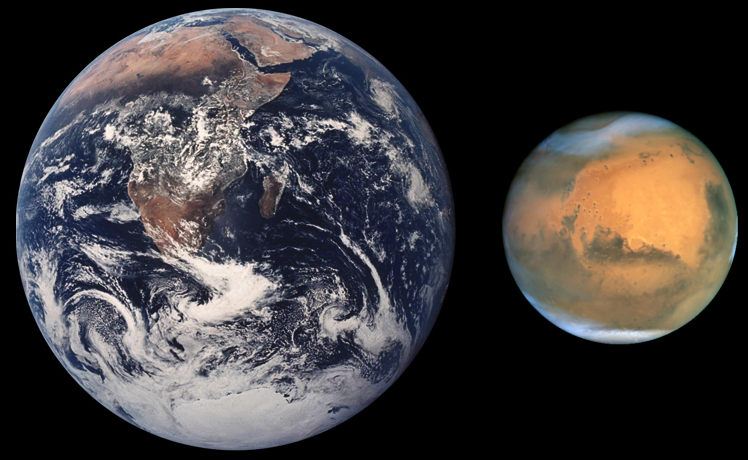
La Terre et Mars à l'échelle.

Le tableau ci-dessous permet de comparer les valeurs de quelques paramètres physiques entre Mars et la Terre :
| Propriété                       | Valeur martienne                    | Valeur terrestre       | % Mars / Terre |
| ------------------------------- | ----------------------------------- | ---------------------- | -------------- |
| Rayon équatorial                | 3 396,2 ± 0,1 km                    | 6 378,1 km             | 53,3 %         |
| Rayon polaire                   | 3 376,2 ± 0,1 km                    | 6 356,8 km             | 53,1 %         |
| Rayon moyen volumétrique        | 3 389,5 km                          | 6 371,0 km             | 53,2 %         |
| Surface                         | 144 798 500 km2                     | 510 072 000 km2        | 28,4 %         |
| Volume                          | 1,631 8 × 1011 km3                  | 1,083 207 3 × 1012 km3 | 15,1 %         |
| Masse                           | 6,418 5 × 1023 kg                   | 5,973 6 × 1024 kg      | 10,7 %         |
| Masse volumique moyenne         | 3 933,5 ± 0,4 kg/m3                 | 5 515 kg/m3            | 71,3 %         |
| Gravité de surface à l'équateur | 3,711 m/s2                          | 9,780 327 m/s2         | 37,9 %         |
| Vitesse de libération           | 5 027 m/s                           | 11 186 m/s             | 44,9 %         |
| Période de rotation sidérale    | 1,025 956 75 d≈ 88 642,663 s        | 86 164,098 903 691 s   | 102,9 %        |
| Durée du jour solaire           | 1 sol≈ 1,027 491 25 d≈ 88 775,244 s | 1 d= 86 400 s          | 102,75 %       |
| Inclinaison de l'axe            | 25,19°                              | 23,439 281°            | -              |
| Albédo de Bond                  | 0,25                                | 0,29                   | -              |
| Albédo géométrique visuel       | 0,15                                | 0,367                  | -              |
| Demi-grand axe de l'orbite      | 227 939 100 km                      | 149 597 887,5 km       | 152,4 %        |
| Excentricité orbitale           | 0,093 315                           | 0,016 710 219          | 558,4 %        |
| Période orbitale                | 668,599 1 sols≈ 686,971 d           | 365,256 366 d          | 188,1 %        |
| Aphélie                         | 249 209 300 km                      | 152 097 701 km         | 163,8 %        |
| Périhélie                       | 206 669 000 km                      | 147 098 074 km         | 140,5 %        |
| Rayonnement solaire             | 492 à 715 W/m2                      | 1 321 à 1 413 W/m2     | -              |
| Température moyenne au sol      | −63 °C≈ 210 K                       | 14 °C≈ 287 K           | -              |
| Température la plus élevée      | 20 °C≈ 293 K                        | 58 °C≈ 331 K           | -              |
| Température la plus basse       | −133 °C≈ 140 K                      | −89 °C≈ 184 K          | -              |

Le robot Curiosity de la NASA, qui s'est posé le 5 août 2012 sur Mars, a révélé des températures supérieures à 0 °C dans le cratère de Gale, la mesure exacte étant 276 K soit environ 3 °C.
Mars étant environ dix fois moins massive que la Terre mais dix fois plus massive que la Lune, sa surface présente des similitudes avec ces deux corps célestes. On y trouve des terrains criblés de cratères d'impact rappelant ceux de la Lune, mais aussi des formations d'origine tectonique et climatique comme sur Terre, notamment des volcans, des rifts, des vallées, des mesas, des champs de dunes et des calottes polaires. La fine atmosphère martienne, dans laquelle circulent des nuages localement abondants, est le siège d'une météorologie particulière, dominée par des tempêtes de poussières qui obscurcissent parfois la planète tout entière. Son excentricité orbitale, cinq fois plus marquée que celle de la Terre, est à l'origine d'une asymétrie saisonnière très sensible : dans l'hémisphère nord, la saison la plus longue est le printemps (198,6 jours), qui excède la plus courte (l'automne, 146,6 jours) de 35,5 % ; sur Terre, l'été, la saison la plus longue, n'excède la durée de l'hiver que de 5 %. Cette particularité explique également que la superficie de la calotte polaire australe se réduise nettement plus en été que celle de la calotte polaire boréale.
L'absence d'une flexure significative de la lithosphère martienne sous les dépôts du pôle Sud indique que le flux géothermique y est inférieur à 10 mW/m2. Un calcul analogue avait antérieurement conduit à une estimation de 7 mW/m2 dans la région du pôle Nord. L'intérieur de Mars est donc beaucoup plus froid que celui de la Terre (60 mW/m2 en moyenne).

## Cadre chronologique
La géologie martienne est marquée par la dichotomie crustale entre les basses plaines peu cratérisées de l'hémisphère nord et les hautes terres très cratérisées de l'hémisphère sud, avec, entre ces deux domaines principaux, deux régions volcaniques bien différentiées. En vertu du principe empirique selon lequel l'âge d'une région est une fonction croissante de son taux de cratérisation, ces trois types majeurs de terrains martiens ont très tôt été rattachés à trois époques caractéristiques de l'histoire géologique de la planète, nommées d'après des régions typiques de ces périodes :
- Le Noachien (du nom de Noachis Terra) correspond aux terrains les plus anciens, depuis la formation de la planète il y a 4,6 milliards d'années, jusqu'à 3,7 milliards d'années selon l'échelle de Hartmann & Neukum (mais 3,5 milliards d'années selon l'échelle de Hartmann standard[15]), fortement cratérisés et situés majoritairement dans l'hémisphère sud. Mars avait sans doute une atmosphère épaisse à cette époque, dont la pression et l'effet de serre ont certainement permis l'existence d'une hydrosphère grâce à de grandes quantités d'eau liquide. La fin de cette époque aurait été marquée par les impacts d'astéroïdes du grand bombardement tardif, daté aux environs de 4,1 à 3,8 milliards d'années, ainsi que par le début d'une intense activité volcanique, notamment dans la région du renflement de Tharsis.

- L'Hespérien (du nom d'Hesperia Planum) correspond aux terrains de 3,7 à 3,2 milliards d'années selon l'échelle de Hartmann & Neukum (mais de 3,5 à 1,8 milliard d'années selon l'échelle de Hartmann standard), marqués par un épisode d'activité volcanique majeur se traduisant par des coulées de lave et des dépôts soufrés. Le champ magnétique global aurait disparu dès la fin du Noachien, permettant au vent solaire d'éroder l'atmosphère de Mars, dont la température et la pression au sol auraient commencé à baisser significativement, de sorte que l'eau liquide aurait cessé d'exister de façon permanente à la surface de la planète.
- L'Amazonien (du nom d'Amazonis Planitia) correspond aux terrains de moins de 3,2 milliards d'années selon l'échelle de Hartmann & Neukum (mais de seulement 1,8 milliard d'années selon l'échelle de Hartmann standard), très peu cratérisés et situés très majoritairement dans l'hémisphère nord, à une altitude inférieure au niveau de référence de la planète. L'activité volcanique se serait prolongée, en perdant de son intensité tout au long de cette époque, en quatre épisodes majeurs, le dernier survenant il y a environ cent millions d'années, certains terrains volcaniques semblant même ne dater que de quelques millions d'années. L'érosion de l'atmosphère par le vent solaire se serait prolongée pendant des milliards d'années jusqu'à ce que la pression se stabilise au voisinage du point triple de l'eau, dont la pression est de 611,73 Pa. Les structures géologiques amazoniennes sont marquées par l'aridité extrême de l'environnement martien, alors totalement dépourvu d'hydrosphère — ce qui n'empêche pas l'existence discontinue et épisodique d'eau liquide en certains points de la surface.

Cette chronologie en trois époques est aujourd'hui bien acceptée — la datation de chacune de ces époques demeure, en revanche, très incertaine — et permet de rendre compte des phénomènes observés à la surface de Mars par les différentes sondes en activité autour de cette planète, notamment la présence simultanée de minéraux, formés à des époques différentes, supposant pour les uns un environnement très humide et pour les autres au contraire l'absence totale d'eau liquide. Les datations proposées pour ces trois époques — ou éons — géologiques, selon l'échelle de Hartmann standard et l'échelle de Hartmann & Neukum, sont les suivantes (âges en millions d'années) :
Depuis 2004, on utilise aussi une échelle basée sur la minéralogie, avec des éons chronostratigraphiques (LHB correspond en anglais au grand bombardement tardif).

## Structure interne

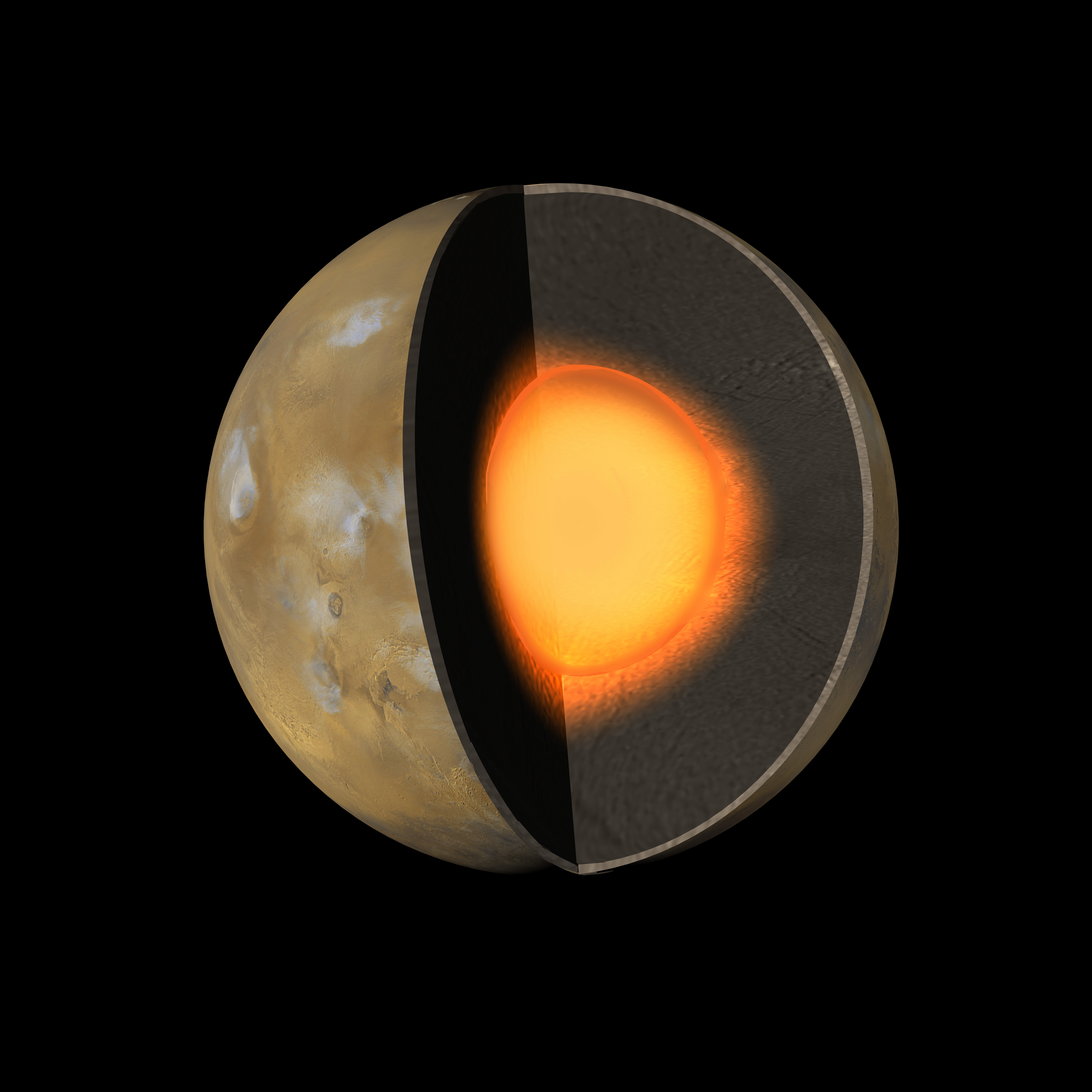
Structure interne de la planète Mars :
- écorce d'environ 50 km d'épaisseur,
- manteau d'environ 1860 km d'épaisseur,
- noyau d'environ 1480 km de rayon, essentiellement, voire entièrement, liquide.

### Écorce martienne
La topographie de la surface martienne révèle une nette dichotomie crustale entre, d'une part, une région de l'hémisphère sud correspondant à une écorce épaisse et irrégulière jusque sous le renflement de Tharsis, et, d'autre part, une région de l'hémisphère nord correspondant à une écorce plus fine assez uniforme. En première approximation, on peut considérer que l'écorce martienne a une masse volumique uniforme de 2 900 kg/m3, ce qui conduit à une épaisseur moyenne d'environ 50 km, soit 4,4 % du volume de la planète, avec comme valeurs extrêmes 92 km dans la région de Syria Planum et à peine 3 km sous le bassin d'impact d'Isidis Planitia, tandis que l'écorce aurait moins de 10 km sous toute la région d'Utopia Planitia. D'un point de vue macroscopique, la cohérence des paramètres physiques de Mars implique que l'écorce n'ait jamais plus de 125 km d'épaisseur.
L'une des révélations apportées par les mesures gravimétriques fines réalisées par Mars Global Surveyor a été la découverte de structures évoquant des chenaux enfouis sous la surface de l'hémisphère nord et détectés par leur déficit de masse alors même qu'ils demeurent invisibles en surface. Ces structures, qui correspondraient à des reliefs de 1,5 à 4,5 km si elles sont remplies de sédiments secs mais de 1 à 3 km environ dans le cas de sédiments mélangés à de la glace, sont parfaitement en accord avec le modèle, généralement admis pour décrire l'histoire de la planète Mars, selon lequel l'hémisphère nord aurait abrité, au Noachien, de vastes étendues d'eau liquide, voire un océan semi-permanent peut-être recouvert d'une banquise, au centre d'une hydrosphère globale avant d'être comblé de matériaux volcaniques à l'Hespérien et de dépôts éoliens à l'Amazonien pour donner naissance aux basses plaines uniformes caractéristiques de cet hémisphère.

### Topographie, champ de gravité et «Moho» de Mars
Les trois cartes ci-dessous, issues notamment des relevés topographiques et gravimétriques de la sonde Mars Global Surveyor au début des années 2000, permettent de se faire une idée plus précise de la structure de l'écorce martienne et de la distribution des masses sous la surface de la planète. C'est notamment la deuxième carte, reproduisant les variations d'intensité du champ de gravité à la surface martienne, qui donne une idée de la répartition des concentrations de masse dans l'écorce : sous les bassins d'impact, et sous les volcans ; outre les anomalies correspondant au renflement de Tharsis et à Elysium Mons, on repère ainsi trois petites anomalies positives au niveau de Malea Planum, d'Hadriacus Mons et d'Hesperia Planum, trois provinces volcaniques anciennes jouxtant Hellas Planitia, tandis qu'une anomalie positive est nettement visible sous le petit bassin d'Isidis Planitia, ainsi que sous ceux d'Utopia et d'Argyre, matérialisant la concentration de masse résultant de l'impact cosmique. La troisième carte représente les variations de distance, depuis le centre de Mars, du « Moho » martien — c'est-à-dire de l'interface entre le manteau et l'écorce martienne, appelée sur Terre discontinuité de Mohorovičić (généralement désignée par le raccourci « le Moho ») en raison de son effet sur la propagation des ondes sismiques, mais qui n'a jamais pu être observé expérimentalement sur Mars faute d'étude sismique sur cette planète — ce qui permet de déduire les variations d'épaisseur de l'écorce :
|  | Topographie martienne vue par l'instrument MOLA de MGS. Les couleurs indiquent une altitude croissante du bleu au blanc en passant par le vert, le jaune, le rouge et le brun. Cette carte est bien connue, quoique généralement représentée avec le méridien 0° au centre, et non sur le bord gauche comme ici. On repère aisément le grand bassin d'impact d'Hellas Planitia en bleu marine en bas à gauche, Utopia Planitia dans le quart supérieur gauche, ainsi que le renflement de Tharsis dans la partie droite de la carte, avec en diagonale les trois volcans de la chaîne de Tharsis Montes qui apparaissent en blanc, ainsi que les grands volcans boucliers d'Olympus Mons (en blanc également) et d'Alba Mons (en brun et rouge au nord de l'ensemble). À droite de Tharsis sont visibles les canyons de Valles Marineris, au sud desquels le bassin d'Argyre Planitia apparaît en bleu ciel dans le quart inférieur droit de la carte. |
|  | Champ de gravité martien déduit de la trajectoire de MGS. La carte est également tracée avec le méridien 0° sur le bord gauche, ce qui permet d'identifier d'un seul coup d'œil la contrepartie topographique des variations de gravité identifiées par la sonde. Les couleurs indiquent une gravité croissante du bleu au blanc en passant par le vert, le jaune et le rouge. On repère ainsi que le renflement de Tharsis, d'altitude très supérieure au niveau de référence martien, correspond à une anomalie de gravité positive, de même que le bassin d'Utopia Planitia, qui est pourtant d'altitude cette fois sensiblement inférieure au niveau de référence. A contrario, le sillon bleu marine apparaissant sous l'équateur à droite de la carte correspond à Valles Marineris, vaste fossé d'effondrement d'origine tectonique se traduisant par une « déchirure » de l'écorce et un défaut de masse localisé.                             |
|  | « Moho » calculé à partir des données topographiques et gravimétriques croisées avec l'évaluation de la densité locale de l'écorce martienne. Les couleurs indiquent une distance croissante au centre de la planète (soit une profondeur décroissante sous le niveau de référence) du bleu au blanc en passant par le vert, le jaune et le rouge ; il s'agit en quelque sorte de l'altitude de la surface du manteau. On voit ainsi que l'écorce est la plus épaisse dans les régions volcaniques, notamment sous le renflement de Tharsis avec un maximum dans la région d'Olympus Mons, tandis qu'elle est la plus fine sous les bassins d'Utopia, d'Isidis, d'Hellas et d'Argyre. La dichotomie crustale martienne affecte également de façon flagrante la topographie du Moho, bien que la limite entre les deux domaines ne se superpose pas exactement avec celle visible en surface.                                                           |

Le recoupement de ces trois types d'informations offre une clé essentielle pour comprendre la géologie à grande échelle des couches superficielles de la planète Mars.

### Structure interne
En l'absence de données sismiques exploitables, la structure interne de la planète Mars demeure difficile à préciser. L'exploitation des informations recueillies par les diverses sondes qui ont exploré la planète, telles que le moment d'inertie et les relevés gravimétriques et magnétiques, a néanmoins permis de déterminer que celle-ci serait constituée d'un manteau solide de silicates riches en fer et d'un noyau liquide ou au moins encore essentiellement liquide,. Une communication de 2009 a fait état de calculs fondés sur des modèles géochimiques de la planète Mars selon lesquels le noyau contiendrait de 5 à 13,5 % de soufre et le manteau contiendrait de 11 à 15,5 % de fer.
Le noyau de Mars aurait un rayon compris entre 1 300 et 2 000 km  (soit entre 38 % et 59 % du rayon de la planète), peut-être plus précisément entre 1 520 et 1 840 km  (soit entre 45 % et 54 % du rayon de Mars), incertitude due en partie à l'inconnue concernant la fraction de manteau qui pourrait être liquide et réduirait par conséquent la taille du noyau ; on trouve assez souvent citée la valeur 1 480 km comme rayon du noyau de Mars, soit 43,7 % du rayon moyen de la planète elle-même (3 393 km). Les caractéristiques physiques (taille, densité) du noyau peuvent être approchées qualitativement par le moment d'inertie de la planète, qui peut être évalué en analysant la précession de son axe de rotation ainsi que les variations de sa vitesse de rotation à travers les modulations par effet Doppler des signaux radio émis par les sondes posées à sa surface ; les données de Mars Pathfinder ont ainsi permis d'affiner celles précédemment recueillies avec les sondes Viking et d'établir que la masse de Mars est plutôt concentrée en son centre, ce qui plaide pour un noyau dense et pas trop gros.
Avec une température estimée à environ 2 000 K, le noyau de Mars serait entièrement liquide pour un taux d'éléments légers (essentiellement du soufre) de 14,2 % en masse, ce qui laisse supposer une composition majoritairement de fer allié à d'autres métaux (typiquement du nickel) et peut-être jusqu'à 17 % d'éléments légers. Des expériences conduites sur des systèmes fer-soufre et fer-nickel-soufre à des pressions comparables à celles estimés au cœur de Mars amènent à envisager que le noyau martien, encore entièrement liquide, se solidifierait par cristallisation superficielle, au contact du manteau, formant des sortes de « flocons » tombant en « neige » jusqu'au centre ; une autre possibilité pourrait être la formation d'une graine solide de sulfure de fer cristallisé au centre du noyau liquide.

### Champ magnétique
Mars ne possède pas de magnétosphère. Toutefois, le magnétomètre et réflectomètre à électrons MAG/ER de la sonde Mars Global Surveyor a mis en évidence dès 1997 un magnétisme rémanent, jusqu'à 30 fois supérieur à celui de l'écorce terrestre, au-dessus de certaines régions géologiquement anciennes de l'hémisphère sud, et notamment dans la région de Terra Cimmeria et Terra Sirenum. Les mesures font état d'un champ magnétique atteignant 1,5 µT à 100 km d'altitude, ce qui requiert l'aimantation d'un volume significatif d'écorce martienne, d'au moins 106 km3. Pendant neuf ans, MGS a mesuré les paramètres magnétiques au-dessus de la surface martienne, l'instrument MGS MAG (MGS Magnetometer) recueillant des données vectorielles depuis une altitude typiquement de 400 km, s'approchant parfois à 90 km de la surface, et MGS ER (MGS Electron Reflectometer) mesurant le magnétisme total depuis une altitude de 185 km en moyenne. Il n'existe donc pas à l'heure actuelle de carte magnétique de la surface martienne elle-même, de même que la nature exacte des minéraux magnétisés ne peut qu'être supposée dans l'état actuel de nos connaissances.

#### Géographie du paléomagnétisme martien et minéraux impliqués
L'étude des météorites de Mars suggère que ce paléomagnétisme résulte, comme sur Terre, de l'aimantation de minéraux ferromagnétiques tels que la magnétite Fe3O4 et la pyrrhotite Fe1-δS dont les atomes alignent leur moment magnétique sur le champ magnétique global et figent cette configuration en passant en dessous de la température de Curie du minéral — soit par exemple 858 K (585 °C) pour Fe3O4, mais seulement 593 K (320 °C) pour Fe1-δS. Les autres minéraux candidats comme vecteurs du paléomagnétisme de l'écorce martienne sont l'ilménite FeTiO3 en solution solide avec l'hématite Fe2O3, de même structure, pour former des titanohématites, et dans une moindre mesure la titanomagnétite Fe2TiO4, dont l'aimantation et la température de Curie sont cependant inférieures.
L'absence d'un tel paléomagnétisme au-dessus des bassins d'impacts de l'hémisphère sud tels qu'Hellas et Argyre est généralement interprétée comme l'indication que Mars ne possédait plus de champ magnétique global lors de ces impacts, bien qu'il soit également possible que le refroidissement des matériaux sur le lieu de l'impact ait été trop rapide pour permettre l'alignement de leur aimantation éventuelle sur le champ magnétique global. A contrario, un paléomagnétisme significatif, et parfois même assez élevé, a été relevé au-dessus des 14 bassins les plus anciens identifiés sur la planète. De la même façon, aucun champ magnétique notable n'a été détecté au-dessus des régions volcaniques majeures d'Elysium Planitia et du renflement de Tharsis, en revanche un magnétisme faible mais de plus forte intensité a été relevé au-dessus des provinces volcaniques plus petites et plus anciennes des hautes terres australes.
L'analyse des composantes tridimensionnelles du champ magnétique relevé en quelques dizaines de points significatifs de la surface martienne a permis à plusieurs équipes d'extrapoler la position du pôle paléomagnétique de Mars. Ces simulations — qui doivent néanmoins être prises avec un certain recul — sont assez cohérentes entre elles et conduisent à localiser l'un des pôles paléomagnétiques martiens entre 150° E et 330° E d'une part et 30° S et 90° N d'autre part, c'est-à-dire approximativement dans un rayon de 3 600 km autour d'un point situé à mi-chemin entre Alba Mons et Olympus Mons.

#### Inversions de polarité et disparition du magnétisme global
| |  | |
| Paléomagnétisme martien mesuré par MGS au-dessus de la région de Terra Cimmeria et Terra Sirenum. Les bandes de polarité opposée sont bien visibles, mais aucun axe de symétrie n'a pu être mis en évidence jusqu'à présent. |  | Sur Terre, l'expansion des fonds océaniques se traduit, de part et d'autre des dorsales, par l'aimantation rémanente du plancher océanique en bandes symétriques de polarisation opposée suivant les inversions du champ magnétique global de notre planète. |

Fait remarquable, les anomalies magnétiques mesurées par MGS sont structurées en bandes parallèles, de façon rappelant les anomalies magnétiques océaniques sur Terre (voir schéma ci-contre) : le refroidissement de la croûte océanique formée aux dorsales au fur et à mesure que les plaques s'écartent conduit celle-ci à acquérir une aimantation rémanente qui « mémorise » l'orientation du champ magnétique terrestre au passage de la température de Curie; chaque inversion du champ magnétique terrestre est donc « enregistrée » dans les roches ainsi formées, dont l'aimantation forme par conséquent des séquences symétriques de part et d'autre des dorsales. Une telle symétrie n'a en revanche jamais été relevée sur Mars, de sorte qu'aucun élément ne permet actuellement de supposer l'existence passée d'une quelconque tectonique des plaques sur la planète rouge. Seule une observation à plus haute résolution permettrait de clore le débat.
Lorsqu'il est global, le champ magnétique d'une planète est principalement d'origine interne. On suppose qu'il est provoqué par la convection des fluides conducteurs (c'est-à-dire des métaux liquides) composant la partie externe du noyau. Ce processus est connu sous le nom d'effet dynamo. Ces mouvements de convection impliquent l'existence d'un gradient thermique suffisant du noyau vers le manteau ; en l'absence d'un tel gradient, l'effet dynamo ne pourrait pas se maintenir. Ce fait serait à l'origine de la disparition du champ magnétique global de Mars, il y a sans doute au moins quatre milliards d'années : les impacts d'astéroïdes du grand bombardement tardif auraient injecté suffisamment d'énergie thermique dans le manteau de Mars en convertissant en chaleur l'énergie cinétique des impacteurs, ce qui aurait stoppé l'effet dynamo en annulant le gradient thermique nécessaire à son maintien.

#### Origine de la dichotomie magnétique entre hémisphères nord et sud
L'attribution de la disparition du champ magnétique global martien à un impact cosmique a été reprise dans une théorie alternative impliquant cette fois une protoplanète résiduelle de la taille de la Lune percutant Mars bien avant le grand bombardement tardif, c'est-à-dire quelques dizaines de millions d'années seulement après la formation de la planète (de façon similaire à l'impact hypothétique de Théia avec la proto-Terre), au voisinage du pôle nord actuel et sous un angle d'incidence assez faible : cet impact serait à l'origine d'une part de la dichotomie crustale, (l'idée recoupe la théorie, assez discutée, du bassin boréal) et d'autre part de l'absence de paléomagnétisme dans l'écorce de l'hémisphère nord, en raison de la disparition du gradient thermique entre le noyau et le manteau dans l'hémisphère nord uniquement, laissant subsister un effet dynamo concentré dans l'hémisphère sud. Mars aurait ainsi connu transitoirement un magnétisme non pas global, mais « hémisphérique » et décentré vers le pôle sud, ce qui expliquerait l'intensité exceptionnelle du magnétisme rémanent dans certaines parties de l'écorce de l'hémisphère sud, ainsi que l'absence de paléomagnétisme notable dans l'hémisphère nord. En 2022, l'identification de zones de cisaillement profondes, observables dans le canyon de Valles Marineris, les compositions minéralogiques au fond du canyon et des anomalies magnétiques viennent renforcer l'hypothèse d'un impact géant,.
Cette théorie n'est pas la seule proposée pour rendre compte de la superposition d'une « dichotomie magnétique » à la dichotomie crustale martienne : la différence d'épaisseur et de structure de l'écorce martienne entre les deux hémisphères, la fonte partielle de l'écorce de l'hémisphère nord à l'origine du remodelage de sa surface, et la serpentinisation de l'écorce martienne au Noachien, sont les explications les plus couramment avancées.

## Principales formations géologiques
Dès les premiers clichés de la planète pris au début des années 1970 par Mariner 9, les principales caractéristiques géologiques martiennes avaient été identifiées :
- deux hémisphères très différents, l'un constitué d'une vaste plaine lisse au nord et, au sud, de hauts plateaux très cratérisés rappelant la Lune
- une demi-douzaine de grands bassins d'impact
- deux massifs volcaniques, dont un énorme renflement rassemblant une demi-douzaine de volcans parmi les plus grands du système solaire
- un système de canyons aux dimensions uniques dans le système solaire
- un peu partout, des formations évoquant sans ambiguïté des lits de cours d'eau asséchés — mais on ignorait à l'époque si l'eau liquide était bien à l'origine de ces structures, qu'on attribuait aussi au dioxyde de carbone liquide (modèle dit « White Mars » de l'astronome australien Nick Hoffman, par opposition au modèle « Blue Mars » reposant sur l'eau liquide).

L'USGS avait d'emblée défini, sur la base de ces clichés, 24 unités géologiques organisées selon les régions et leur âge estimé, qui demeurent toujours valables pour une étude morphologique globale de la planète, bien que les informations alors disponibles aient été depuis considérablement enrichies — et souvent fortement nuancées — par les résultats recueillis au cours des missions d'exploration ultérieures, jusqu'à nos jours :
|                                                                                                   |      | Pôles | Plaines | Plaines | Terrains volcaniques | Terrains volcaniques | Terrains volcaniques | Canyons et vallées | Canyons et vallées | Canyons et vallées | Terrains irréguliers de l'hémisphère sud | Terrains irréguliers de l'hémisphère sud | Terrains irréguliers de l'hémisphère sud | Terrains irréguliers de l'hémisphère sud | Terrains irréguliers de l'hémisphère sud |
|                                                                                                   |      |       |         |         |                      |                      |                      |                    |                    |                    |                                          |                                          |                                          |                                          |                                          |
| Amazonien                                                                                         |      | Aprc  | Apt     | Aps     |                      |                      |                      |                    |                    |                    |                                          |                                          |                                          |                                          |                                          |
| Amazonien                                                                                         | AHvu | Aprc  | Apt     | Aps     | Avy                  | AHa                  |                      |                    |                    |                    |                                          |                                          |                                          |                                          |                                          |
| Amazonien                                                                                         | AHvu | Apb   | Apc     | Apc     | Avy                  | AHa                  | AHcf                 | AHct               | ANch               |                    |                                          |                                          |                                          |                                          |                                          |
| Amazonien                                                                                         | AHvu | Apb   | Apc     | Apc     | AHvi                 | AHa                  | AHcf                 | AHct               | ANch               |                    |                                          |                                          |                                          |                                          |                                          |
| Hespérien                                                                                         | AHvu |       | Hpr     | Hpr     |                      |                      |                      |                    |                    |                    |                                          |                                          |                                          |                                          |                                          |
| Hespérien                                                                                         | AHvu |       |         |         |                      |                      | AHcf                 | AHct               | ANch               |                    |                                          |                                          |                                          |                                          |                                          |
| Hespérien                                                                                         | AHvu | HNdp  | Hprg    | Hpst    | Hvo                  |                      |                      |                    | ANch               | HNk                |                                          |                                          |                                          |                                          |                                          |
| Hespérien                                                                                         | AHvu | HNdp  | Hprg    | Hpst    | Hvo                  | HNbr                 |                      |                    | ANch               | HNk                |                                          |                                          |                                          |                                          |                                          |
| Noachien                                                                                          | Npm  | HNdp  | Nplc    |         |                      |                      |                      |                    | ANch               | HNk                | Nc                                       |                                          |                                          |                                          |                                          |
| Noachien                                                                                          | Npm  | HNdp  | Nplc    |         |                      |                      |                      |                    |                    | HNk                | Nc                                       |                                          |                                          |                                          |                                          |
| Noachien                                                                                          |      |       |         |         |                      |                      |                      |                    | Nm                 | HNk                | Nc                                       | Nhc                                      |                                          |                                          |                                          |
| Noachien                                                                                          |      |       |         |         |                      |                      |                      |                    | Nm                 | HNk                | Nc                                       | Nhc                                      |                                          |                                          |                                          |
|                                                                                                   |      |       |         |         |                      |                      |                      |                    |                    |                    |                                          |                                          |                                          |                                          |                                          |
| Unités géologiques martiennes proposées dès 1978 par l'USGS sur la base des clichés de Mariner 9. |      |       |         |         |                      |                      |                      |                    |                    |                    |                                          |                                          |                                          |                                          |                                          |

Les paragraphes qui suivent résument les principales caractéristiques géologiques de la planète Mars.

### Dichotomie crustale
La principale caractéristique orographique de Mars est l'opposition entre, d'une part, un hémisphère nord constitué d'une vaste plaine dépourvue de relief significatif s'étendant sur un peu plus du tiers de la surface de la planète, et, d'autre part, un hémisphère sud formé de terrains élevés très cratérisés et assez accidentés, avec des failles, des escarpements, des éboulements, et des régions au relief chaotique. Ces deux régions sont de natures géologiques radicalement différentes : l'écorce martienne est sensiblement plus fine dans l'hémisphère nord que dans l'hémisphère sud, les terrains de l'hémisphère sud sont plus anciens, de quelques centaines de millions d'années à un ou deux milliards d'années, que ceux de l'hémisphère nord, et les signatures spectrales minéralogiques de ces derniers semblent marquées par une ancienne présence d'eau liquide abondante et acide ayant définitivement affecté la composition minéralogique de ces régions (voir plus loin).
Les particularités de la limite entre ces deux grands domaines géologiques martiens sont particulièrement bien illustrées par la région d'Aeolis Mensae, entre Terra Cimmeria et Elysium Planitia : on y trouve des formations tectoniques complexes et pas toujours bien comprises, ainsi que des traces d'érosion éolienne très marquées.
Deux types de scénarios ont été proposés pour rendre compte de cette situation:
- les premiers reposent sur la dynamique interne de la planète, les mouvements de convection du manteau et une ébauche de tectonique des plaques, à la manière de la formation des supercontinents terrestres à l'aube de l'histoire de notre planète ;
- les seconds reposent sur un ou plusieurs grands impacts entraînant la fusion de l'écorce dans l'hémisphère nord ; les modèles à impact unique (hypothèse du Bassin boréal, notamment) se heurtent malgré tout à certaines difficultés par rapport aux observations[16]. L'étude des bassins d'impact enfouis sous la surface a par ailleurs permis d'établir que la dichotomie crustale martienne remonte à plus de quatre milliards d'années avant le présent[52], et est donc une structure héritée des premiers âges de la planète. Certaines structures plus récentes à la limite entre les deux domaines suggèrent également une relaxation isostatique des hautes terres du sud après le comblement volcanique de la dépression de l'hémisphère nord, ce qui plaide également pour la grande ancienneté de cette dichotomie. En 2022, l'identification de zones de cisaillement profondes, observables dans le canyon de Valles Marineris, les compositions minéralogiques au fond du canyon et des anomalies magnétiques viennent renforcer l'hypothèse d'un impact géant[42],[43]. Des simulations numériques suggèrent que l'impact s'est produit dans l’hémisphère sud, par un bolide de 1 000 à 1 500 km de diamètre ayant une vitesse de 6 à 7 km/s et un angle d'incidence de 15 à 30°[53].

### Cratères et bassins d'impact

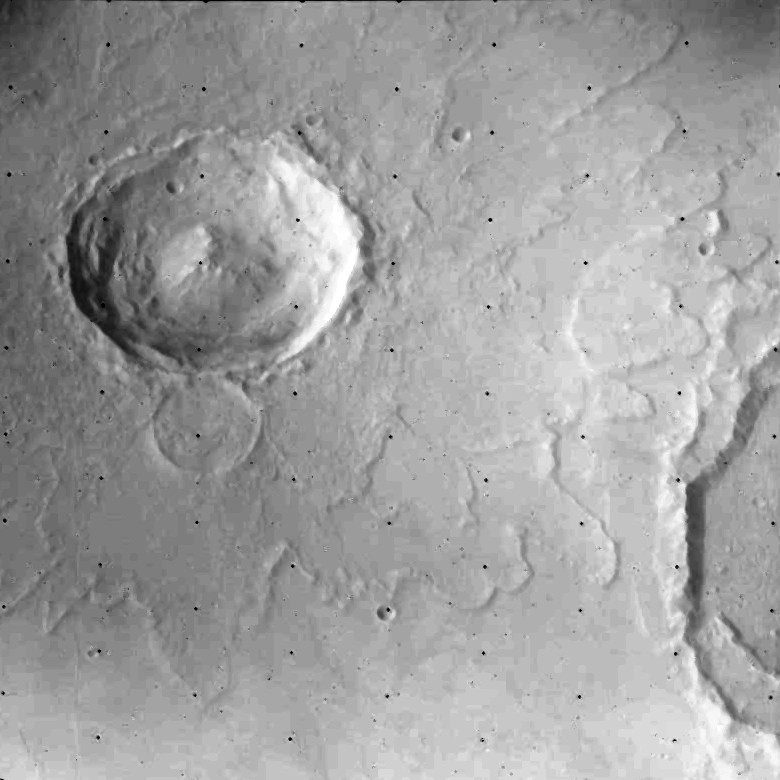
Cratère Yuty, de 18 km de diamètre, à la morphologie typique des cratères à rempart, avec ses éjectas lobés caractéristiques d'un sous-sol riche en substances volatiles, sans doute de la glace. Cliché Viking 1 orbiter, 1977.

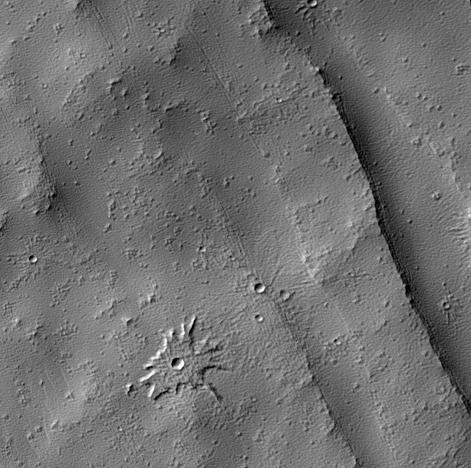
Cratère à piédestal sur le flanc de Biblis Patera vu le 18 juillet 2008 par l'instrument HiRISE de la sonde MRO.

L'abondance des cratères d'impact est la caractéristique première des terrains anciens de l'hémisphère sud. Il y en a bien entendu également dans l'hémisphère nord, et les cratères martiens présentent une grande variété de formes : vieux cratères à fond plat très érodés et parfois partiellement enfouis dans l'hémisphère sud, petits cratères très creux en forme de bol sur les terrains jeunes de l'hémisphère nord, avec une particularité martienne — inconnue sur la Lune — liée à la présence de composés volatils dans le sol : les « cratères à rempart, » tels que le cratère Yuty ; ces cratères particuliers sont caractérisés par la présence d'éjectas lobés très reconnaissables. Les cratères dits « à piédestal » résultent, quant à eux, de l'érosion différentielle des terrains meubles environnant un cratère d'impact dont les bords et les matériaux immédiatement en contact avec l'impact ont été durcis sous l'effet mécanique et thermique du choc avec l'impacteur. L'instrument HRSC de Mars Express a fourni d'excellents clichés d'un de ces cratères dans la région d'Hephaestus Fossae.
Les impacts résultant de la collision avec un impacteur suffisamment énergétique pour percer l'écorce martienne et provoquer des épanchements magmatiques donnent lieu, non plus à un cratère, mais à un bassin d'impact ; les principaux bassins identifiés sans ambigüité sur Mars sont, par taille décroissante :
- Utopia Planitia, au nord-ouest d'Elysium Mons, qui est clairement identifiée comme un bassin d'impact cosmique
- Hellas Planitia, dans l'hémisphère sud
- Argyre Planitia, également dans l'hémisphère sud
- Isidis Planitia, en bordure d'Utopia Planitia
- Chryse Planitia, en bordure d'Acidalia Planitia.

L'existence du Bassin boréal comme bassin unique est loin d'être prouvée, mais, si cette hypothèse était avérée, il regrouperait géologiquement un ensemble de dépressions comprenant Vastitas Borealis, Arcadia Planitia et Acidalia Planitia, ce qui en ferait de loin la plus vaste structure de ce type dans le système solaire.
Amazonis Planitia, qui ressemble également à un bassin d'impact, n'en serait cependant pas un et aurait une origine plutôt volcanique, étant située entre les deux grandes régions volcaniques martiennes : Elysium Planitia à l'ouest et le renflement de Tharsis à l'est. L'instrument MARSIS — Mars Advanced Radar for Subsurface and Ionospheric Sounding  — de Mars Express a par ailleurs révélé l'existence de nombreux autres impacts plus ou moins gros, aujourd'hui invisibles car enfouis dans le sol de la planète,,.
La formation des bassins d'impact martiens remonte essentiellement aux premiers âges de la planète, il y a plus de quatre milliards d'années : les derniers impacts majeurs ont dû se produire à la fin du Noachien, lors du grand bombardement tardif, il y a entre 4,1 et 3,9 (voire 3,8) milliards d'années — le Bassin Caloris, sur Mercure, et Mare Imbrium (la « Mer des Pluies »), sur la Lune, sont également datés de cette époque, qui correspond, pour la Lune, au Nectarien et à l'Imbrien inférieur ; il est possible que les satellites Phobos et Deimos aient un rapport avec cet épisode, comme astéroïdes incidents capturés par Mars — mais il resterait alors à expliquer leur orbite quasi circulaire avec une inclinaison très faible sur l'équateur martien — ou comme agglomérats de matériaux projetés dans l'espace et satellisés à la suite de collisions avec des impacteurs de taille suffisante, Phobos en deçà et Deimos au-delà de l'orbite synchrone de Mars, laquelle correspond à une altitude de 17 000 km au-dessus de la surface ; le scénario le plus probable, dans ce cas de figure, serait une ou plusieurs collisions avec un ou plusieurs planétésimaux peu après la formation de Mars (scénario similaire à celui de la formation de la Lune à la suite de l'impact de Théia sur la proto-Terre), il y a environ 4,5 milliards d'années, plutôt que lors du grand bombardement tardif, 500 millions d'années plus tard.

Mosaïque panoramique du cratère Endurance reconstituée à partir de 258 clichés du rover Opportunity pris en 2004 à travers des filtres à 480, 530 et 750 nm. Ce cratère mesure environ 130 m de diamètre pour 20 m de profondeur.

### Formations volcaniques
De façon schématique, le volcanisme martien semble avoir globalement évolué depuis un volcanisme de plaine datant de la fin du Noachien à la première moitié de l'Hespérien, défini par des épanchements de lave basaltique très fluide, comme celle des « mers » lunaires, et qui constitue une fraction notable de la surface martienne, jusqu'à des cônes volcaniques bien formés rappelant les stratovolcans terrestres à partir de la seconde moitié de l'Hespérien. Entre ces deux extrêmes, tout une gradation de morphologies permet de rendre compte de la variété de terrains et de formations volcaniques rencontrés sur toute la surface de la planète, notamment les fameux volcans boucliers martiens.

#### Plaines de lave

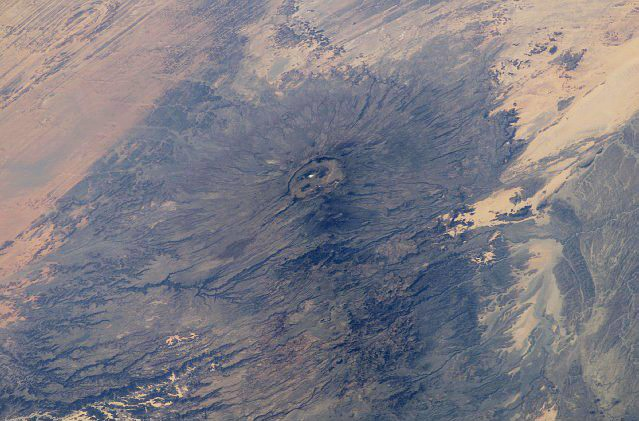
L'Emi Koussi, dans le massif du Tibesti au Sahara, un volcan bouclier pyroclastique de 80 par 60 km à la base et 2.3 km de haut, ressemblerait — en bien plus petit — à des volcans martiens comme Syrtis Major, Tyrrhena Patera et Hadriacus Mons.

La plus ancienne forme de volcanisme martien, remontant à la fin du Noachien et perdurant à l'Hespérien, serait celle des étendues basaltiques qui recouvrent le fond des bassins d'impact tels qu'Argyre et Hellas, ainsi que certaines étendues planes localisées entre ces deux bassins et celui d'Isidis (notamment Syrtis Major Planum, Hesperia Planum et Malea Planum), de façon rappelant les terrains volcaniques lisses identifiés sur Mercure (par exemple Borealis Planitia), sur Vénus (typiquement Guinevere Planitia) et sur la Lune — les « mers » lunaires, la plupart du temps corrélées à des impacts cosmiques.
Sur Mars, ces plaines de lave noachiennes constituent les régions de Malea Planum, Hesperia Planum et Syrtis Major Planum, qui se présentent comme des plateaux basaltiques dont la surface, typique de l'Hespérien, est géologiquement plus récente. La dynamique sous-jacente à ce type de volcanisme, entre fissure et point chaud, n'est pas vraiment comprise ; en particulier, on n'explique pas vraiment le fait que les volcans de Malea, d'Hesperia et d'Elysium soient plus ou moins alignés sur une aussi grande distance.
Une chambre magmatique a été identifiée sous les caldeiras de Syrtis Major par l'anomalie gravitationnelle qu'elle provoque. Syrtis Major Planum apparaît ainsi comme un volcan bouclier particulièrement plat et érodé. Ces formations combinent des caractéristiques effusives et explosives les faisant ressembler aux boucliers pyroclastiques terrestres, tels que l'Emi Koussi dans le massif du Tibesti. C'est notamment le cas d'Hesperia Planum, dont le front occidental au contact d'Hellas Planitia, à proximité immédiate d'Hadriacus Mons, présente des cavités éboulées — telles qu'Ausonia Cavus — plus ou moins souterraines prolongées par des lits de cours d'eau asséchés — Dao Vallis et Niger Vallis, voire Harmakhis Vallis un peu plus loin au sud — qui rappellent, à bien plus grande échelle, les traces laissées sur Terre par des lahars.
Des plaines de lave bien plus vastes, et aussi parfois assez récentes (jusqu'à la seconde moitié de l'Amazonien), entourent les édifices des deux grands domaines volcaniques martiens, à savoir Elysium Planitia et surtout le renflement de Tharsis de part et d'autre d'Amazonis Planitia. L'exemple typique en est le très vaste ensemble d'âges hétérogènes formé par les plateaux de Daedalia, Icaria, Syria, Sinai, Solis, Thaumasia et Bosporos au sud de Valles Marineris : au moins 163 bouches volcaniques ont été recensées sur le renflement de Syria, à l'origine de coulées de lave s'étendant sur plus de 45 000 km2. Toutes ces plaines semblent résulter d'épanchements de lave sur les flancs des volcans, voire des premières coulées de lave très fluide des volcans eux-mêmes. Ainsi, la surface particulièrement lisse d'Amazonis Planitia résulterait de dépôts volcaniques continus depuis l'Hespérien jusqu'à des périodes assez récentes de l'Amazonien.

#### Volcans boucliers et stratovolcans

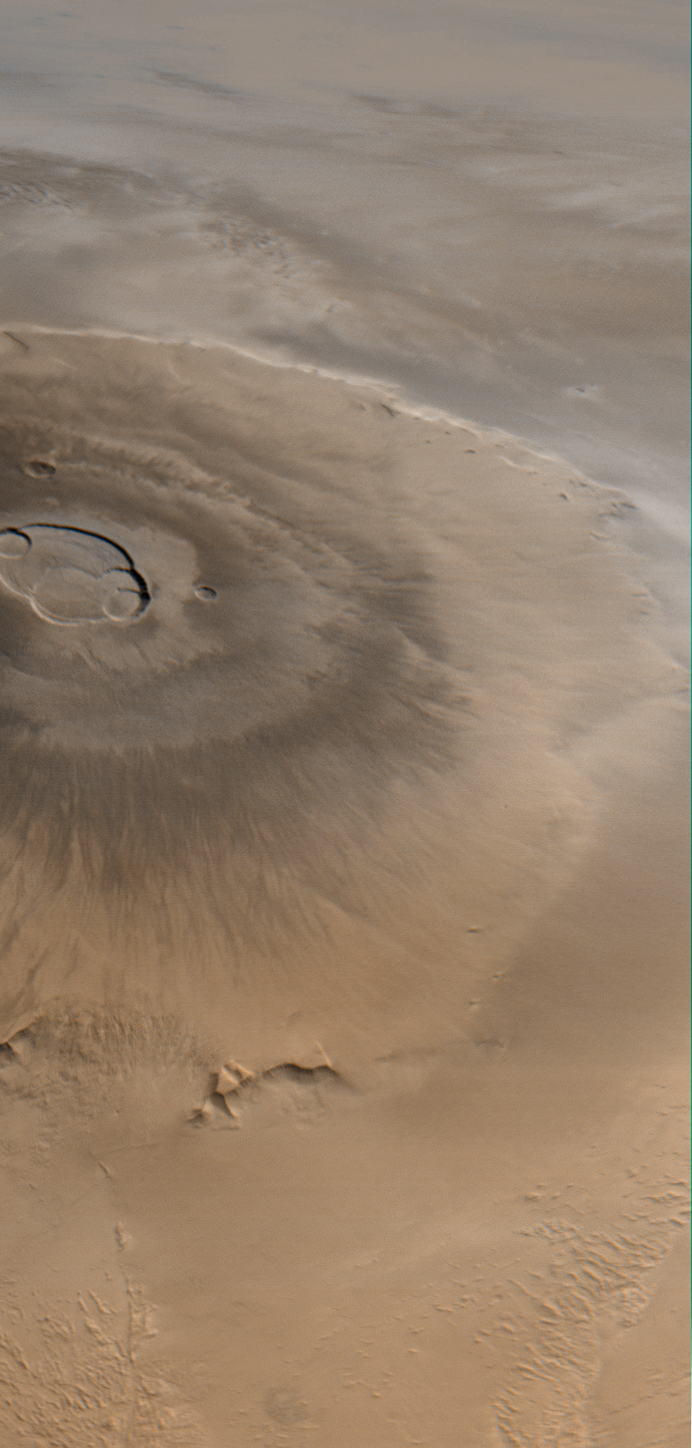
Cliché d'Olympus Mons obtenu par la sonde Mars Global Surveyor. Son sommet culmine à 21.2 km au-dessus du niveau de référence martien (22.5 km au-dessus des plaines alentour), et sa base atteint 624 km de large. Il s'agit du plus haut volcan connu du système solaire.

Un volcan bouclier, expression issue de l'islandais Skjaldbreiður désignant un volcan aplati en forme de « grand bouclier » (sens littéral de ce toponyme), est caractérisé par la très faible pente de ses flancs. Sur Terre, un tel volcan résulte d'épanchements de laves pauvres en silice, très fluides, qui s'écoulent facilement sur de grandes distances, formant des structures aplaties s'étalant sur des surfaces très importantes, contrairement, par exemple, aux stratovolcans, dont le cône, bien formé, a une base bien plus restreinte. Le type même de volcan bouclier est, sur Terre, le Mauna Loa, à Hawaï ; le Piton de la Fournaise, à La Réunion, en est un autre, plus petit mais très actif.
Sur Mars, les structures volcaniques les plus spectaculaires sont précisément des volcans boucliers. Le plus étendu d'entre eux, Alba Mons, s'étend sur quelque 1 600 km de large mais ne s'élève qu'à 6 800 m au-dessus du niveau de référence. L'analyse topographique détaillée de cet édifice volcanique parmi les plus volumineux du système solaire révèle trois grandes périodes d'activité à travers les ruptures de pente et les flux de lave particuliers relevés autour de son système de caldeiras. Les premières éruptions auraient consisté en des laves fluides qui se seraient répandues sur une large surface, puis des éruptions plus localisées auraient donné naissance au bouclier central, et enfin une phase finale aurait abouti au dôme portant le système de caldeiras, dont la masse aurait favorisé l'élargissement des grabens d'Alba et de Tantalus ainsi que la faible inclinaison du sommet vers l'est. Alba Mons se situe exactement aux antipodes du bassin d'impact d'Hellas Planitia, et sa formation serait peut-être due au contre-coup de l'impact à l'origine de ce bassin, il y a environ 4 milliards d'années. La datation de cet ensemble est cependant délicate, son aspect général plutôt érodé et couvert de poussières suggérant un âge ancien, mais la faible cratérisation de ses surfaces (comparée par exemple à celles de Syrtis Major, autre volcan bouclier clairement plus ancien au point de ressembler davantage à un plateau basaltique qu'à un volcan) et sa morphologie générale finalement assez proche de celle des volcans du renflement de Tharsis, avec leurs grands épanchements de lave en lobes latéraux et des éruptions successives se resserrant autour des caldeiras, plaident plutôt pour une activité centrée au milieu de l'Hespérien et se prolongeant au début de l'Amazonien.
Olympus Mons, le plus célèbre et le plus haut des volcans martiens, culmine à 21 229 m au-dessus du niveau de référence (des altitudes supérieures sont encore très souvent publiées, même récemment sur des sites institutionnels américains, mais relèvent d'estimations du XXe siècle antérieures aux mesures du MOLA de MGS) et possède un système de caldeiras long de 85 km, large de 60 km et d'une profondeur atteignant 3 km ; il couvre une surface d'environ 320 000 km2 et de 624 km de plus grande largeur, délimitée par un talus pouvant atteindre par endroits 6 000 m de dénivelé. L'origine de cet escarpement est pour l'heure inconnue : les volcans qui présentent sur Terre de telles formations sont typiques d'un volcanisme sous-glaciaire, caractérisé par l'épanchement de laves sous une masse de glace qui en limite l'extension basale pour contraindre l'édifice volcanique dans une géométrie cylindrique, comme c'est le cas du Herðubreið, en Islande ; néanmoins, nous serions ici en présence d'un volcan qui se serait développé sous un inlandsis de 5 à 6 km d'épaisseur, ce qui semble a priori inconcevable au vu de nos connaissances actuelles sur la planète Mars, de sorte que l'origine de cette particularité topographique doit encore être expliquée, et que les théories à ce sujet abondent.

Dimensions et volumes d'Olympus Mons
Base d'Olympus Mons à l'échelle de la France.
Hauteurs comparées d'Olumpus Mons, du Mont Everest et du Mauna Kea, le plus haut volcan terrestre.
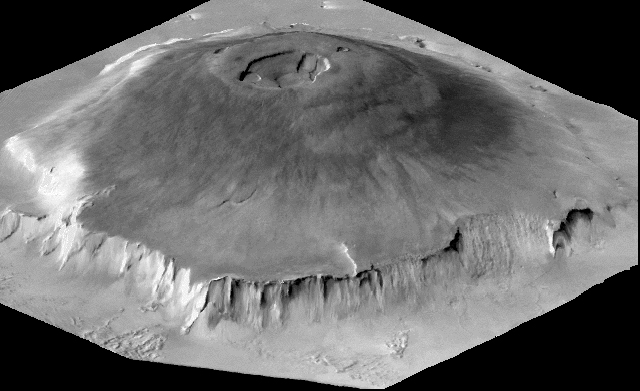
Volumes d'Olympus Mons en trois dimensions.

Les autres grands volcans martiens sont également des volcans boucliers : du nord au sud, Ascraeus Mons, Pavonis Mons et Arsia Mons constituent les Tharsis Montes et sont les trois plus grands édifices du renflement de Tharsis, tandis qu'Elysium Mons est la principale formation d'Elysium Planitia. La fluidité des laves de ces édifices volcaniques est bien illustrée par les cavités d'effondrement relevées par exemple sur le flanc sud d'Arsia Mons, formées après que la lave s'est solidifiée en surface tandis qu'elle continuait à s'écouler en dessous, laissant des cavités dont le sommet s'est effondré une fois vidées.
Les volcans boucliers martiens atteignent des tailles gigantesques par rapport à leurs équivalents terrestres en raison de l'absence de tectonique des plaques sur Mars : l'écorce martienne demeure immobile par rapport aux points chauds, qui peuvent ainsi la percer au même endroit pendant de très longues périodes de temps pour donner naissance à des édifices volcaniques résultant de l'accumulation de laves pendant parfois plusieurs milliards d'années, alors que, sur Terre, le déplacement des plaques lithosphériques au-dessus de ces points chauds conduit à la formation d'un chapelet de parfois plusieurs dizaines de volcans, chacun ne demeurant actif que pendant quelques millions d'années, ce qui est bien trop bref pour permettre la formation de structures aussi imposantes que sur Mars. L'archipel d'Hawaï est le meilleur exemple terrestre illustrant le déplacement d'une plaque tectonique au-dessus d'un point chaud, en l'occurrence de la plaque pacifique au-dessus du point chaud d'Hawaï ; de la même façon, l'archipel des Mascareignes résulte du déplacement de la plaque somalienne au-dessus du point chaud de la Réunion.
D'autres types de volcans présents sur Mars rappellent davantage les stratovolcans, qui résultent de l'accumulation de dépôts de laves mêlées de cendres volcaniques. Ce sont les tholi (pluriel latin de tholus), édifices de taille plus modeste que les volcans boucliers, aux pentes plus accusées, surtout près du cratère, ainsi que les paterae, qui se réduisent parfois à leur caldeira. Tous ces types de volcans sont présents dans les régions du renflement de Tharsis et d'Elysium Planitia, la tendance générale étant cependant de trouver les volcans boucliers dans la région de Tharsis tandis que les volcans d'Elysium s'apparentent davantage à des stratovolcans.

Typologie des volcans martiens
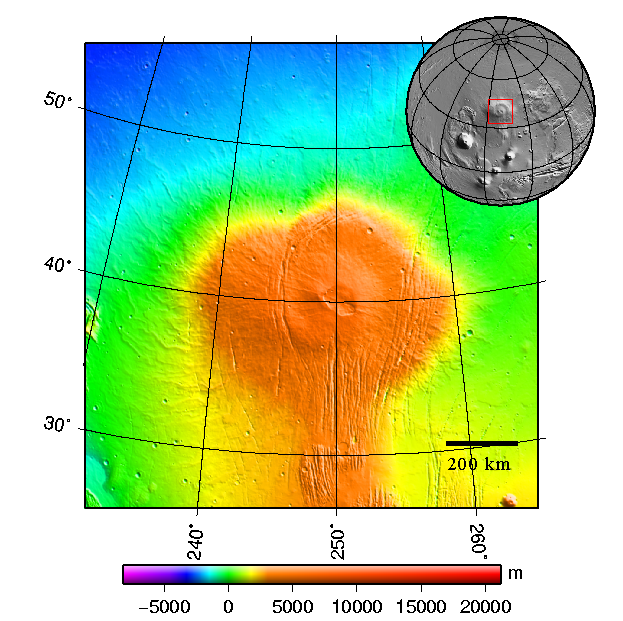
Alba Mons, au nord-ouest du renflement de Tharsis, est le type même du volcan bouclier, avec une largeur de 1 600 km pour seulement 6,6 km d'altitude.
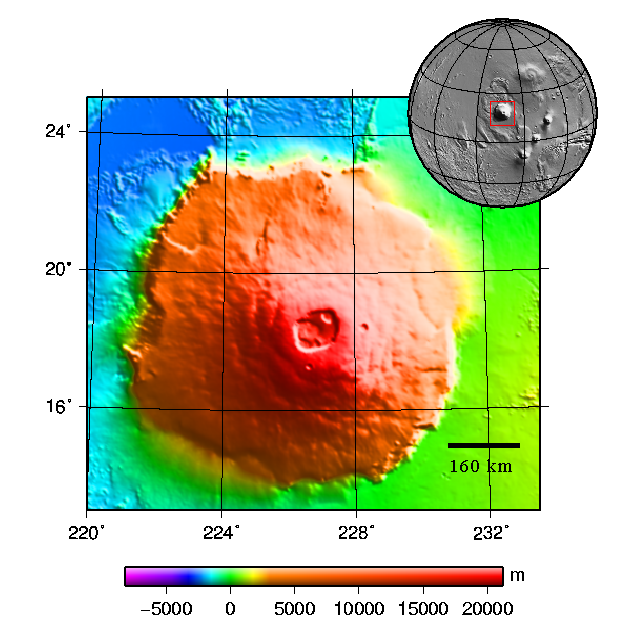
Olympus Mons, situé à l'ouest du renflement de Tharsis, est un volcan bouclier atteignant 624 km de diamètre avec une caldeira de 85 km de long à 21,2 km d'altitude, soit environ 22,5 km au-dessus des plaines alentour.
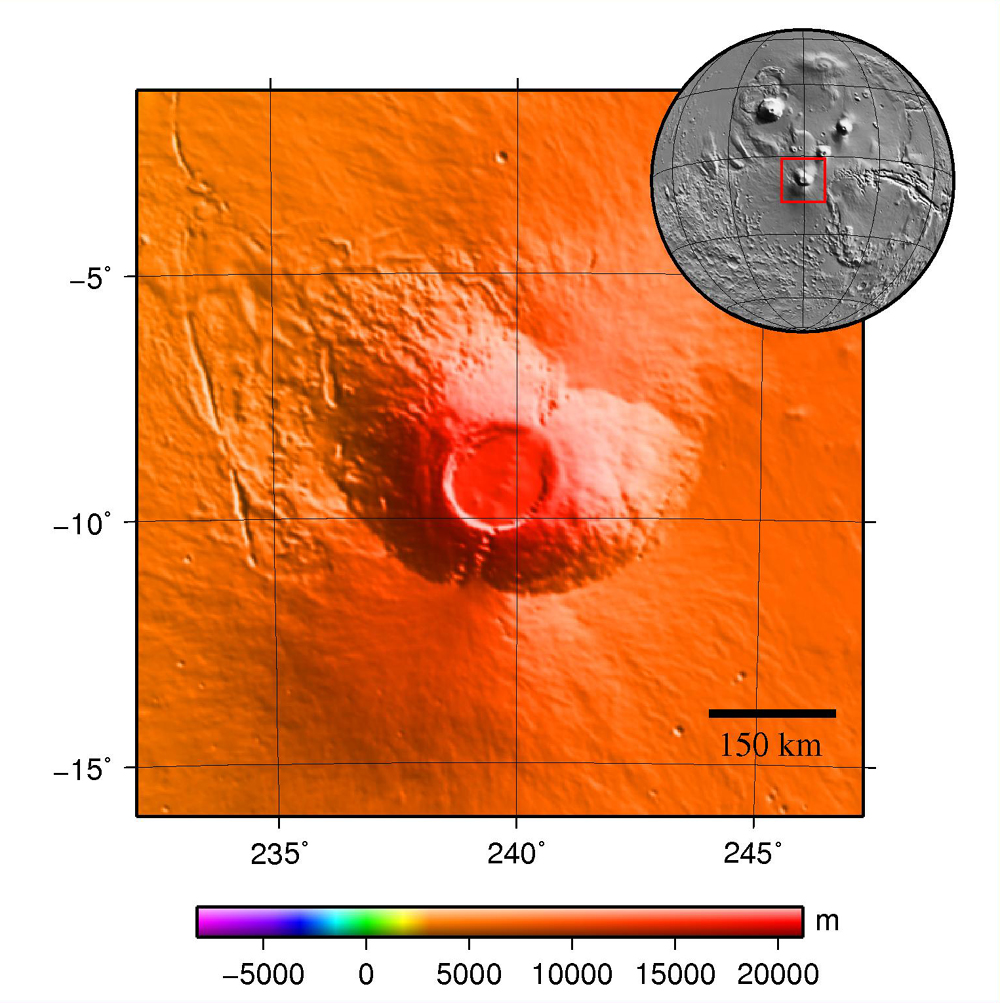
Arsia Mons, un volcan bouclier d'environ 435 km de diamètre pour 9 km de haut avec une énorme caldeira de 110 km de diamètre à 16 km d'altitude ; c'est le plus méridional des trois volcans des Tharsis Montes.
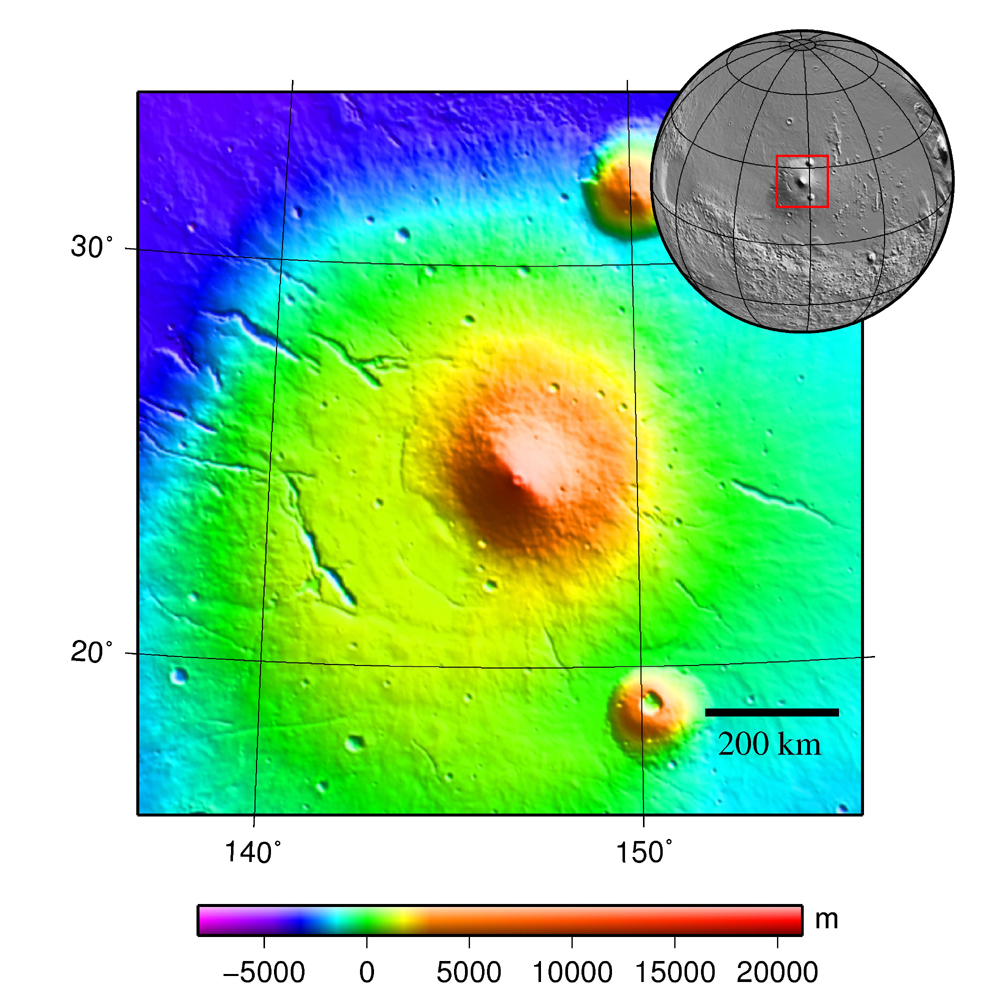
Elysium Mons, principal volcan d'Elysium Planitia, s'élève à 13 km au-dessus des plaines environnantes et mesure environ 240 km de large, avec un petit cratère circulaire de 14 km de diamètre.
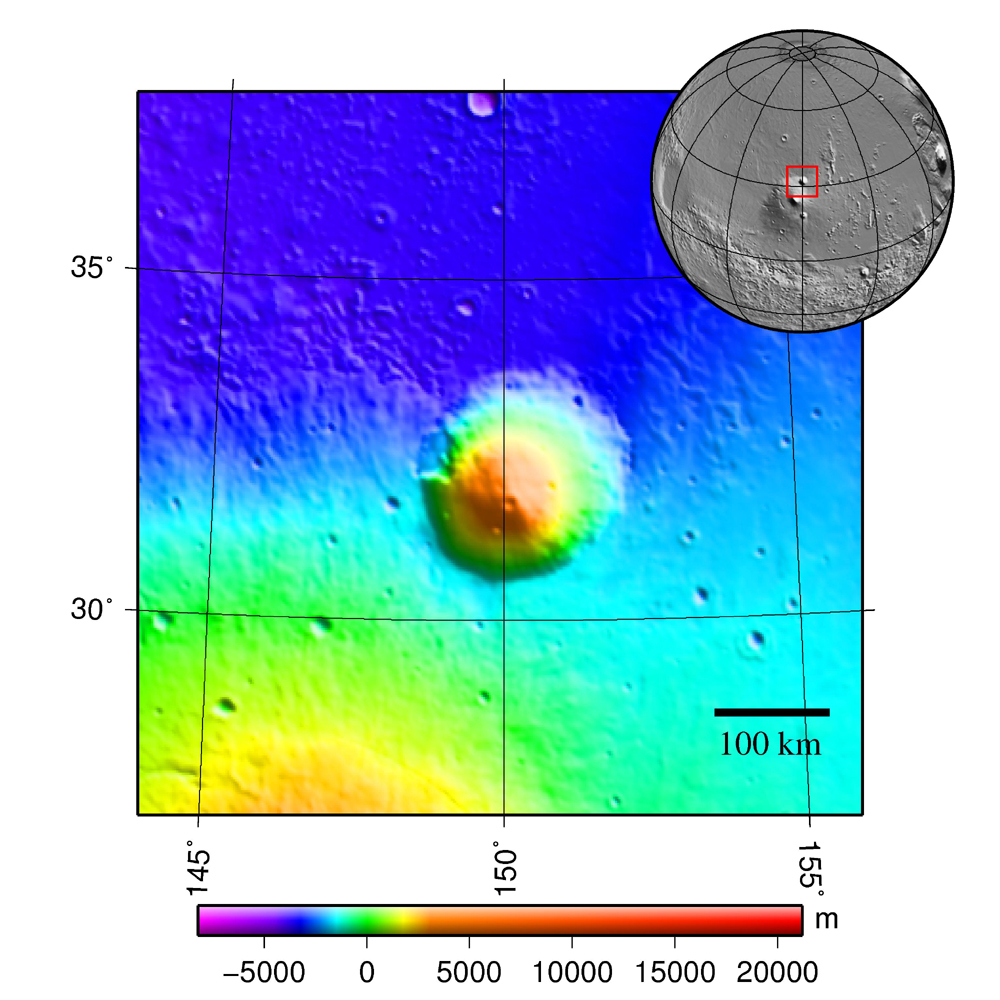
Hecates Tholus, au nord-est d'Elysium Planitia, est un tholus de 183 km de diamètre et un cratère ne dépassant pas 10 km de diamètre à 5,3 km d'altitude.
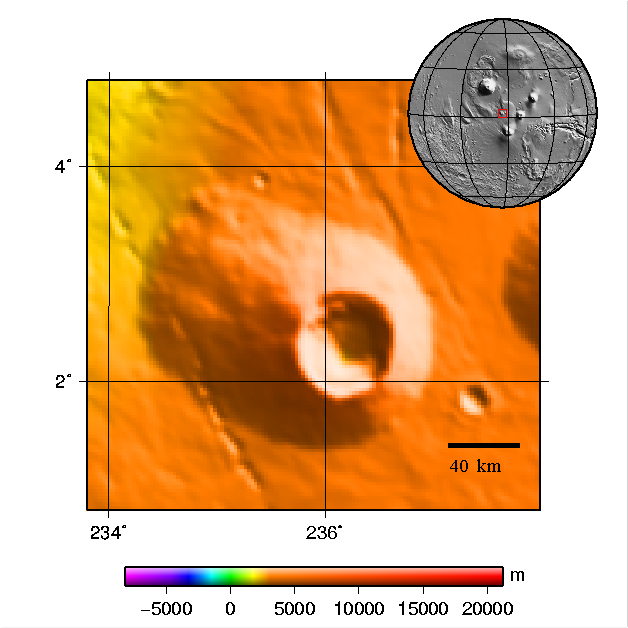
Biblis Tholus, au centre-ouest du renflement de Tharsis et plus ancien que le renflement lui-même, présente une forme asymétrique de 170 km de long sur 100 km de large et 3 km de haut avec une caldeira de 53 km diamètre et 4,5 km de profondeur peut-être due à l'effondrement de la chambre magmatique.
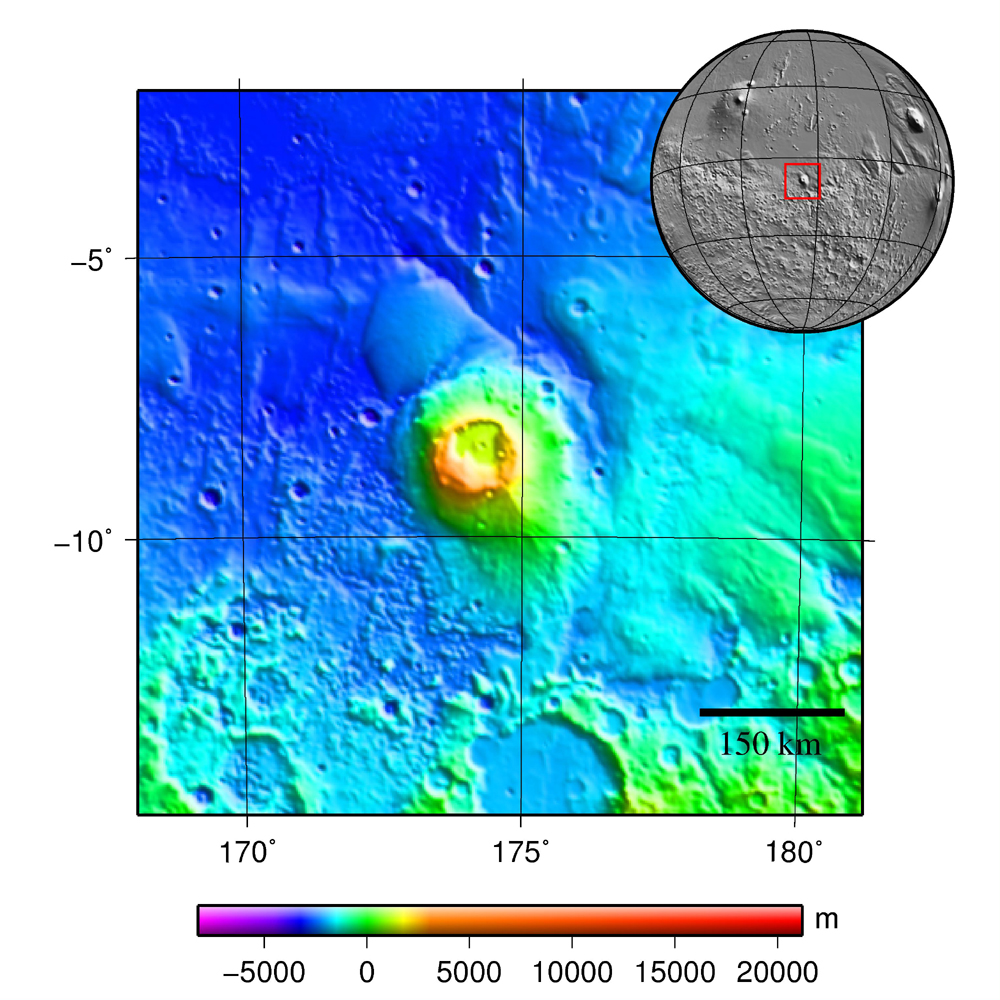
Apollinaris Patera, au sud-est d'Elysium Planitia, est un stratovolcan de 296 km de diamètre, avec une très grande caldeira d'environ 80 km de diamètre à 5 km d'altitude, peut-être due à une explosion pyroclastique.
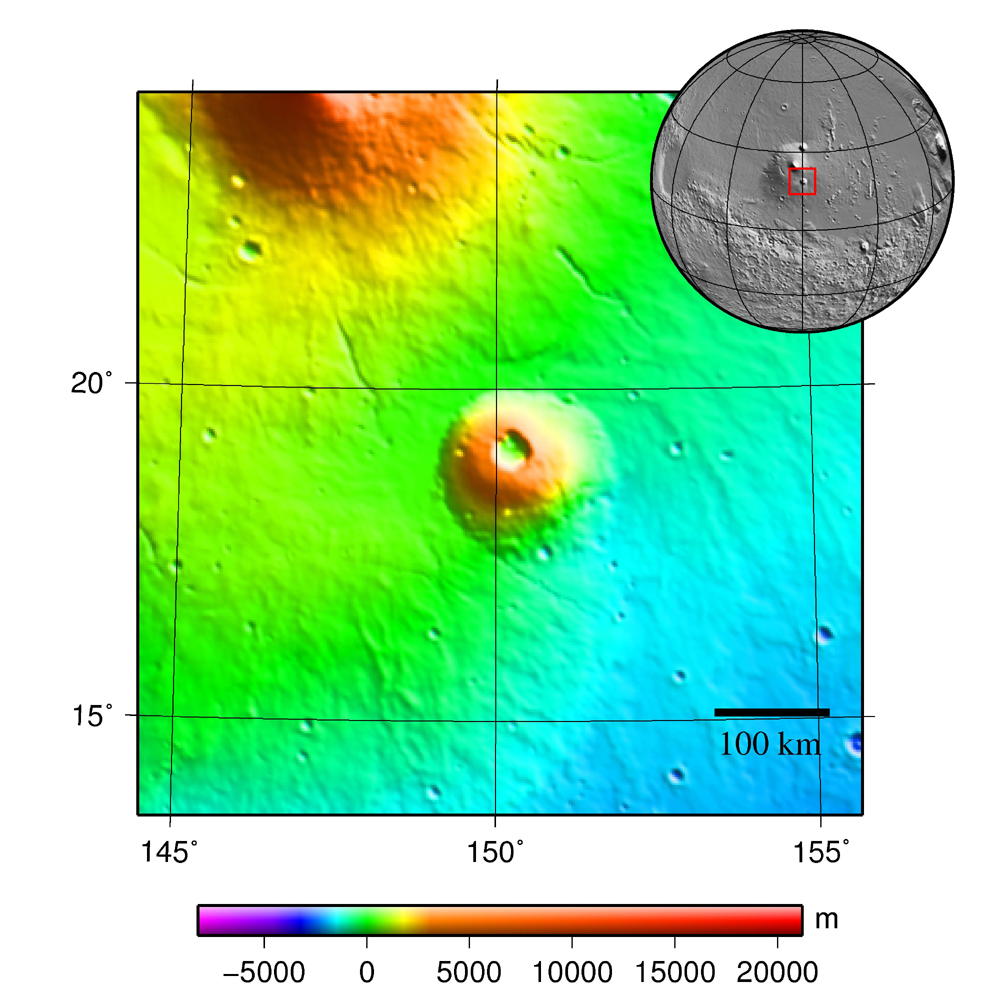
Albor Tholus, au sud d'Elysium Planitia, est un « petit » stratovolcan de 160 km de diamètre et 4,5 km de haut pourvu d'une grande caldeira de 30 km de diamètre pour 3 km de profondeur.

#### Renflement de Tharsis: volcans, Syria Planum et Valles Marineris

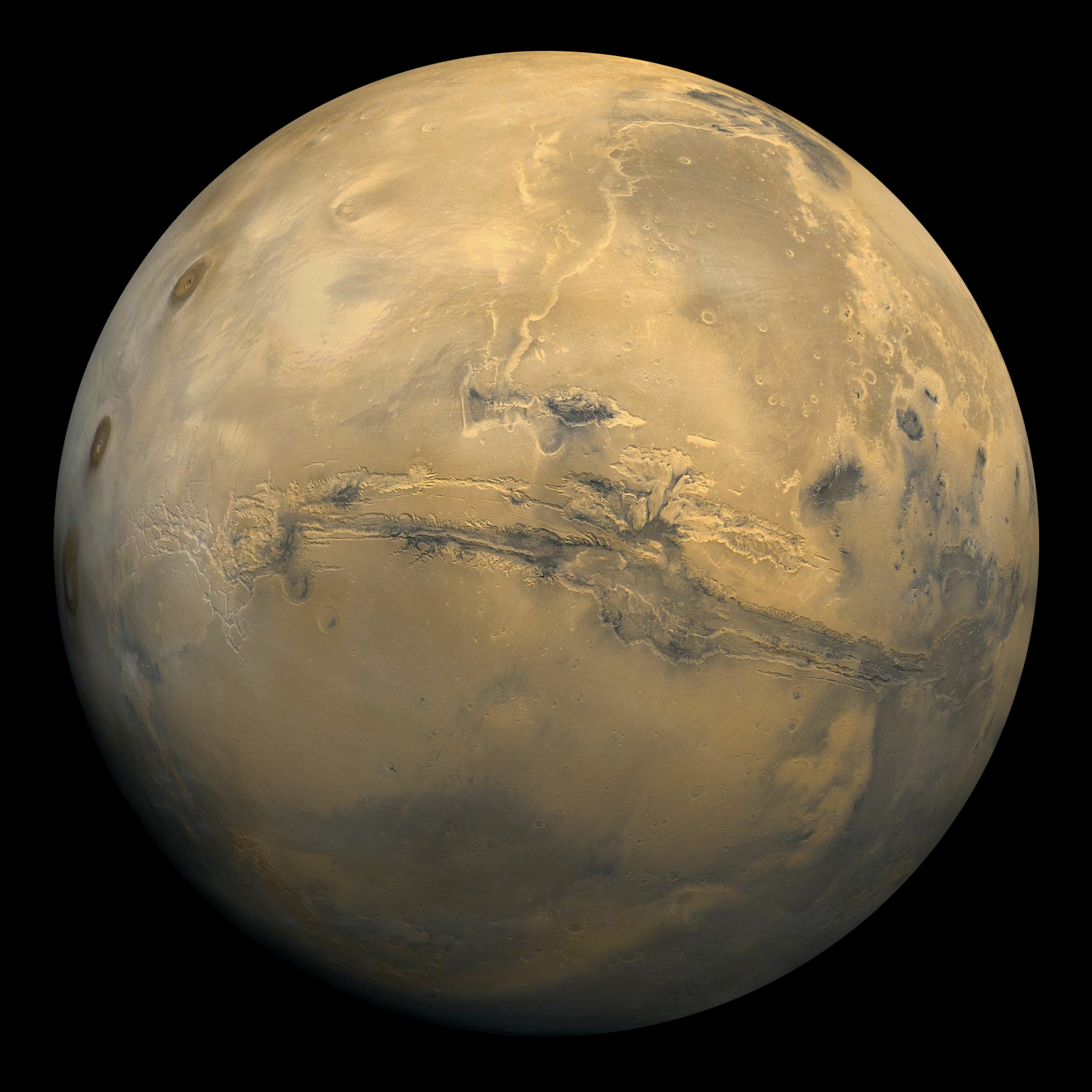
Valles Marineris avec, au sud, le bloc formé par les plateaux de Syria, Solis et Thaumasia et, à l'ouest, les trois volcans de Tharsis Montes, formant le renflement de Tharsis.

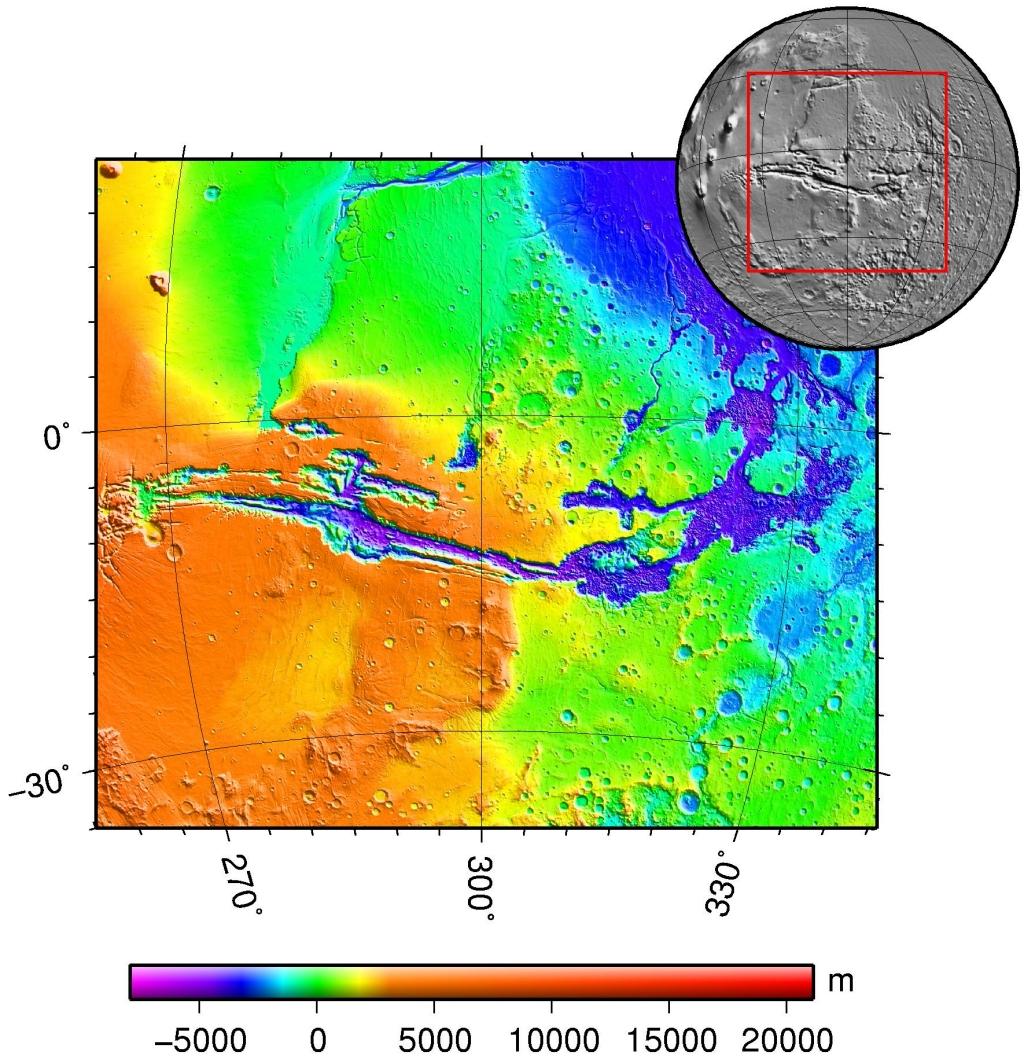
Topographie de Valles Marineris.

Le plus spectaculaire et le plus complexe des ensembles géologiques martiens est formé des grands volcans de la région de Tharsis — Alba Mons, Olympus Mons et la chaîne de volcans de Tharsis Montes — ainsi que du système de canyons prenant naissance au niveau des failles entrecroisées de Noctis Labyrinthus pour se développer à travers l'ensemble de Valles Marineris puis les terrains chaotiques de Xanthe Terra et Margaritifer Terra jusqu'aux abords de Chryse Planitia. Toute cette région — le renflement de Tharsis — résulterait de la remontée d'un système de panaches mantelliques à l'origine des points chauds matérialisés par les différents volcans de Tharsis ainsi que, peut-être, des renflements de Syria Planum et des failles de Noctis Labyrinthus. Au sud de cette région, c'est tout un fragment d'écorce qui se serait soulevé et déplacé avec un mouvement de translation vers le sud doublé d'une rotation dans le sens inverse des aiguilles d'une montre.
Syria Planum, en particulier, semble avoir joué un rôle tectonique déterminant sur l'ensemble de la région pendant une très longue période de temps, depuis le Noachien jusqu'à l'Amazonien. Des dizaines de petits volcans boucliers de quelques dizaines de kilomètres de diamètre et quelques centaines de mètres de haut parsèment ce plateau volcanique,, dont la surface oscille entre 6 000 et 8 000 m d'altitude. L'unité géologique constituée par Syria Planum, Solis Planum et Thaumasia Planum pourrait être vue comme une ébauche de plaque lithosphérique, soulevée et déplacée vers le sud en formant, au sud, un début de convergence au niveau de Claritas Fossae, Coracis Fossae et Nectaris Fossae, tandis qu'au nord apparaissait un énorme rift long de 4 000 km au niveau de Noctis Labyrinthus et, surtout, de Valles Marineris, dont l'origine tectonique par l'étirement nord-sud de l'écorce martienne avait été pressentie dès la fin des années 1970 par l'analyse des images retransmises par Viking 1 Orbiter.
Valles Marineris est un fossé d'effondrement élargi par l'érosion jusqu'à atteindre par endroits une largeur de 600 km et une profondeur de 10 km. L'érosion en question serait d'origine largement hydrologique, comme en témoigne la présence de sulfates hydratés, dont l'épaisseur des dépôts forme parfois de véritables montagnes,, et de vallées dendritiques témoignant de l'existence passée d'un réseau de cours d'eau permanent et durable. De surcroît, l'étude détaillée des clichés pris par les nombreuses sondes qui, en orbite, ont observé ces canyons, a révélé des formations rocheuses interprétées comme des traces d'activité fluviale très prolongée et l'analyse par Mars Global Surveyor des anomalies gravitationnelles au-dessus de cette région a montré que la signature de Valles Marineris s'étend jusque dans le bassin de Chryse Planitia, ce qui donne une idée de la quantité de matériaux charriés hors de ces canyons par l'érosion fluviale continue sur une période de temps suffisamment longue. Si les traces de volcanisme et d'activité fluviale sont patentes dans Valles Marineris, les parois de ces canyons ont surtout été altérées, à l'Amazonien, par l'érosion éolienne et les glissements de terrain, souvent de très grande ampleur ; mais ces altérations révèlent à leur tour les traces d'anciens écoulements souterrains le long des failles ainsi mises à nu. Incidemment, l'estimation de la fréquence des glissements de terrain le long des parois de Valles Marineris a conduit à proposer une réduction d'un facteur 3 de la fréquence d'impact météoritique sur les surfaces martiennes depuis 3 milliards d'années, contrairement aux modèles usuels qui tablent plutôt sur un taux de cratérisation constant, lequel aurait pour conséquence l'observation d'une augmentation difficilement explicable de la fréquence des glissements de terrain.
La nature des terrains formant le fond des canyons n'est toujours pas très bien comprise, notamment quant à la part entre origine volcanique et origine sédimentaire. Le volcanisme serait a priori plus significatif à l'ouest des canyons, à proximité de Syria Planum, et les terrains sombres qualifiés de « dépôts intérieurs stratifiés » situés dans la région de Tithonium Chasma seraient volcaniques.

#### Elysium Planitia et autres volcans … mais peut-être pingos
La seconde région volcanique de Mars est très différente de celle de Tharsis. Bien plus petite, elle est aussi nettement plus récente, avec de nombreux terrains formés semble-t-il il y a moins de cent millions d'années, certaines coulées de lave étant quant à elles datées, à partir de leur taux de cratérisation, de moins de dix millions d'années. L'une des particularités de cette région est de présenter divers modes d'interaction de la lave avec des terrains chargés de glace.
Les clichés des sondes satellisées autour de Mars montrent par ailleurs un certain nombre de petits cônes surmontés d'un cratère, par exemple près du pôle nord, qui pourraient être des volcans, mais il est également possible que ce type de structure s'apparente davantage à des pingos, comme ceux d'Utopia Planitia, qui n'ont rien de volcanique mais sont, sur Terre, typiques des climats polaires, où ils résultent de la dilatation cumulative de l'eau du pergélisol lorsqu'elle fond et gèle alternativement au gré des saisons.

#### Dykes
Le fond de certains cratères de Syrtis Major Planum montre des arêtes allongées disposées de façon ordonnée, ce qui suggère fortement qu'on soit en présence de dykes. Ces structures se forment notamment dans les terrains traversés de failles provoquées notamment par les impacts météoritiques, et résultent de la plus grande résistance à l'érosion des roches magmatiques coulées dans ces failles, constituées de matériaux plus fragiles et qui finissent par disparaître en laissant une lame basaltique ayant l'apparence d'un mur ou d'une digue (d'où le nom de ce type de structures). Un dyke peut également se former par cimentation de brèches sous l'effet d'un cours d'eau qui s'insinue dans les failles, aboutissant là encore à durcir le matériau de comblement, qui subsistera seul une fois l'érosion ayant fait son œuvre sur l'encaissant moins résistant.
La région de Huo Hsing Vallis est particulièrement intéressante à cet égard, car elle présente des dykes assez évidents dans sa partie méridionale,.
Sur Terre, les dykes sont fréquemment associés à des gisements de minerais importants, ce qui justifie pleinement l'intérêt qu'on peut porter à ces structures sur Mars.

#### Datation du volcanisme martien

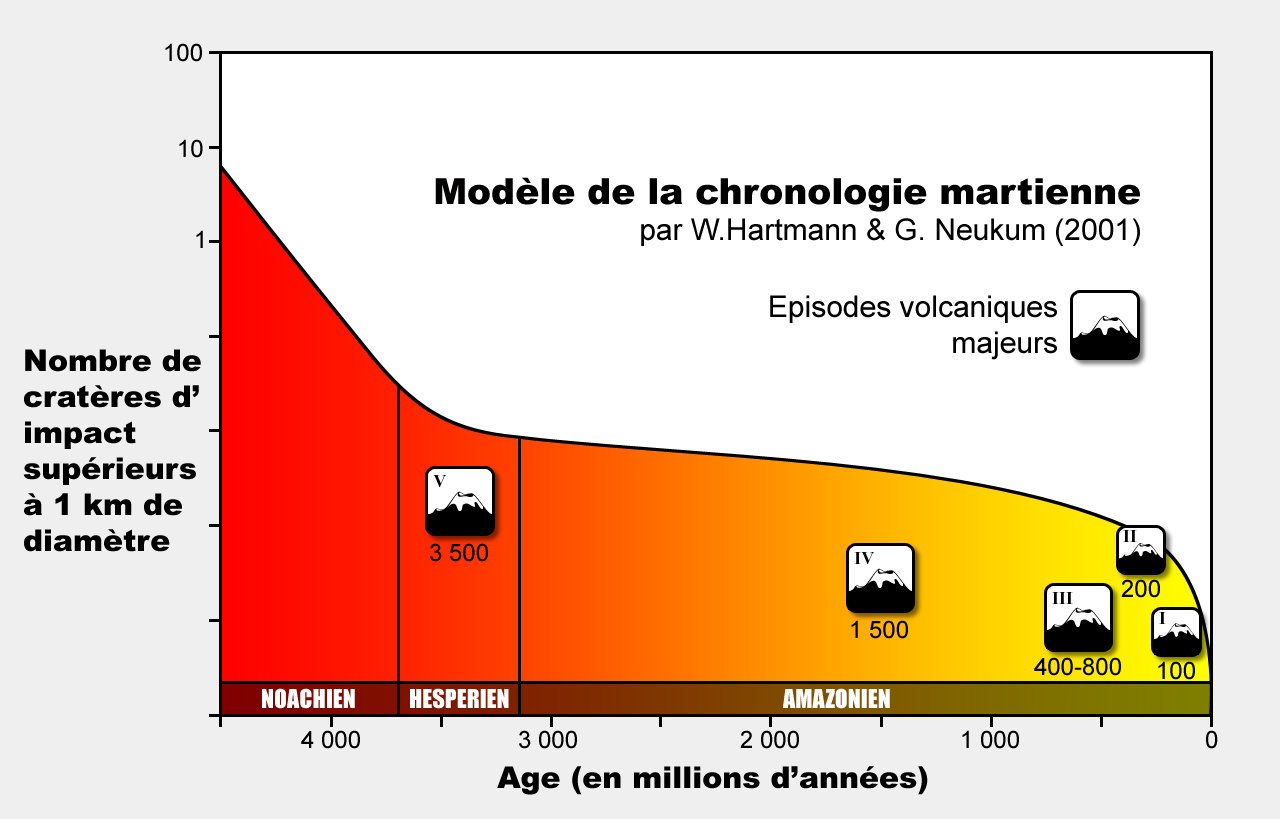
Séquences volcaniques martiennes selon W. Hartmann et G. Neukum.

La superficie et la masse de la planète Mars étant respectivement 3,5 et 10 fois moindres que celles de la Terre, cette planète s'est refroidie plus rapidement que la nôtre et son activité interne s'est donc réduite également plus vite : alors que le volcanisme et, plus généralement, la tectonique (orogenèse, séismes, tectonique des plaques, etc.) sont encore très actifs sur Terre, ils ne semblent plus être notables sur Mars, où aucune tectonique des plaques, même passée, n'a jamais pu être mise en évidence.
Le volcanisme martien paraît également avoir cessé d'être actif, bien que l'âge semble-t-il très récent de certaines coulées de lave suggère, pour certains volcans, une activité actuellement certes très réduite, mais peut-être pas rigoureusement nulle, d'autant que Mars, contrairement à la Lune, n'a pas fini de se refroidir, et que son intérieur, loin d'être entièrement figé, contient en réalité un noyau peut-être entièrement liquide. D'une manière générale, l'analyse des données recueillies par Mars Express a conduit une équipe de planétologues de l'ESA dirigée par l'Allemand Gerhard Neukum à proposer une séquence en cinq épisodes volcaniques :
- épisode volcanique majeur de l'Hespérien il y a environ 3,5 milliards d'années,
- regain de volcanisme il y a environ 1,5 milliard d'années, puis entre 800 et 400 millions d'années avant le présent,
- épisodes volcaniques récents d'intensité rapidement décroissante il y a environ 200 et 100 millions d'années.

Ces datations reposent sur l'évaluation du taux de cratérisation des coulées de lave correspondantes, qui semble recoupée par les observations indirectes à moyen terme mais contredites par les observations directes à court terme déduites de la fréquence des impacts récents observés sur plus de dix ans par les sondes satellisées autour de Mars, la principale difficulté de ce type de datation étant d'évaluer les biais statistiques introduits par la différence notable d'ordres de grandeur entre les surfaces anciennes (âgées de plus 2 milliards d'années), qui représentent une fraction importante de la surface de Mars, et les surfaces les plus récentes (âgées de moins de 200 millions d'années), qui sont comparativement extrêmement réduites.
Par ailleurs, si la fréquence des impacts récents relevée par les sondes satellisées autour de Mars semble suggérer un taux de cratérisation plus élevé que celui habituellement retenu pour dater les formations martiennes (ce qui conduirait à devoir « rajeunir » toutes ces datations), il semblerait plutôt que, à long terme, ce taux de cratérisation ait au contraire été divisé par trois depuis 3 milliards d'années, ce qui tendrait à « vieillir » les datations martiennes, et ce d'autant plus qu'elles sont relatives à des phénomènes récents.
Le tableau ci-dessous présente une synthèse synoptique des principaux volcans martiens et de la datation de leur formation lorsqu'elle a pu être déterminée à l'aide du taux de cratérisation relevé sur leurs différentes surfaces ; ces dates, lorsqu'elles sont estimées, se rapportent aux plus anciens terrains identifiés à la surface de chacun des volcans, ceux-ci s'étant nécessairement formés plus tôt, de sorte qu'il ne peut s'agir que d'une borne inférieure à l'âge de ces volcans — ce que traduit le signe « ≥ » :
| Volcan                                                 | Type         | Coordonnées         | Altitude  | Âge       | Localisation                                             |
| ------------------------------------------------------ | ------------ | ------------------- | --------- | --------- | -------------------------------------------------------- |
|                                                        |              |                     |           |           |                                                          |
| Alba Mons                                              | Bouclier     | 40,5° N et 250,4° E | ~ 6 600 m | ≥ 3,50 Ga | Marge nord-ouest du renflement de Tharsis.               |
|                                                        |              |                     |           |           |                                                          |
| Uranius Tholus                                         | Tholus       | 26,1° N et 262,3° E | ~ 4 500 m | ≥ 4,04 Ga | Groupe d'Uranius, nord du renflement de Tharsis.         |
| Ceraunius Tholus                                       | Tholus       | 24,0° N et 262,6° E | ~ 8 250 m | ≥ 3,75 Ga | Groupe d'Uranius, nord du renflement de Tharsis.         |
| Uranius Patera                                         | Patera       | 26,0° N et 267,0° E | ~ 6 500 m | ≥ 3,70 Ga | Groupe d'Uranius, nord du renflement de Tharsis.         |
|                                                        |              |                     |           |           |                                                          |
| Olympus Mons                                           | Bouclier     | 18,4° N et 226,0° E | 21 229 m  | ≥ 3,83 Ga | Point culminant de Mars, ouest du renflement de Tharsis. |
|                                                        |              |                     |           |           |                                                          |
| Tharsis Tholus                                         | Tholus       | 13,4° N et 269,2° E | ~ 8 750 m | ≥ 3,71 Ga | Volcan isolé au centre du renflement de Tharsis.         |
|                                                        |              |                     |           |           |                                                          |
| Jovis Tholus                                           | Tholus       | 18,2° N et 242,5° E | ~ 3 000 m | ≥ 3,70 Ga | Nord-ouest du renflement de Tharsis.                     |
|                                                        |              |                     |           |           |                                                          |
| Ulysses Tholus                                         | Tholus       | 2,9° N et 239,4° E  | ~ 5 500 m | ≥ 3,92 Ga | Ouest du renflement de Tharsis.                          |
| Biblis Tholus                                          | Tholus       | 2,7° N et 235,4° E  | ~ 7 000 m | ≥ 3,68 Ga | Ouest du renflement de Tharsis.                          |
|                                                        |              |                     |           |           |                                                          |
| Ascraeus Mons                                          | Bouclier     | 11,8° N et 255,5° E | 18 225 m  | ≥ 3,60 Ga | Tharsis Montes, centre du renflement de Tharsis.         |
| Pavonis Mons                                           | Bouclier     | 0,8° N et 246,6° E  | 14 058 m  | ≥ 3,56 Ga | Tharsis Montes, centre du renflement de Tharsis.         |
| Arsia Mons                                             | Bouclier     | 8,4° S et 238,9° E  | 17 761 m  | ≥ 3,54 Ga | Tharsis Montes, centre du renflement de Tharsis.         |
|                                                        |              |                     |           |           |                                                          |
| Apollinaris Mons                                       | Stratovolcan | 9,3° S et 174,4° E  | ~ 3 250 m | ≥ 3,81 Ga | Volcan isolé à l'extrême sud-est d'Elysium Planitia.     |
|                                                        |              |                     |           |           |                                                          |
| Elysium Mons                                           | Gris         | 24,8° N et 146,9° E | 14 028 m  | ≥ 3,65 Ga | Groupe principal au nord-ouest d'Elysium Planitia.       |
| Hecates Tholus                                         | Gris         | 32,1° N et 150,2° E | ~ 4 500 m | ≥ 3,40 Ga | Groupe principal au nord-ouest d'Elysium Planitia.       |
| Albor Tholus                                           | Gris         | 18,8° N et 150,4° E | ~ 3 750 m | ≥ 2,16 Ga | Groupe principal au nord-ouest d'Elysium Planitia.       |
|                                                        |              |                     |           |           |                                                          |
| Syrtis Major                                           | Fissure      | 7,9° N et 67,9° E   | ~ 2 000 m | ≥ 3,75 Ga | Plateau de Syrtis Major Planum.                          |
|                                                        |              |                     |           |           |                                                          |
| Tyrrhena Patera                                        | Fissure      | 21,1° S et 106,5° E | ~ 3 000 m | ≥ 3,98 Ga | Centre ouest d'Hesperia Planum.                          |
|                                                        |              |                     |           |           |                                                          |
| Hadriacus Mons                                         | Bouclier     | 32,1° S et 91,8° E  | ~ −250 m  | ≥ 3,90 Ga | Aux confins d'Hellas Planitia et d'Hesperia Planum.      |
|                                                        |              |                     |           |           |                                                          |
| Amphitrites Patera                                     | Bouclier     | 58,7° S et 60,9° E  | ~ 1 700 m | ≥ 3,75 Ga | Malea Planum, au sud-ouest d'Hellas Planitia.            |
| Peneus Patera                                          | Bouclier     | 57,8° S et 52,5° E  | ~ 1 000 m | n. d.     | Malea Planum, au sud-ouest d'Hellas Planitia.            |
| Malea Patera                                           | Bouclier     | 63,4° S et 51,9°& E | ~ 0 m     | n. d.     | Malea Planum, au sud-ouest d'Hellas Planitia.            |
| Pityusa Patera                                         | Bouclier     | 66,8° S et 36,9°& E | ~ 2 000 m | n. d.     | Malea Planum, au sud-ouest d'Hellas Planitia.            |
|                                                        |              |                     |           |           |                                                          |
| Identification et âge des principaux volcans martiens. |              |                     |           |           |                                                          |

### Formations vraisemblablement d'origine hydrologique
Les images de la surface martienne transmises dès les années 1970 par les sondes Viking en orbite autour de la planète rouge ont révélé l'omniprésence des formations géologiques résultant semble-t-il de l'action, parfois prolongée, de grandes quantités d'un liquide alors encore impossible à préciser, H2O ou CO2 selon les principales hypothèses formulées à l'époque, connues respectivement sous le nom « Blue Mars » et « White Mars, » ce dernier modèle, fondé sur le CO2, défendu notamment par l'astronome australien Nick Hoffman, de l'université de Melbourne ; ce n'est qu'avec la caractérisation in situ de jarosite (minéral se formant en milieux aqueux) par le rover américain Opportunity en 2004, ainsi que de phyllosilicates (altération aqueuse de roches ignées) et de kiesérite (minéral hydraté) par la sonde européenne Mars Express en 2005, que la nature de ce liquide a pu être formellement identifiée comme étant de l'eau — identification qui avait fait l'objet de réfutations minoritaires jusqu'au début des années 2000,.

Clichés de la sonde Viking orbiter illustrant la possible action passée d'eau liquide à la surface de Mars
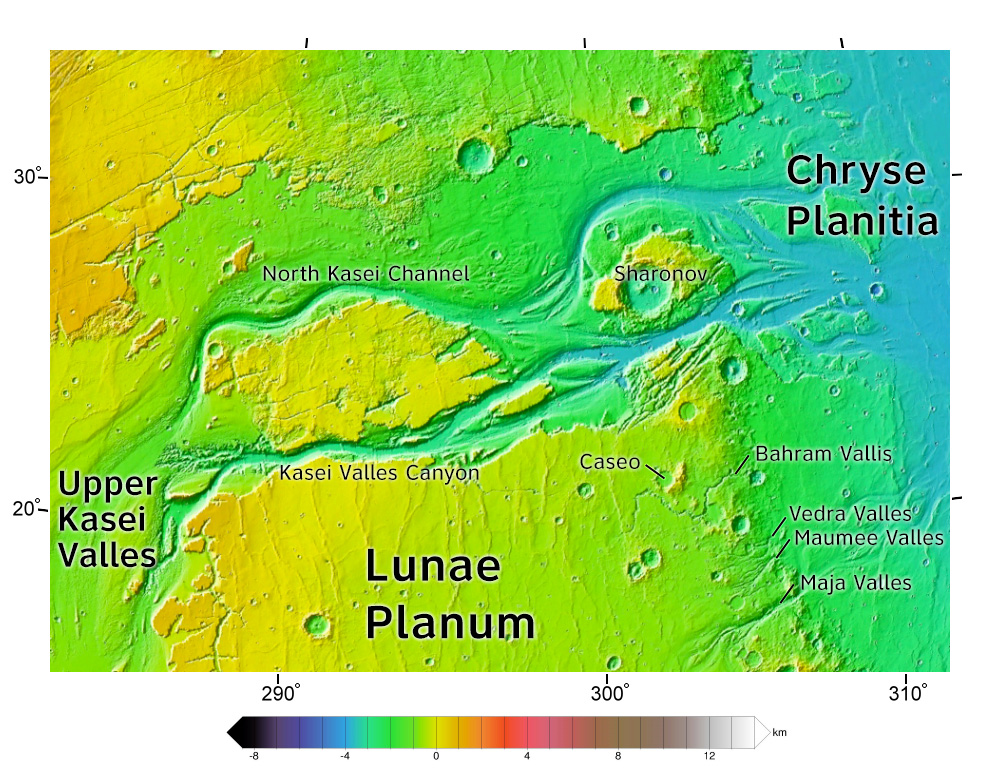
Carte topographique de la région de Kasei Valles, Bahram Vallis, Vedra Valles, Maumee Valles et Maja Valles, par 24,4° N et 295° E où ont été pris plusieurs clichés qui suivent.
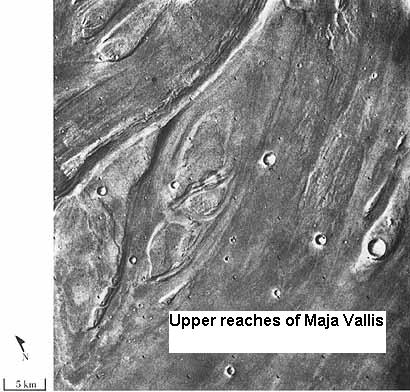
« Îles » profilées par le courant de Maja Valles, dans le quadrangle de Lunae Palus.
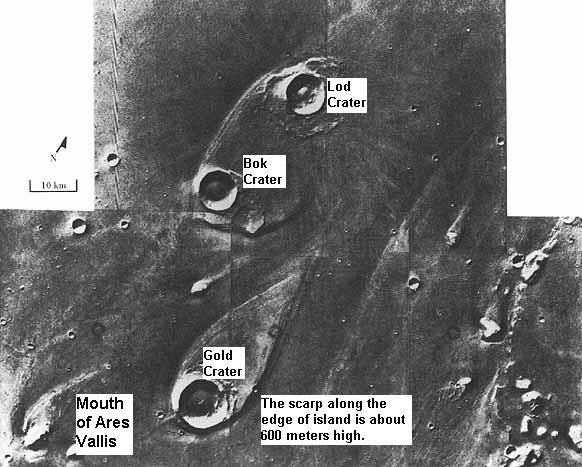
« Îles » en forme de larmes formées par les éjectas des cratères Lod, Bok et Gold à « l'embouchure » d'Ares Vallis dans Chryse Planitia, par 21° N et 329° E.
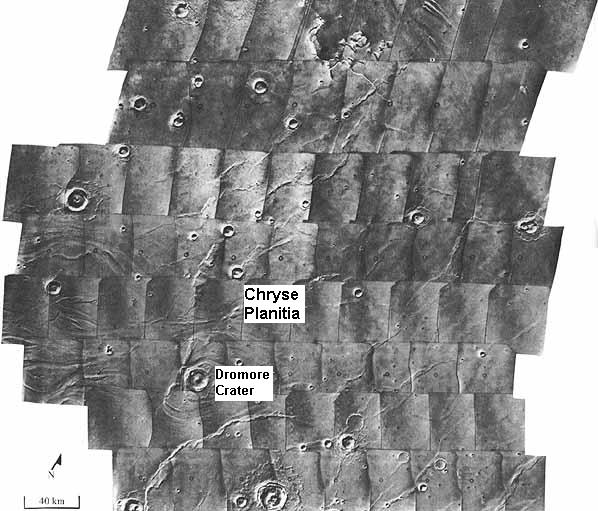
Traces d'écoulements liquides dans la région occidentale de Chryse Planitia à l'embouchure de Maja Valles, par 21° N et 311° E ; l'image suivante détaille les environs du cratère Dromore.
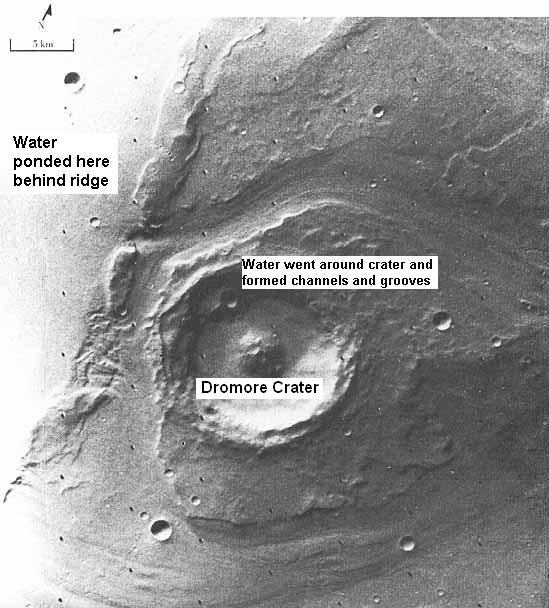
Érosion a priori d'origine hydrologique autour du cratère Dromore, par 19,9° N et 310,3° E.
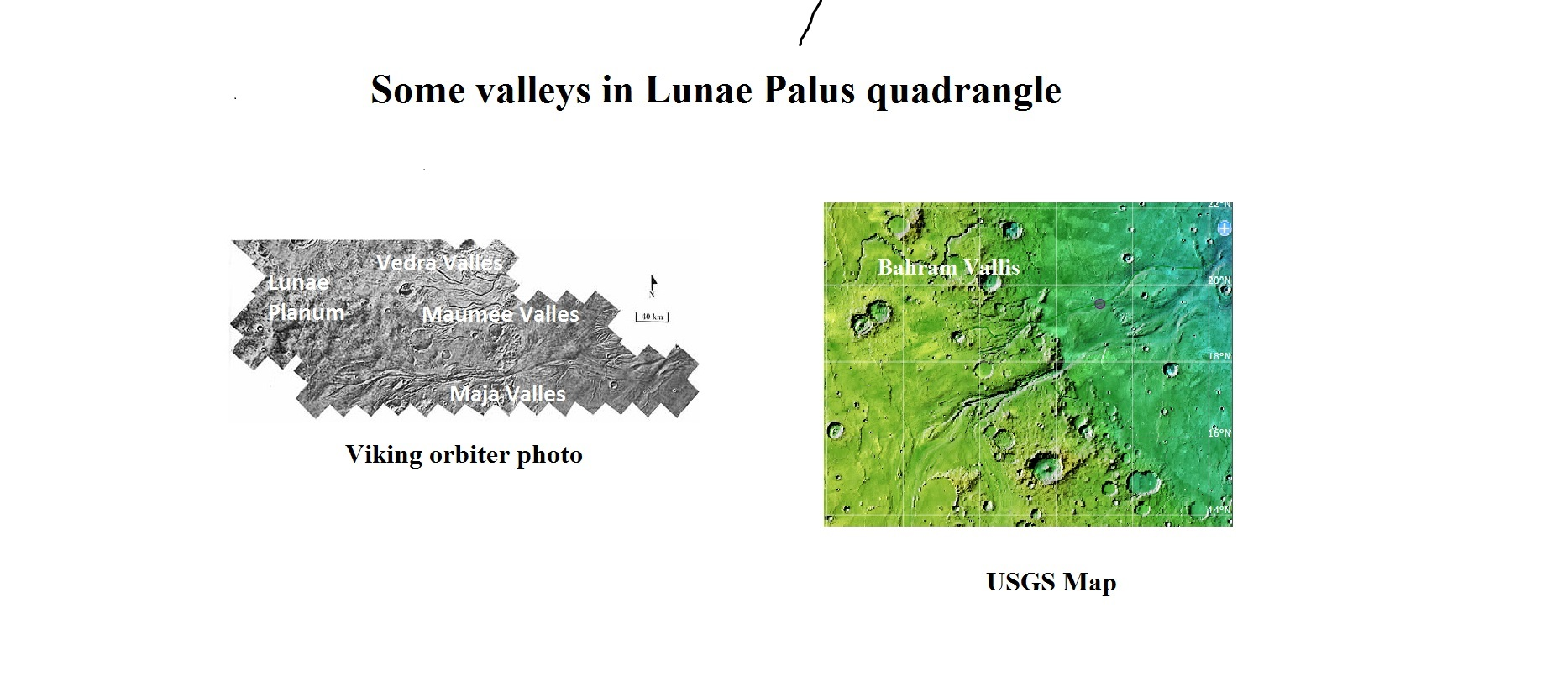
Écoulements à travers Vedra Valles, Maumee Valles et Maja Valles en direction de Chryse Planitia.
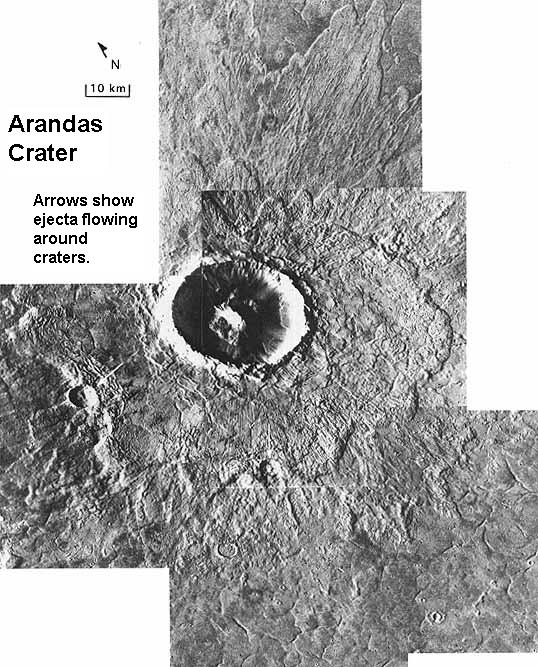
Écoulements des éjectas du cratère Arandas autour de cratères plus petits par 43° N et 346° E, marqués par de fines flèches blanches (assez peu visibles sur ce cliché ancien).
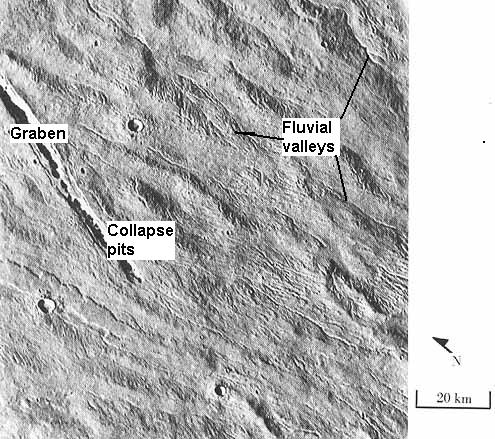
Chenaux sur les flancs d'Alba Mons, la plupart imputables à des écoulements de lave mais certains semblant davantage relever d'une érosion pluvieuse.
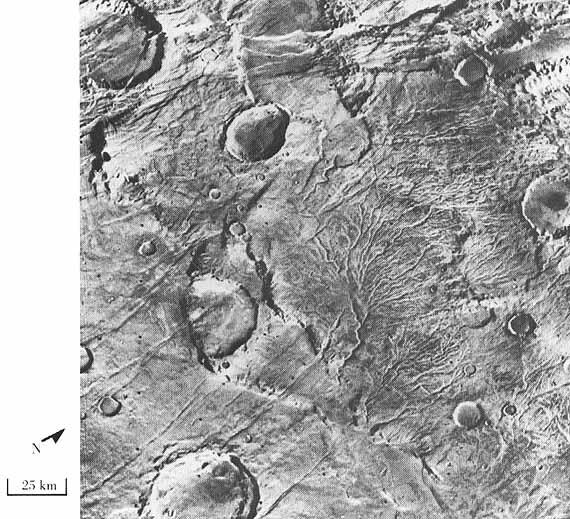
Systèmes de vallées dentritiques observés dans le quadrangle de Thaumasia, un type de structure dont l'origine est généralement pluvieuse.
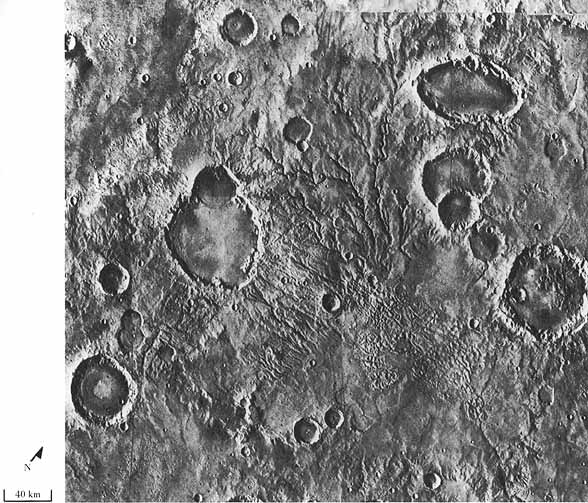
Vallées arborescentes dans le quadrangle de Margaritifer Sinus.
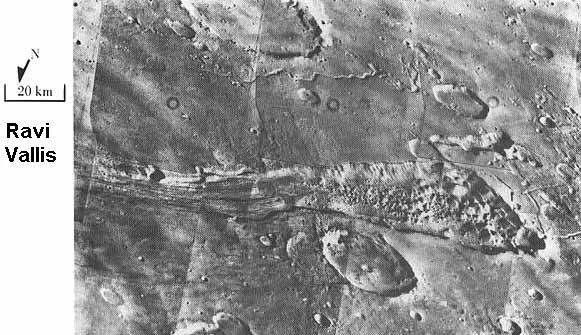
Ravi Vallis, dans le quadrangle de Margaritifer Sinus.
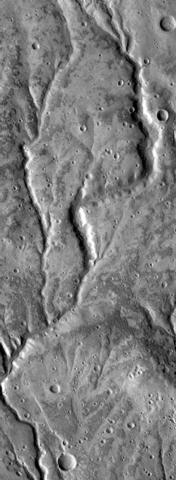
Vallées dans la région de Warrego Valles.

Si les vallées fluviales elles-mêmes sont bien dessinées et bien évidentes à la surface de Mars, il manque en revanche toutes les structures de plus petites dimensions susceptibles d'indiquer l'origine de ces écoulements, malgré la très haute résolution des vues prises récemment par des sondes telles que Mars Global Surveyor avec l'instrument HiRISE — High Resolution Imaging Science Experiment. Cela pourrait signifier que ces vallées sont des structures très anciennes révélées par l'érosion partielle des sols, lesquels dissimuleraient par conséquent les traces de sources et des torrents à l'origine de ces cours d'eau. Les vallées sont en effet souvent discontinues, avec des segments invisibles sous ce qui semble être une région de terrains plus récents et moins érodés. Une autre hypothèse est qu'elles proviendraient de l'écoulement plus récent d'eau fondue du pergélisol, ce qui expliquerait pourquoi de nombreux « cours d'eau » martiens semblent se terminer par une cavité en hémicycle.

#### Ravines
Les clichés à haute résolution ont également mis en évidence la présence de plusieurs centaines de ravines (appelées gullies en anglais) sur les parois de nombreux cratères et canyons des terrains noachiens de l'hémisphère sud, le plus souvent face à l'équateur et jusqu'à une latitude d'environ 30° S ; ces structures ne semblent pas particulièrement érodées et ne présentent pas non plus de traces d'impact postérieures à leur formation, ce qui indiquerait leur apparition récente.

Clichés de l'instrument HiRISE de la sonde Mars Reconnaissance Orbiter
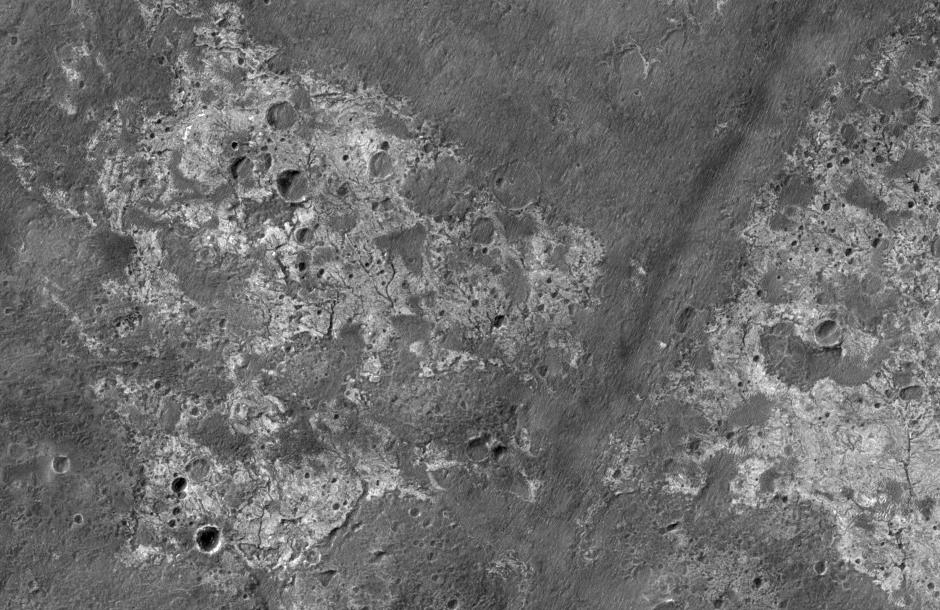
Vallées arborescentes du plateau de Candor dans le quadrangle de Coprates, qui sont de forts indicateurs d'un climat durablement pluvieux.
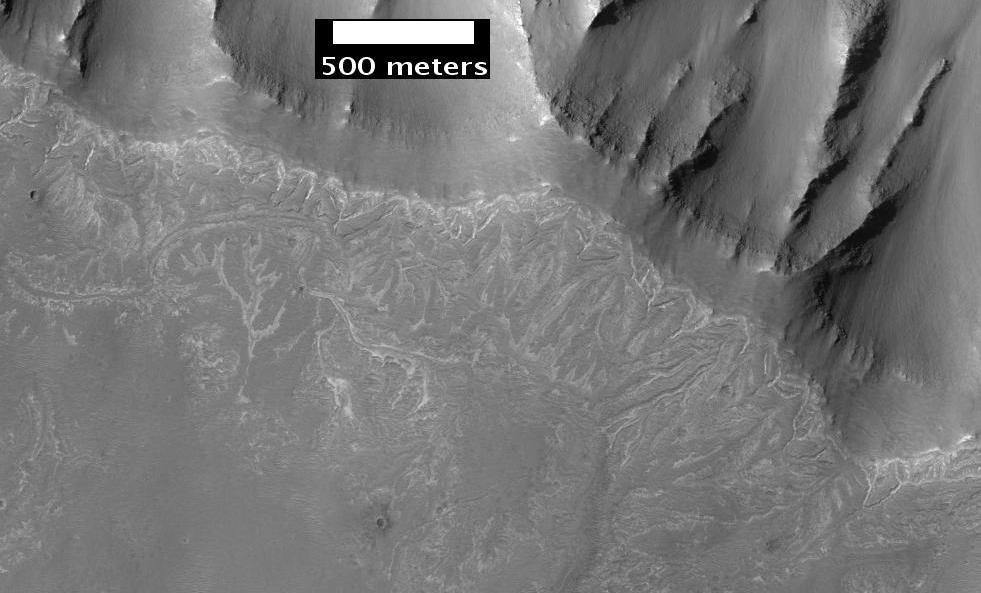
Région d'Ius Chasma dans le quadrangle de Coprates, dont les chenaux ont une densité et une organisation suggérant fortement leur formation à partir de précipitations pluvieuses.
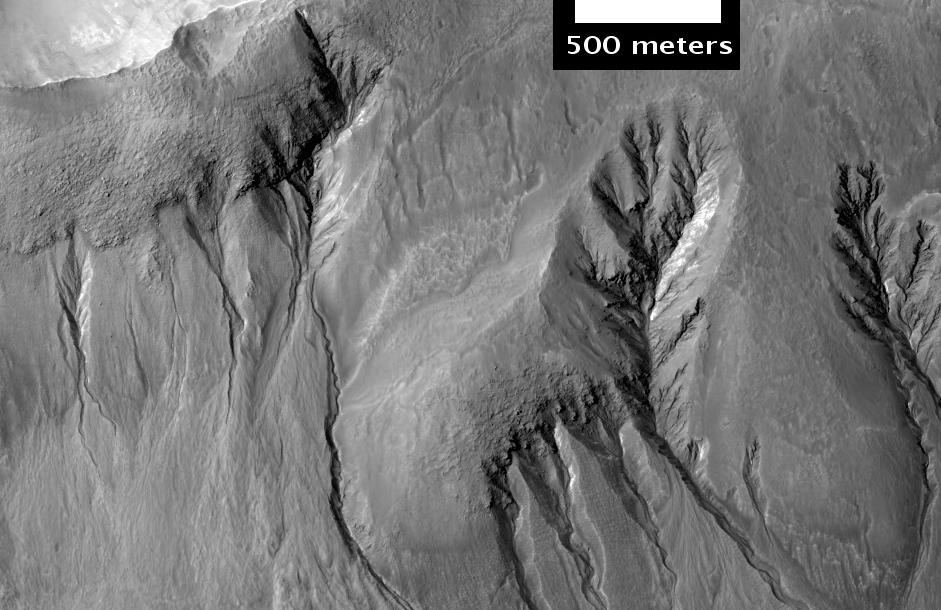
Ravines dans la région de Sirenum Fossae, par 38,9° S et 195,9° E.

#### Deltas argileux et vallées au relief inversé
L'un des types de formations géologiques les plus remarquables concernant la présence passée de cours d'eau à la surface de Mars sont les vallées au relief inversé, qui résultent de l'érosion éolienne des terrains environnant un ancien lit de cours d'eau, ce dernier devenant saillant car moins facilement érodé en raison de l'action durcissante, par cimentation, de l'eau qui s'écoulait jadis à cet endroit : les minéraux dissous dans l'eau précipitent entre les interstices de la couche sédimentaire sous-jacente, qui s'en trouve durcie par rapport aux terrains environnants. On voit ainsi apparaître, sous l'effet d'une érosion éolienne uniforme, des vallées en négatif, saillantes au lieu d'être en creux, comme c'est le cas au niveau du cratère Miyamoto, dans la région de Meridiani Planum.
Des formations géologiques spectaculaires et très explicites, telles que des deltas, comme ceux du cratère Jezero par 18,9° N et 77,5° E ou du cratère Eberswalde (auparavant appelé « cratère Holden NE ») par 24,3° S et 326,5° E, ont également été observés, respectivement par l'instrument CRISM de Mars Reconnaissance Orbiter et la MOC de Mars Global Surveyor. Outre ces formations elles-mêmes, qui sont, sans ambiguïté, liées à une activité hydrologique passée, de nombreux minéraux typiquement associés aux milieux humides y ont été identifiés, notamment des phyllosilicates (voir plus loin).

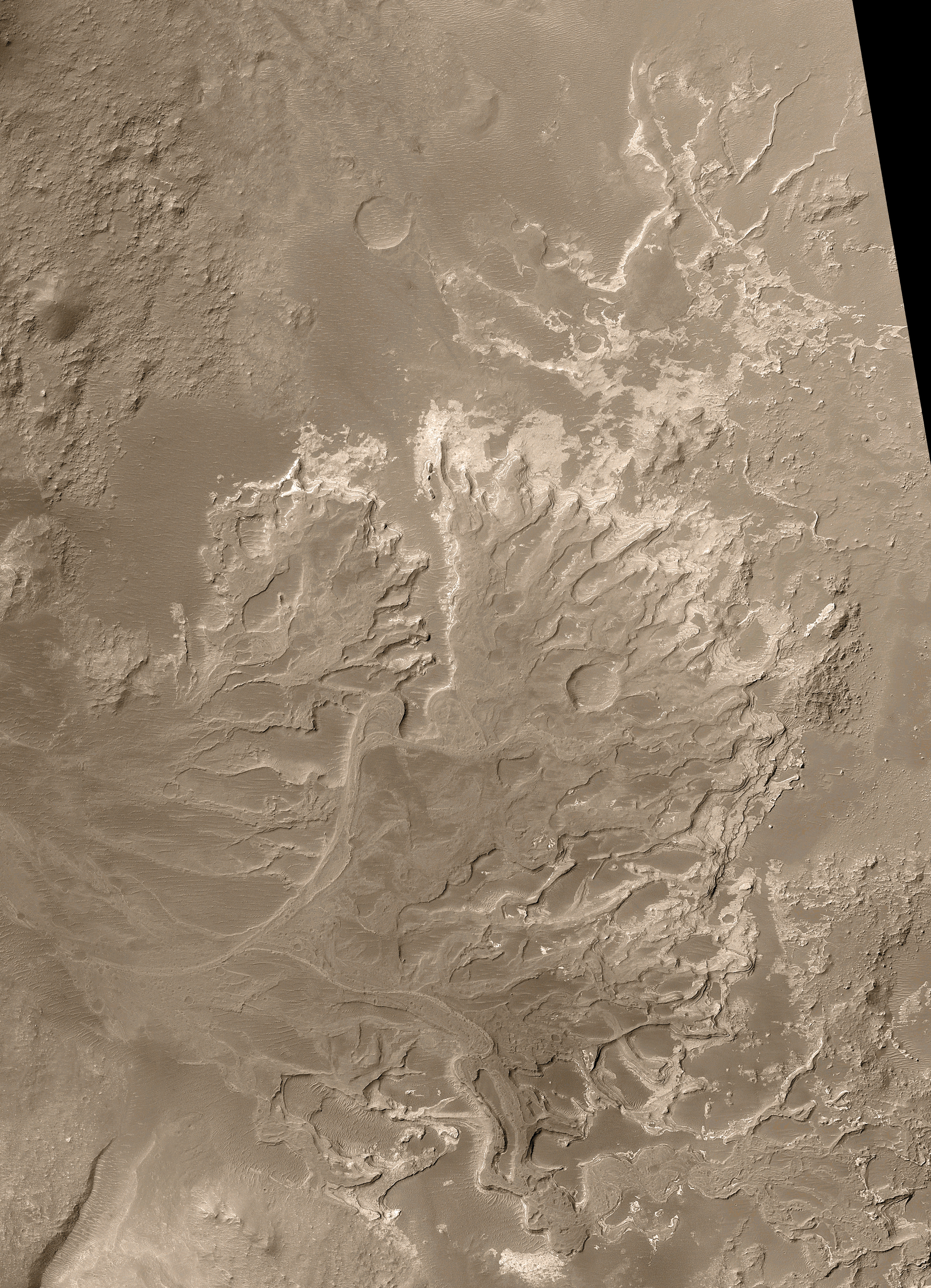
Delta argileux en relief inversé observé le 13 novembre 2003 par la MOC de MGS près du cratère Eberswalde par 24,3° S et 326,5° E[109].
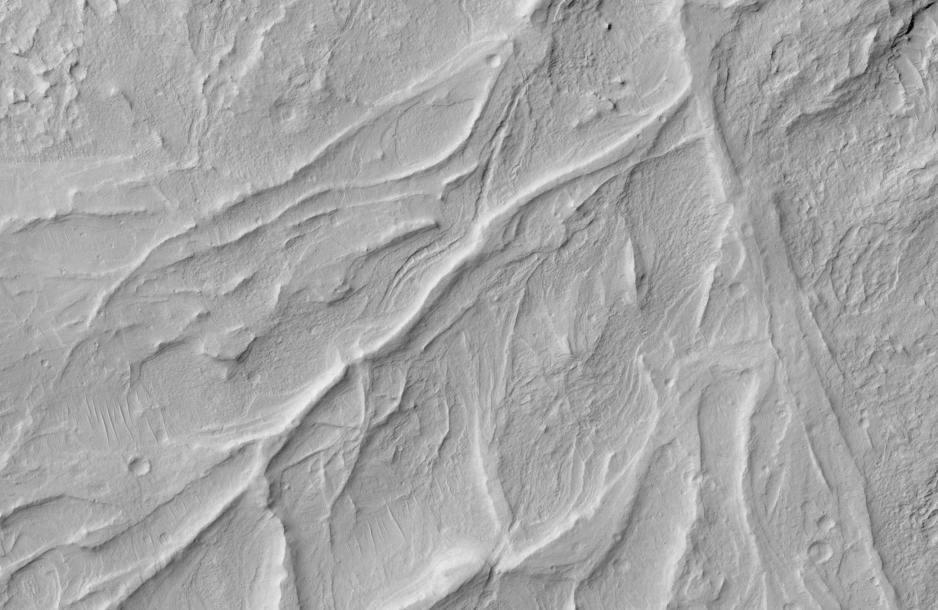
Crêtes sinueuses dans la région de Medusae Fossae, au sud d'Amazonis Planitia, illustrant les reliefs inversés révélant d'anciens lits de cours d'eau durcis par cimentation, vues par MRO le 8 avril 2008[110].

### Glaciers, lacs gelés et fragments de banquise
Mars étant une planète froide depuis trois ou quatre milliards d'années qui semble avoir possédé une hydrosphère significative il y a également trois ou quatre milliards d'années, il ne paraît pas surprenant d'y trouver de nombreuses formations évoquant l'action passée ou présente de glaciers. Certaines formations en forme de langue sont assez typiques (voir ci-dessous), tandis que des régions entières paraissent avoir été marquées par la glace, notamment Deuteronilus Mensae,, qui serait particulièrement riche en glace sous seulement quelques mètres de rochers.
Les glaciers martiens semblent souvent associés aux terrains irréguliers, aux cratères d'impact et aux volcans ; on en a notamment décrit sur Hecates Tholus, Arsia Mons, Pavonis Mons et Olympus Mons.

Formations géologiques martiennes évoquant des glaciers
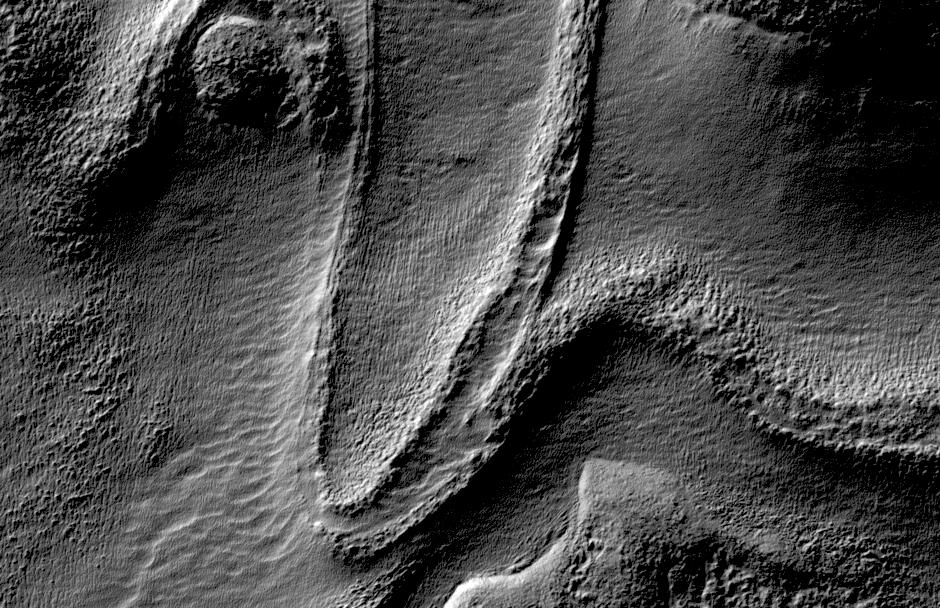
Glacier en forme de langue par 31,41° S et 112,65° E dans la région d'Hellas Planitia.
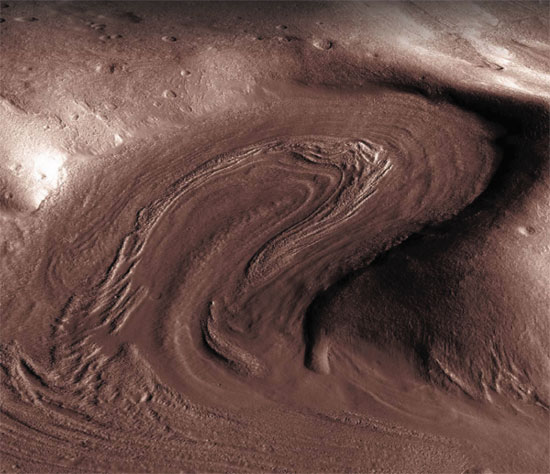
Dépôt lobé à la frontière matérialisant la dichotomie crustale martienne.

L'ESA a publié en été 2005 des clichés — alors assez médiatisés — pris par l'instrument HRSC de la sonde Mars Express montrant un cratère anonyme de 35 km de diamètre et 2 km de profondeur, situé par 70,5° N et 103° E dans la grande plaine boréale de Vastitas Borealis, dont le fond est partiellement recouvert de glace d'eau, sur un champ de dunes sombres émergeant à la périphérie de la glace.
Plus spectaculaire encore, des formations évoquant assez distinctement la surface « fossilisée » d'une mer couverte de fragments de banquise disloquée ont été identifiées la même année par la même sonde dans l'est de la région d'Elysium Planitia, par environ 5° N et 150° E couvrant une surface voisine de celle de la mer du Nord — 800 × 900 km2 pour 45 m de profondeur — et datée d'environ 5 millions d'années,.

### Formations de Medusae Fossae
Une vaste région martienne, longeant par le nord la frontière géologique matérialisant la dichotomie crustale au sud d'Amazonis Planitia entre les deux régions volcaniques d'Elysium Planitia et du renflement de Tharsis, est caractérisée par des formations atypiques se présentant comme des massifs lobés à la surface ondulée, géologiquement très jeunes au vu de la quasi absence de cratères à leur surface (mais d'origine sans doute bien plus ancienne, remontant probablement à l'Hespérien), et qui recouvrent parfois clairement des topographies plus anciennes : Lucus Planum par 4° S et 182° E, 
Eumenides Dorsum par 4,4° N et 203,5° E, 
Amazonis Mensa par 2° S et 212,5° E, 
et Gordii Dorsum par 4,4° N et 215,9° E ; plus à l'ouest, Aeolis Planum par 0,8° S et 145° E, et Zephyria Planum par 1° S et 153,1° E, au sud d'Elysium Planitia, sont également intégrés à cet ensemble.
La plus emblématique et la moins bien comprise de ces formations est celle entourant Medusae Fossae, située par 3,2° S et 197° E, au sud-ouest d'Eumenides Dorsum, dans le quart nord-est du quadrangle de Memnonia (cf. quadrangle MC-16 de l'USGS). Ce matériau particulier présente une texture meuble et une fragilité à l'érosion éolienne bien mises en évidence à travers ses yardangs vus par l'imageur thermique THEMIS de la sonde 2001 Mars Odyssey, et ci-dessous par HiRISE :

Yardangs de la formation de Medusae Fossae vus par l'instrument HiRISE de Mars Reconnaissance Orbiter
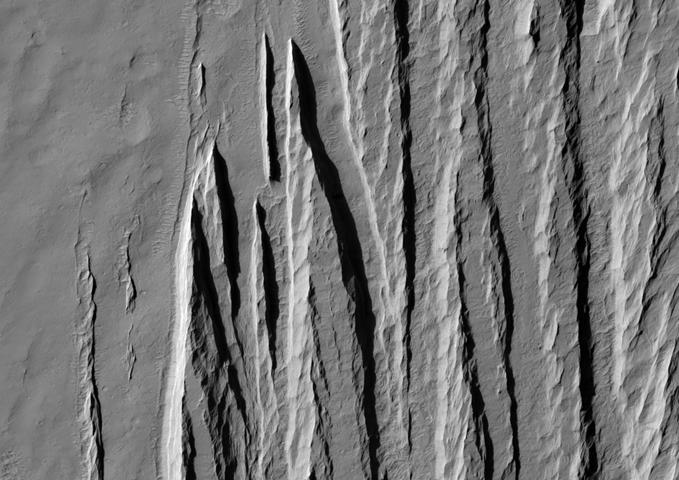
Vue de la formation de Medusae Fossae le 2 août 2008 par l'instrument HiRISE de MRO, dans le quadrangle d'Aeolis par 10,2° S et 176,4° E[125].
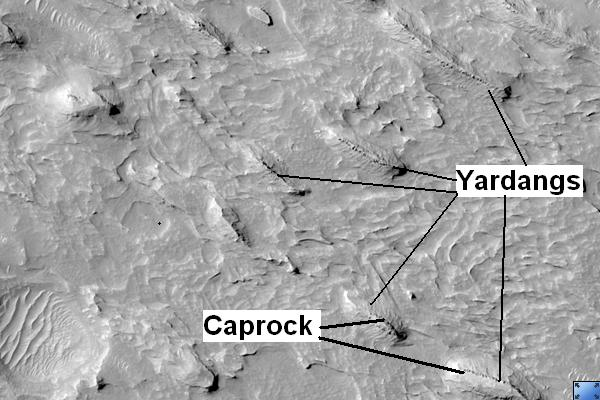
Vue de la formation de Medusae Fossae le 30 septembre 2006 par l'instrument HiRISE de MRO, dans le quadrangle d'Elysium par 0,5° N et 142,1° E[126].
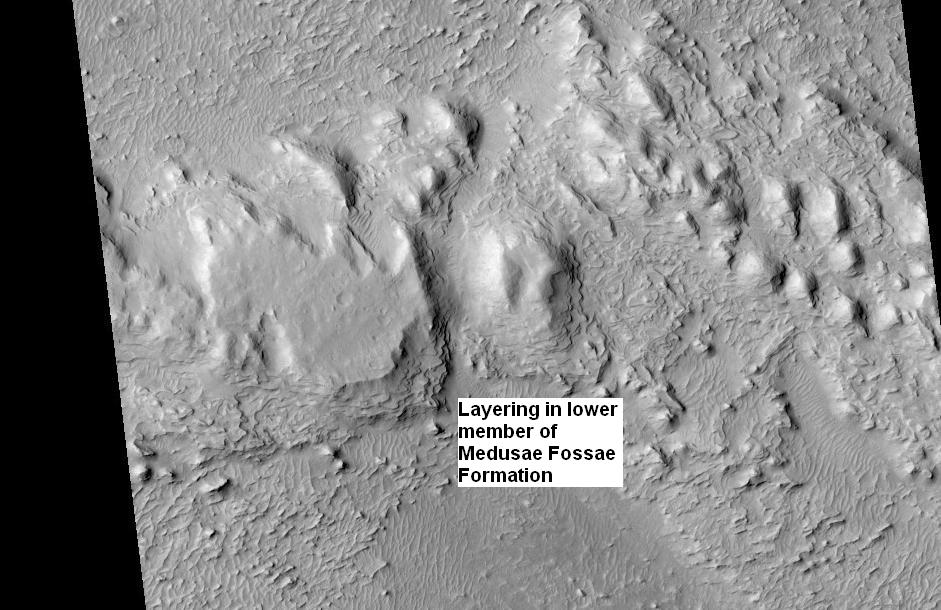
Strates de la formation de Medusae Fossae vues le 9 janvier 2008 par l'instrument HiRISE de MRO, dans le quadrangle d'Aeolis par 2,1° S et 148,8° E[127].

La sonde européenne Mars Express et sa caméra HRSC ont également fourni des clichés détaillés de cette région,.
Mars Express a permis l'étude intensive de la formation de Medusae Fossae à l'aide de son radar MARSIS, sous la responsabilité de l'Italien Giovanni Picardi. Ces études ont montré qu'il s'agit de dépôts atteignant par endroits 2,5 km d'épaisseur, dont les propriétés électriques sont compatibles à la fois avec une nature poreuse (dépôts de cendres volcaniques d'origine éolienne) et une nature aqueuse (glace d'eau chargée de poussières, comme dans la calotte polaire australe résiduelle), les données alors recueillies ne permettant pas de trancher entre ces deux possibilités,. Des analyses récentes ont montré que ces dépôts se sont peut-être étendus au-delà de la frontière géologique marquant la dichotomie crustale, comme pourraient le laisser penser des formations interprétées comme des restes de dépôts similaires sur les hautes terres au sud de Medusae Fossae.
L'instrument SHARAD de Mars Reconnaissance Orbiter, précisément conçu pour analyser les échos radar superficiels, avait par ailleurs permis de déterminer que la structure des couches de dépôts constituant la formation de Medusae Fossae diffère de celle des calottes polaires, dans la mesure où aucune stratification particulière n'a pu être mise en évidence à partir des données recueillies par cet instrument, et ce malgré le fait qu'une stratification des terrains correspondants par couches de quelques dizaines de mètres d'épaisseur soit décelable dans l'infrarouge et la lumière visible ; a contrario, la calotte australe résiduelle montre quant à elle une stratification parfaitement détectable par SHARAD.

### Calottes polaires

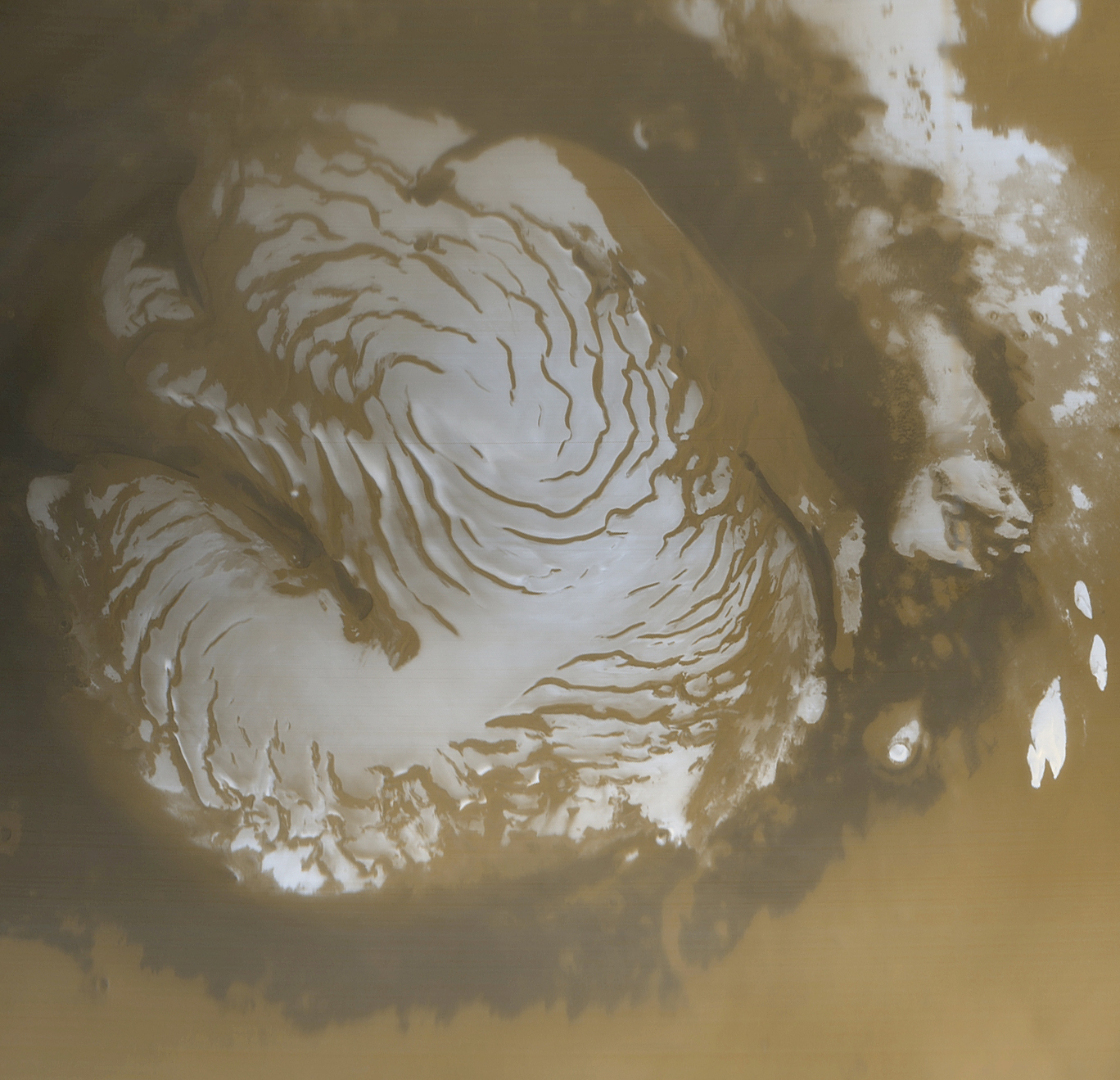
Calotte polaire boréale de Mars vue par Mars Global Surveyor le 13 mars 1999, au début de l'été martien dans l'hémisphère nord ; la calotte a ici un diamètre d'environ 1100 km et se réduit quasiment à la calotte résiduelle estivale, dont on voit bien la structure globalement spiralée ainsi que Chasma Borealis qui entaille la calotte sur la gauche de l'image.

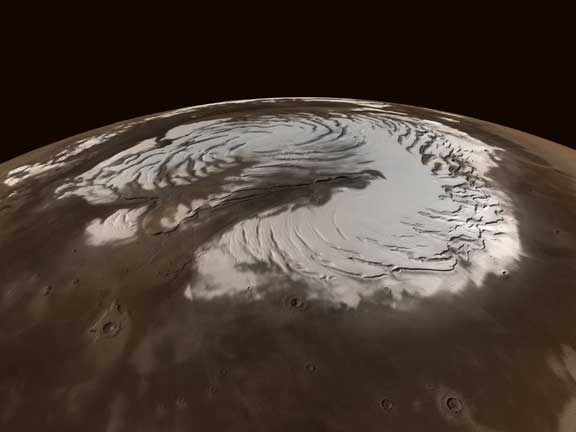
Autre vue du pôle nord de Mars par la sonde MGS.

Mars possède une calotte polaire à chaque pôle, ces calottes ayant chacune une dynamique particulière en raison de la dissymétrie des saisons sur Mars : l'hiver austral est bien plus long et plus froid que l'hiver boréal, tandis que l'été austral est plus chaud que celui de l'hémisphère nord. Il s'ensuit que la température des pôles martiens varie différemment au cours de l'année au pôle nord et au pôle sud, avec un minimum comparable de −120 °C au nord et −130 °C au sud, mais un maximum de −100 °C au nord et de −50 °C au sud : c'est ce qui explique que la calotte résiduelle boréale ait environ 1 000 km de diamètre, soit deux à trois fois moins que son extension maximum, tandis que la calotte résiduelle australe n'a qu'environ 300 km de diamètre.
Contrairement à celles de la Terre, les calottes polaires martiennes sont constituées, en surface, essentiellement de glace de dioxyde de carbone et d'une fraction de glace d'eau. Elles atteignent des épaisseurs considérables, la calotte australe ayant été mesurée par l'instrument italo-américain MARSIS de la sonde européenne Mars Express comme ayant une épaisseur atteignant 3,7 km. L'instrument OMEGA, également embarqué à bord de cette sonde, avait permis d'estimer à 15 % la teneur globale en eau de la glace polaire australe, les 85 % restants étant constitués de CO2 gelé. Mais l'épaisseur de la calotte semble au contraire constituée de dépôts de poussières mêlés de glace d'eau en proportions variables selon les couches successives. Ceci représente finalement des quantités d'eau considérables, dont on a calculé qu'elles permettraient de recouvrir toute la surface de Mars sur une épaisseur de 11 m.
La calotte polaire australe a été particulièrement étudiée par les sondes en orbite autour de la planète rouge, ce qui permet d'en brosser un portrait assez complet :
- La calotte résiduelle australe est constituée en surface d'une couche assez fine de glace carbonique relativement pure, ne dépassant pas quelques dizaines de mètres d'épaisseur. Cette calotte résiduelle présente une surface en « gruyère, » constituée de trous dans la couche de glace[140],[141]. En automne, elle se recouvre d'une fine couche de glace carbonique très pure de quelques mètres d'épaisseur, qui disparaît au printemps en laissant apparaître à nouveau les mêmes trous aux mêmes endroits[137]. Les variations à la surface de la calotte résiduelle sont infimes d'une année sur l'autre, mais semblent montrer une sublimation progressive de la calotte résiduelle australe[142].

- Sous la couche superficielle de glace carbonique de la calotte résiduelle australe se trouve un matériau a priori riche en glace d'eau qui forme l'essentiel du volume de la calotte elle-même. Ce matériau peut être vu en tranches à la faveur des chasmata qui l'entaillent, montrant alors une structure stratifiée en couches alternativement claires et sombres semblable à celle de la calotte nord[143],[144],[145]. Ces différentes strates de matériaux persistent sur de grandes distances[146] et semblent résulter de la superposition de couches formées lors de conditions climatiques globalement très distinctes les unes des autres[147], ce qui n'est pas sans rappeler l'effet observé sur Terre des cycles de Milankovitch. Mars Global Surveyor a ainsi observé plusieurs discontinuités dans les strates polaires, ce qui témoignerait de l'érosion éolienne survenue pendant l'interruption des processus conduisant aux dépôts stratifiés, lesquels ont pu reprendre après que l'érosion eut modifié les surfaces précédemment déposées[148].

- La calotte hivernale australe, plus épaisse que celle de l'hémisphère nord, est constituée d'un ou deux mètres de glace carbonique très pure, au point d'être quasiment transparente et de laisser voir la couleur du sol en surplomb. Cette croûte de glace, qui s'étend jusqu'à des latitudes de seulement 55° S et dépasse donc 3 000 km de diamètre, est craquelée en surface pour donner un aspect en peau de lézard[149], parcourue de sillons d'environ 50 cm à 1,50 m de profondeur et 6 m de large, formant des motifs en étoile dits « en araignée » (voir plus loin dans l'article) ainsi que des structures dites « en éventail » assimilées à des geysers de CO2 chargés de poussières dont on voit la marque des panaches sur le sol sous forme de traînées sombres plus ou mois divergentes selon la stabilité des vents dominants[150].

#### Excentricité de la calotte résiduelle australe
Par ailleurs, la compréhension du régime des vents aux latitudes tempérées de Mars, et notamment l'effet du bassin d'impact d'Hellas Planitia sur la circulation atmosphérique aux latitudes moyennes australes, a permis d'expliquer pourquoi la calotte résiduelle australe est décalée, lorsqu'elle est réduite à sa plus faible extension à la fin de l'été, de 3° sur le méridien 315° E : ce bassin vaste et profond stabilise un puissant système dépressionnaire à l'ouest du pôle sud, dans la région d'Argentea Planum jusqu'au-dessus de la calotte australe résiduelle, et un anticyclone à l'est du pôle sud, vers Hellas Planitia et Promethei Planum ; les conditions de l'atmosphère martienne dans le système dépressionnaire occidental sont réunies près du pôle sud pour déclencher des chutes de neige carbonique, tandis que les conditions anticycloniques ne permettent jamais de telles chutes de neige et n'autorise le dépôt de glace carbonique au sol que par condensation sous forme de givre.

#### Geysers, points noirs et «araignées»
Les régions polaires martiennes présentent des manifestations géologiques inattendues : outre les traînées noires sur terrains en pente, diverses structures telles que les points noirs sur les dunes, souvent associés à des motifs dits « en araignée, » sont typiques de la « zone cryptique, » située environ entre 60° et 80° de latitude sud et 50° et 210° de longitude est ; ces structures particulières correspondraient à des manifestations de type geyser résultant de la sublimation de dioxyde de carbone dans le sous-sol,,,,.
Les points noirs ont typiquement entre de 15 et 45 m de large et sont espacés de quelques centaines de mètres. Ils apparaissent au printemps au voisinage des calottes polaires, notamment celle de l'hémisphère sud qui se restreint bien davantage que celle de l'hémisphère nord pendant l'été, et demeurent visibles pendant quelques mois avant de s'évanouir avant l'automne ; ils ne réapparaissent qu'au printemps suivant, parfois au même endroit. Ces points noirs sont souvent associés à des structures « en araignée, » qui semblent résulter de l'affaissement convergent du sol après sublimation d'une couche de CO2 gelé sous une couche superficielle de poussières. La pression du CO2 gazeux peut être suffisante pour provoquer un jet propulsé à plus de 160 km/h, emportant des poussières issues d'en dessous de la surface du sol, qui sont souvent plus sombres que celles des couches superficielles, ce qui expliquerait les structures observées au sol dans ces régions particulières du pôle sud de Mars.

Geysers martiens
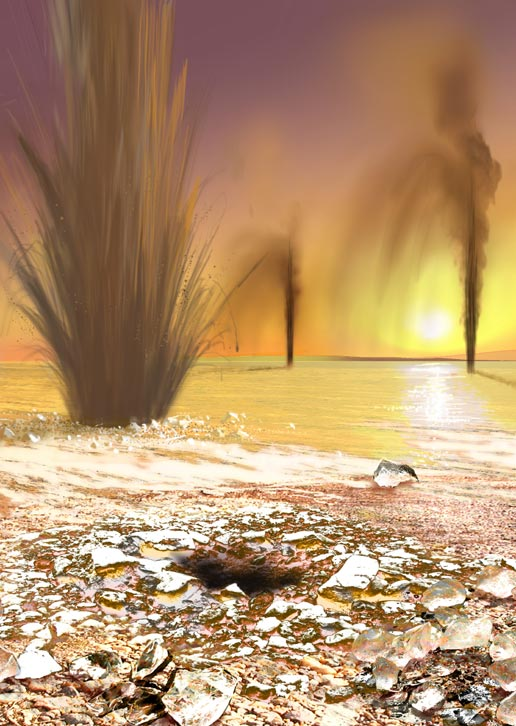
Vue d'artiste illustrant des jets de gaz (sans doute du CO2) chargés de poussières noires (a priori basaltiques) à travers une croûte quasi transparente de glace carbonique en région polaire.
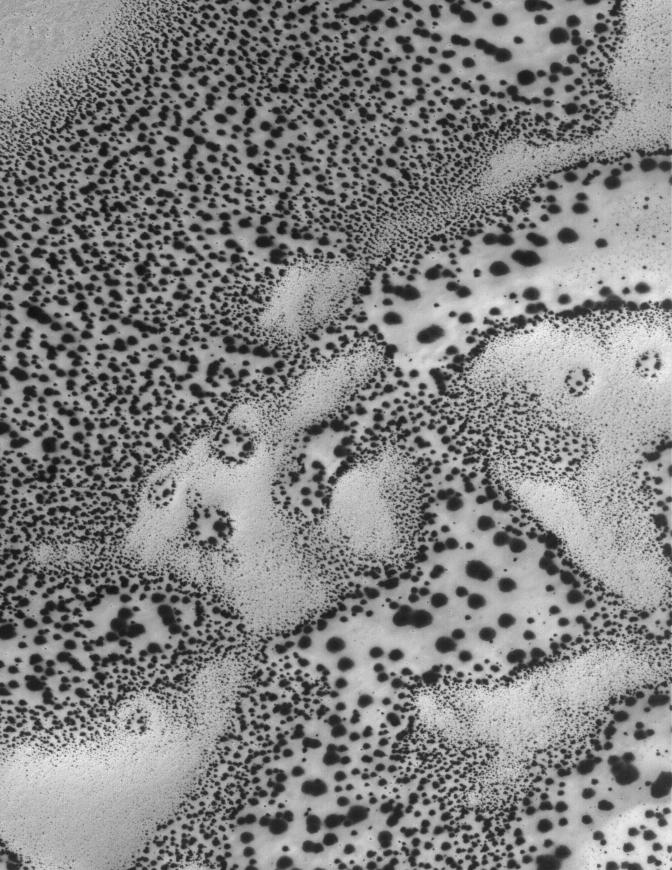
Vue de la MOC de MGS par 66,8° S et 344,3° E montrant un champ de points noirs sur une surface gelée de CO2[157].
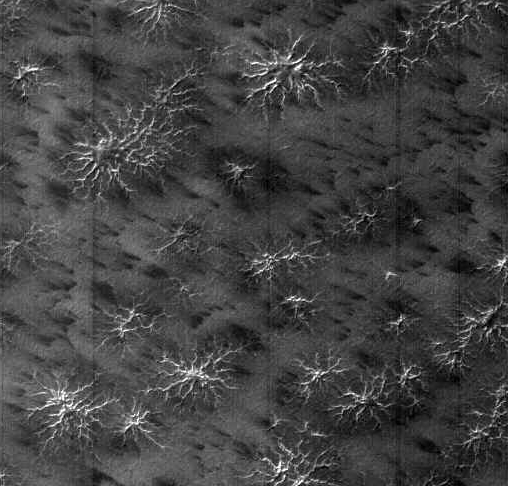
Vue de la MOC de MGS montrant un champ de formations « en araignée » sur une coûte de glace carbonique localement opacifiée par du givre de CO2.
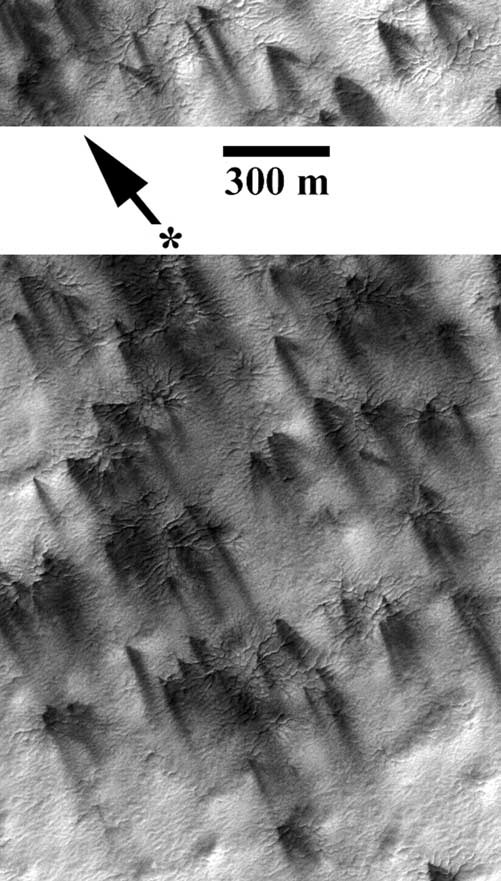
Région illustrant la corrélation entre les traînées noires, les points noirs et les structures en araignée sur une surface de givre carbonique.

### Traînées noires sur terrains en pente
L'instrument HiRISE de Mars Reconnaissance Orbiter a révélé l'existence insoupçonnée de traînées noires matérialisant les lignes de plus grande pente sur les bords de nombreux cratères ainsi que sur divers terrains en pente. Appelées dark slope streaks en anglais, ce sont des formations assez fines qui peuvent néanmoins atteindre plusieurs centaines de mètres de long. Ces traînées s'allongent lentement au fil du temps, toujours en partant d'une source ponctuelle. Celles qui viennent de se former sont très sombres, et pâlissent au fur et à mesure qu'elles vieillissent ; leur durée de vie est de quelques dizaines de mois.
L'origine de ces formations demeure incertaine ; l'hypothèse généralement retenue en fait des écoulements de sable plus sombre issu des couches plus profondes des terrains sur lesquels elles sont observées, tandis que certains auteurs les attribuent à des écoulements de saumures provenant de la fonte partielle du pergélisol.

Traînées noires sur terrains en pente
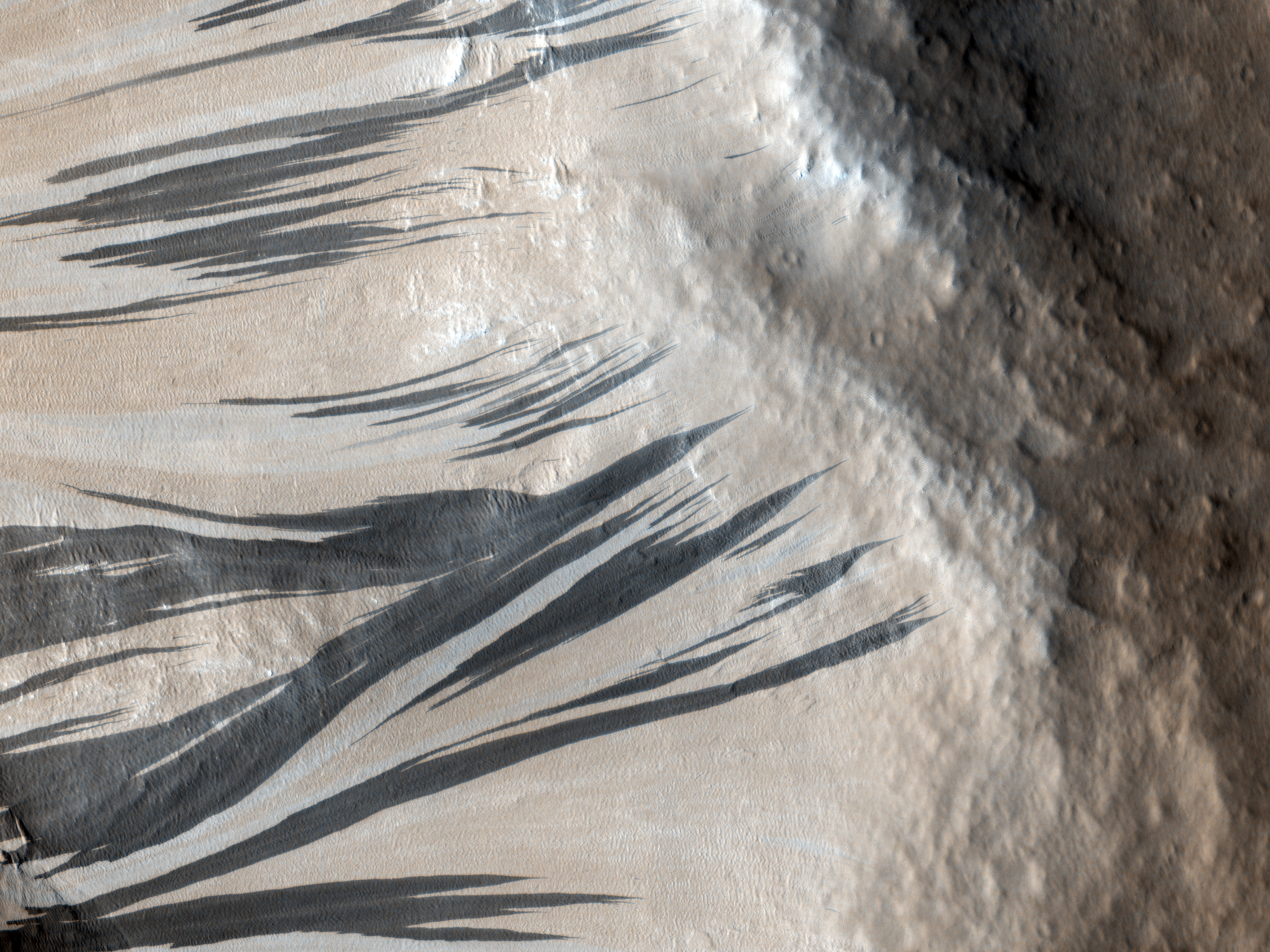
Traînées noires photographiées le 3 décembre 2006 par l'instrument HiRISE de MRO dans la région d'Acheron Fossae, par 37,3° N et 229,1° E. On observe nettement sur cette image l'éclaircissement progressif de ces traînées, qui deviennent plus claires que la surface environnante. La nature exacte des phénomènes en cause n'est pas connue.
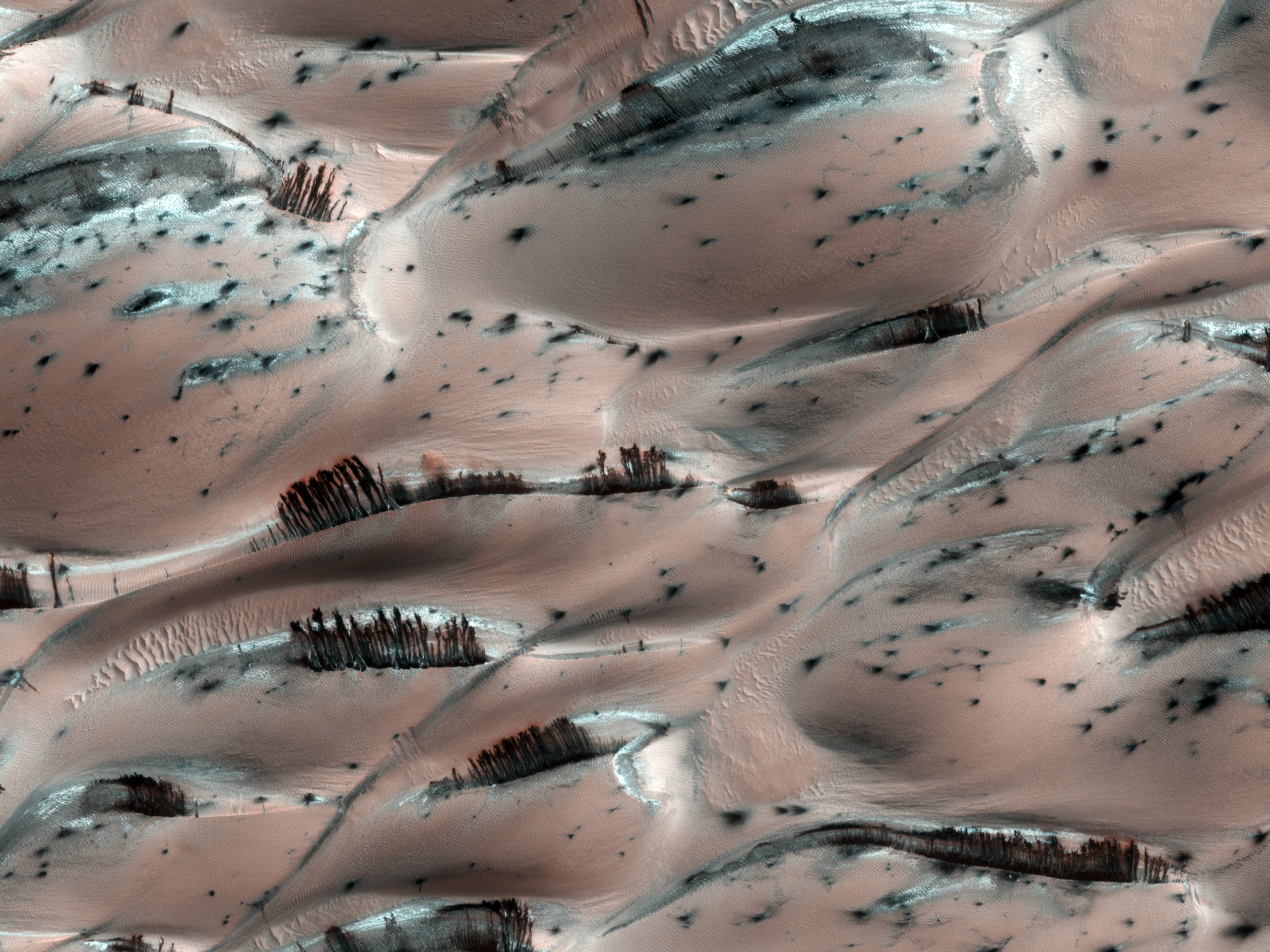
Lorsqu'elles prennent naissance sur la crête des dunes martiennes, les traînées noires donnent l'illusion, à faible résolution, de rangées d'arbres éparses au milieu de buissons. La région photographiée ici montre des traînées noires s'écoulant vers le haut de l'image, parmi des points noirs (voir paragraphe précédent) ; elle se trouve au nord d'Utopia Planitia, en lisière de la calotte polaire boréale[159], par 83,5° N et 118,6° E. Le sol paraît rosé et localement blanc en raison d'une couche de givre de dioxyde de carbone. La définition de cette image permet d'observer des détails de 25 cm au premier plan.
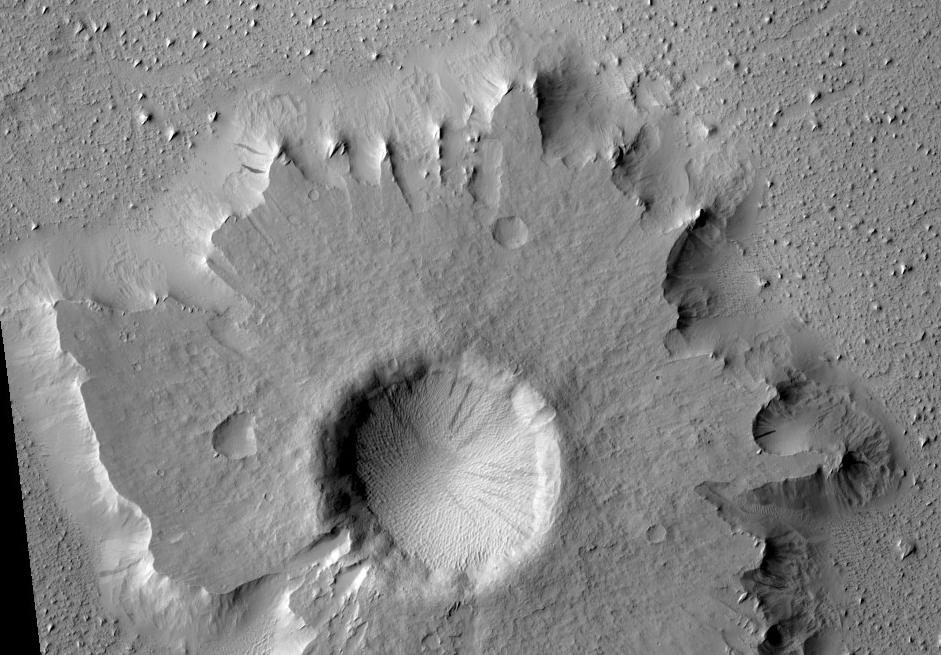
Cratère à piédestal présentant des traînées sombres au sud-ouest d'Amazonis Planitia[160], par 7,3° N et 195,4° E.

Ces bandes sombres, qui prennent naissance sur l'arête d'un escarpement — d'origine tectonique ou sur un cratère d'impact — présentent des similitudes avec certains types de ravines inhabituelles, ce qui pourrait indiquer que des phénomènes voisins sont en jeu dans ce cas précis :

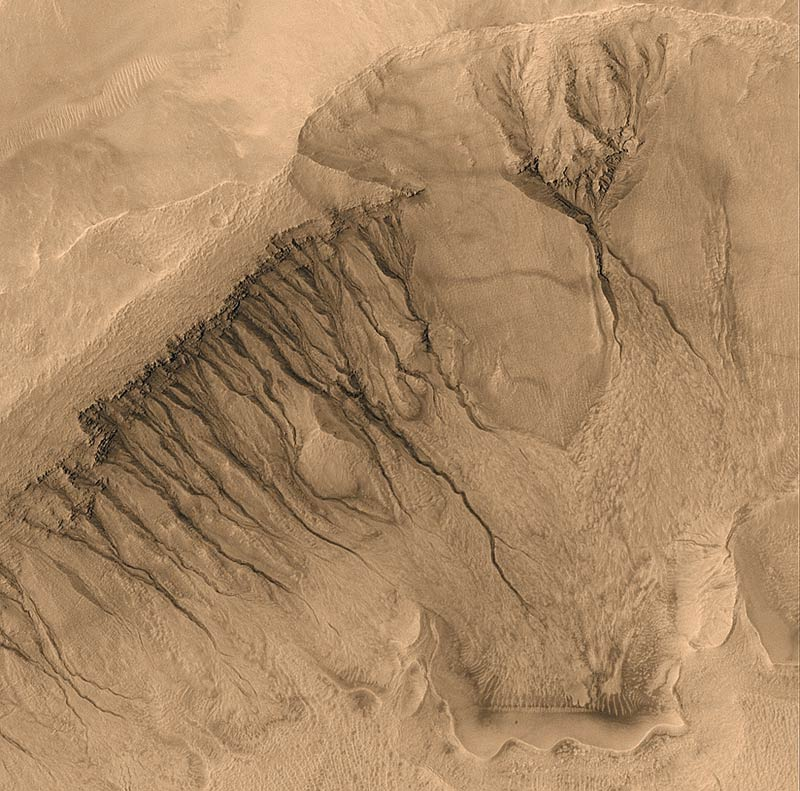
Ravines inhabituelles sur le bord du cratère Newton, par 40,5° S et 201,9° E dans la région de Terra Sirenum, vues par la MOC de MGS le 7 octobre 2002.

### Avalanches et glissements de terrain
L'instrument HiRISE de la sonde MRO a immortalisé, le 19 février 2008, un glissement de terrain de grande ampleur sur une falaise d'environ 700 m de haut, rendu notamment visible par le nuage de poussières qui s'est élevé au-dessus de la région à la suite de ce phénomène.

Glissement de terrain observé par MRO
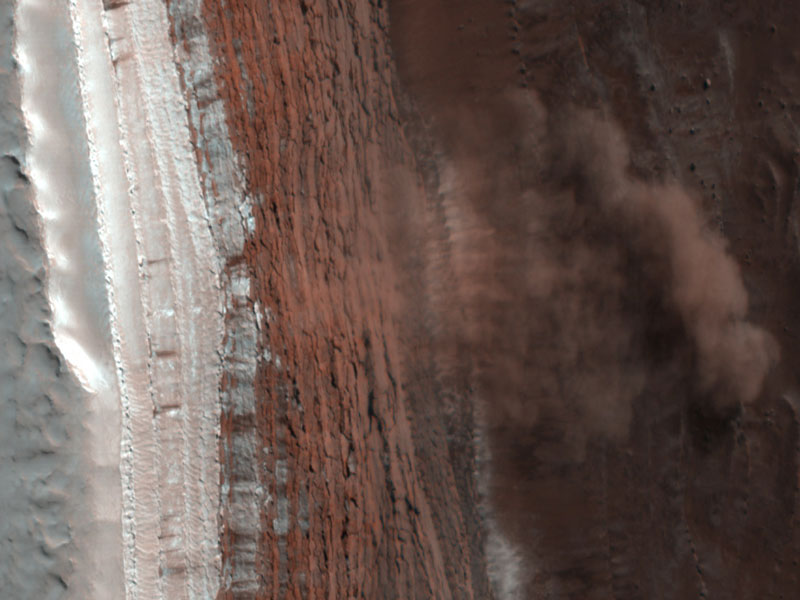
Glissement de terrain observé par l'instrument HiRISE de MRO le 19 février 2008[162]. La glace d'eau est bien visible au sommet de la falaise sous forme d'une couche blanche. C'est une partie de ce matériau qui a glissé en contrebas, formant une « avalanche » à l'origine de volutes de poussières et de cristaux de glace mêlés suffisamment épaisses pour projeter leur ombre en dessous d'elles. Le soleil éclaire la scène depuis l'angle supérieur droit.
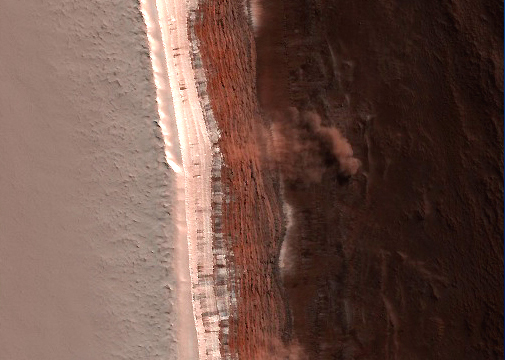
Autre vue du phénomène, plus large que l'image précédente.
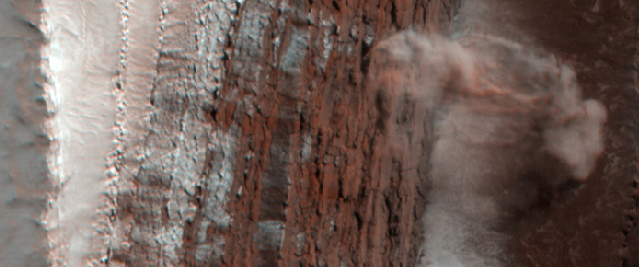
Nuage de poussières soulevé par le glissement de terrain.
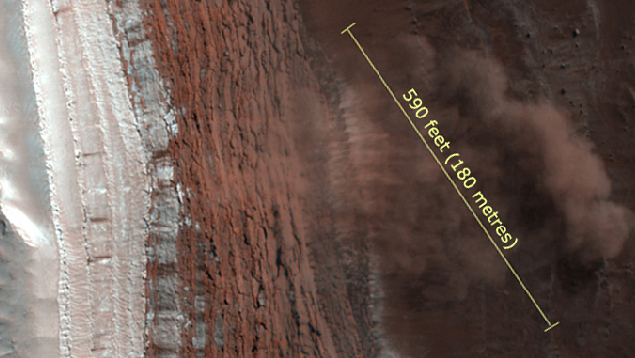
L'échelle permet d'estimer la largeur du glissement de terrain.

### Dunes
La poussière martienne, dont les grains ont au plus quelques micromètres de diamètre, est bien plus fine que le sable — qui correspond à une granulométrie de 50 μm à 2 mm — mais peut néanmoins conduire à des formations semblables à celles rencontrées sur Terre dans les déserts de sable, telles que des barkhanes et des champs de dunes.

Dunes à la surface de Mars
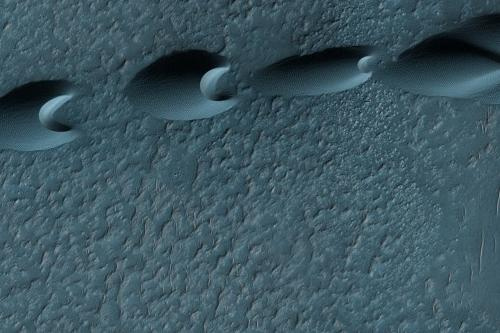
Barkhanes de la région de Noachis Terra, par 41,4° S et 44,6° E.
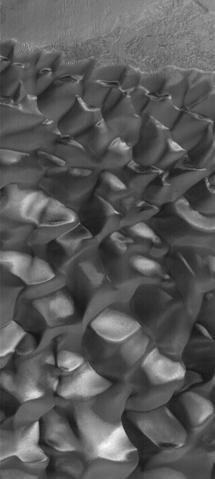
Dunes sombres, vraisemblablement basaltiques, vues par la MOC de MGS.
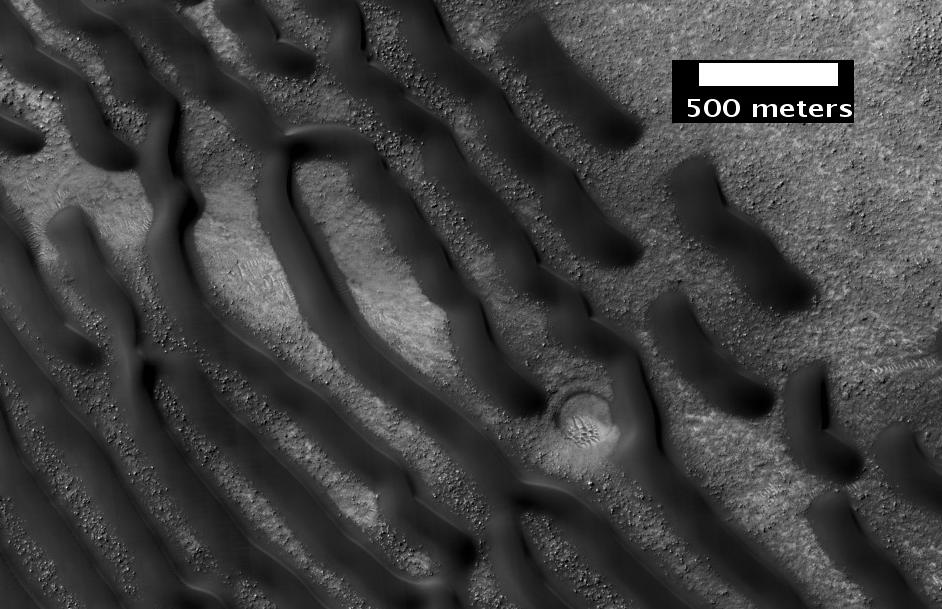
Champ de dunes vu par l'instrument HiRISE de MRO par 42,7° S et 38,0° E.
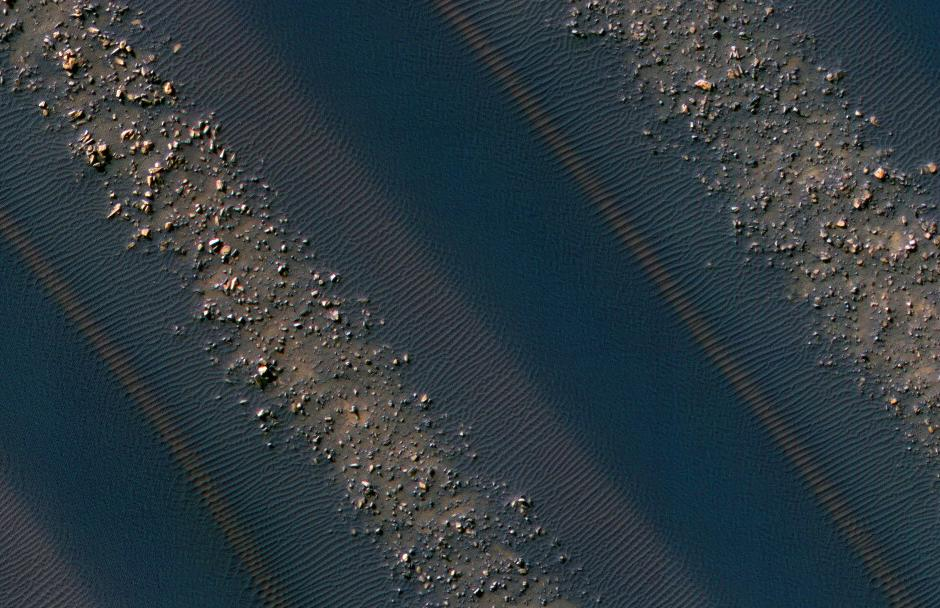
Gros plan sur le champ de dunes précédent.

### Terrains tourmentés
Les deux grands domaines géologiques martiens — hautes terres cratérisées de l'hémisphère sud d'un côté, plaines basses et lisses de l'hémisphère nord de l'autre — forment une dichotomie crustale matérialisée par une région intermédiaire essentiellement constituée de terrains dits « tourmentés, » que les anglophones appellent fretted terrains. Ce type de reliefs, découvert avec les clichés transmis par la sonde Mariner 9, est caractérisé par des escarpements et des falaises d'un à deux kilomètres de dénivelé et des vallées fluviales larges à fond plat et aux bords abrupts. Une région caractéristique de ce type de terrains se trouve entre les longitudes 0° et 90° E, et les latitudes 30° N et 50° N.
On trouve également de tels terrains en bordure des grands bassins d'impact, tels que celui d'Hellas Planitia, à « l'embouchure » de Reull Vallis, formant transition avec les hautes terres de Promethei Terra :

« Terrain tourmenté » près de Reull Vallis
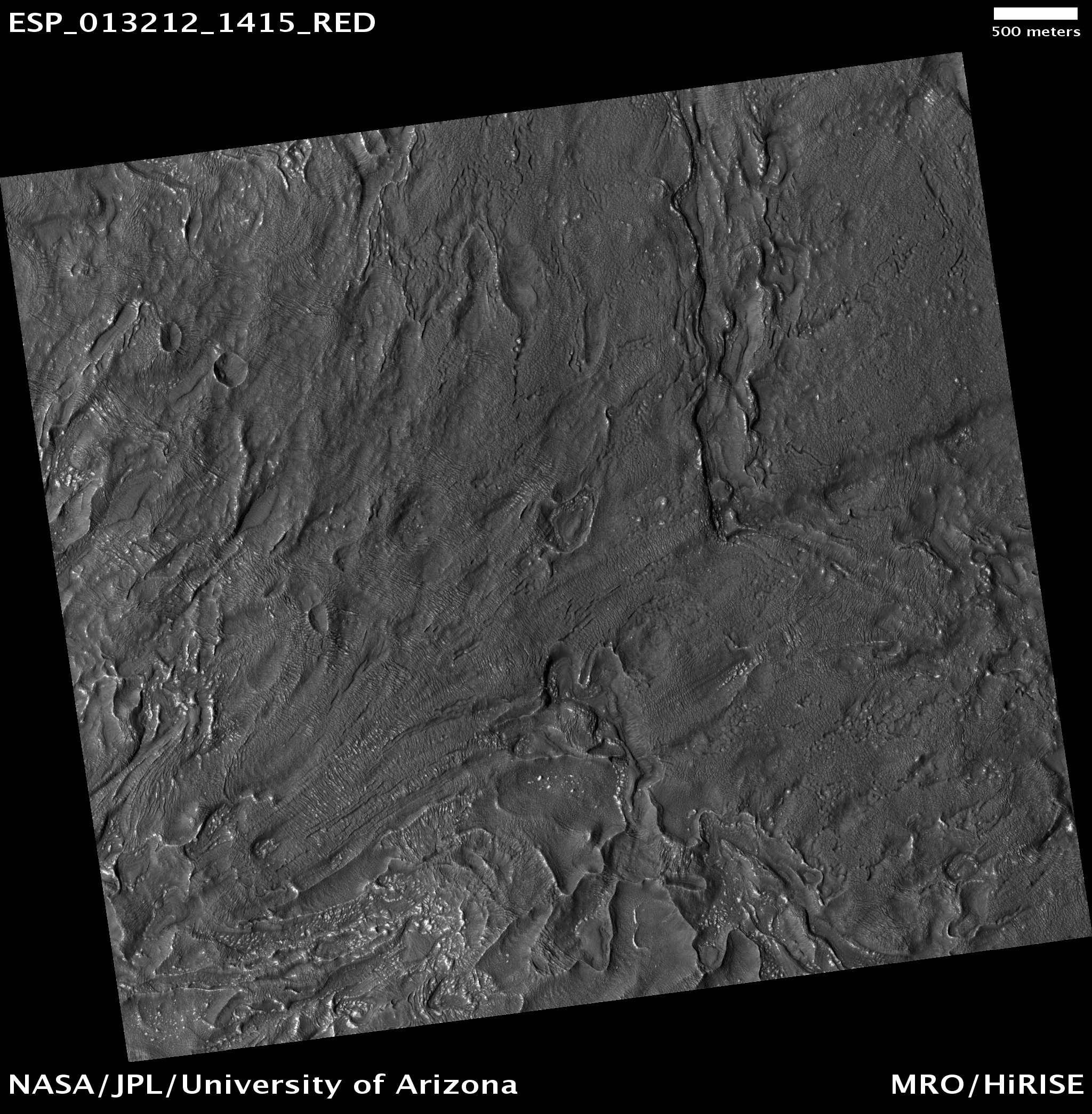
Région au terrain tourmenté près de Reull Vallis[164], 38,3° S et 96,9° E.
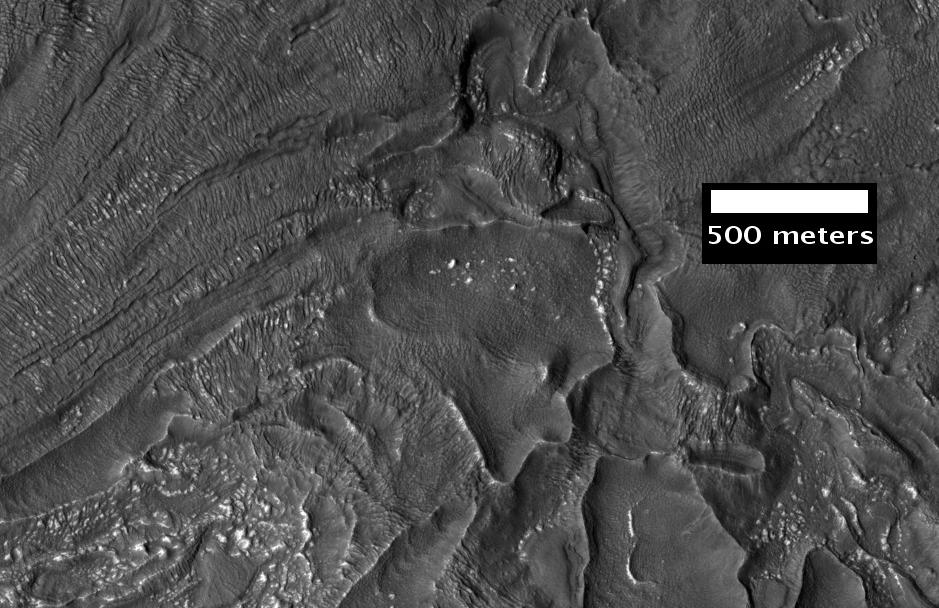
Gros plan de la vue précédente.

### Terrains chaotiques
Les terrains chaotiques résulteraient de l'action de grandes quantités d'eau soudainement libérées du sous-sol. Les structures interprétées comme des lits de cours d'eau asséchés prennent en effet souvent naissance dans des régions chaotiques. L'hématite Fe2O3, très abondante dans ces structures (les dépôts d'hématite d'Aram Chaos sont les seconds plus importants identifiés sur Mars), constituent une indication forte de la présence passée de grandes quantités d'eau liquide dans ces régions.
On reconnaît ce type de terrains à la présence de mesas, de buttes, de collines, découpées par des vallées qui peuvent sembler disposées avec une certaine régularité. Il s'agit de formations anciennes, dont l'âge, estimé à partir du taux de cratérisation de leur fond ainsi que par recoupement avec d'autres structures géologiques dont l'âge a pu être déterminé par ailleurs, remonterait entre 3,8 et 2,0 milliards d'années avant le présent. Ces régions semblent par endroits moins effondrées, donnant lieu à des mesas de plus grande taille, qui pourraient alors encore contenir de grandes quantités d'eau gelée.
Le volcanisme pourrait avoir joué un rôle déterminant dans la formation de ce type de structures, au moins pour certaines d'entre elles. Ainsi, des basaltes riches en olivines ont été identifiés dans Hydraotes Chaos.

Vues de terrains chaotiques sur Mars
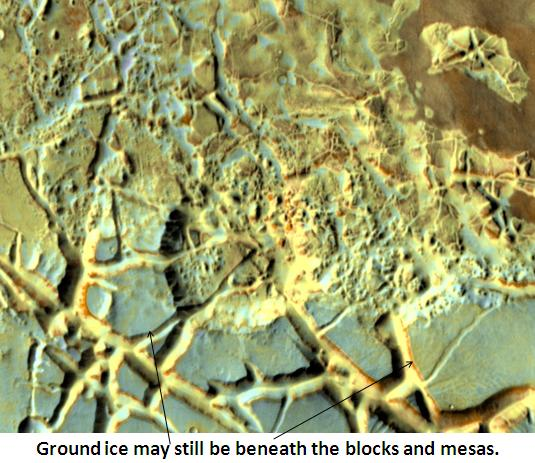
Région d'Aram Chaos vue par l'instrument THEMIS de la sonde 2001 Mars Odyssey le 10 décembre 2007[166].
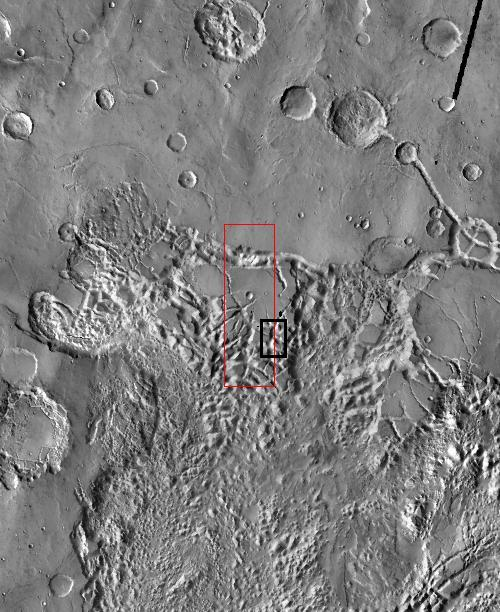
Vue large d'Aureum Chaos.
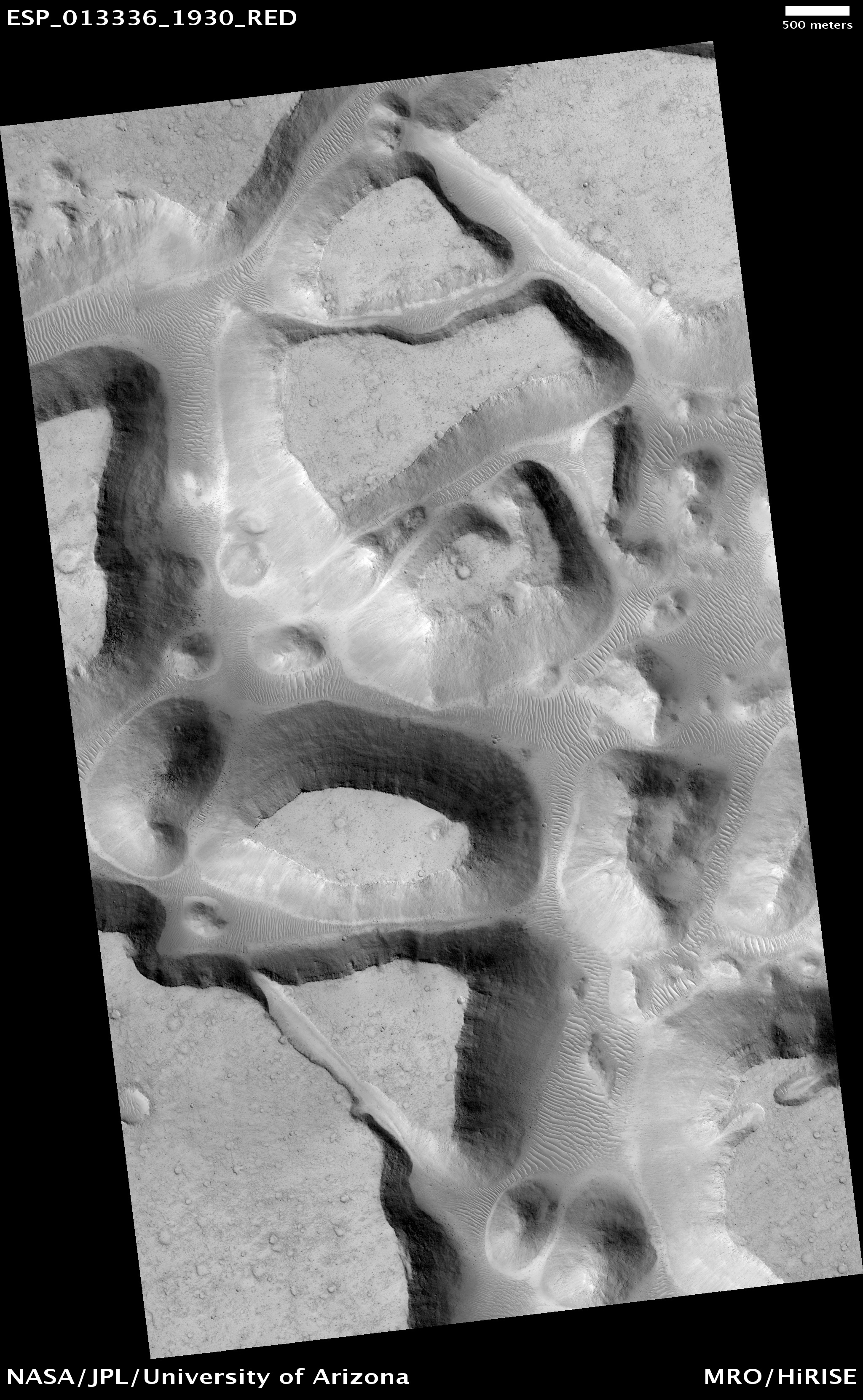
Vue d'Ister Chaos par l'instrument HiRISE de la sonde MRO.
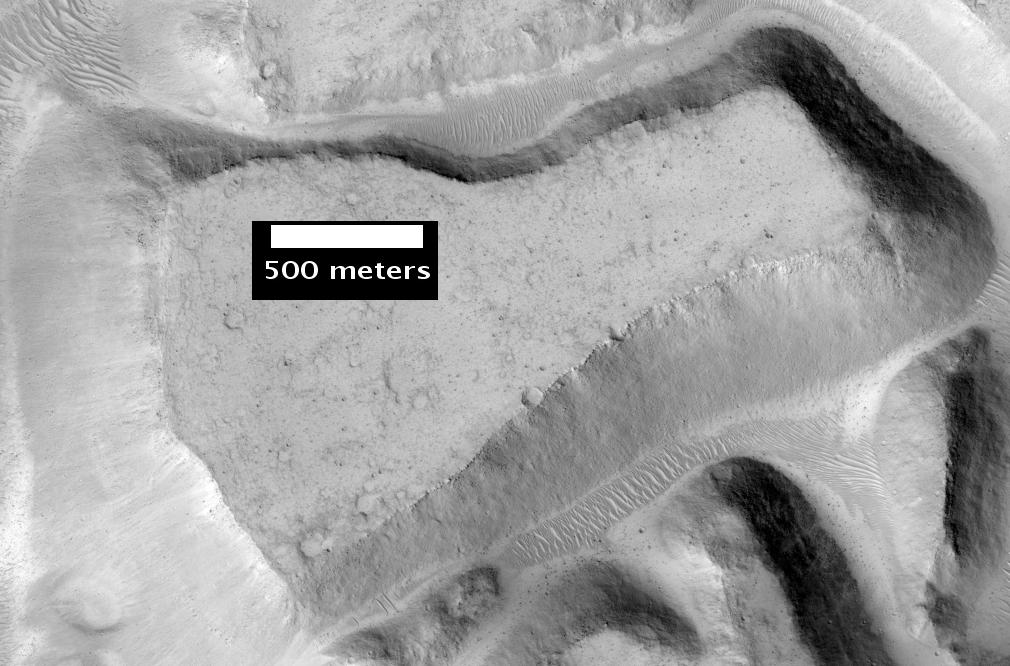
Gros plan sur Ister Chaos[167] »

L'instrument HRSC de la sonde Mars Express a également fourni d'excellents clichés en 3D d'Iani Chaos,, d'Aram Chaos, d'Aureum Chaos, ainsi que de la région séparant Kasei Valles et Sacra Fossae, constituée de terrains chaotiques également spectaculaires,.

## Composition chimique et minéralogique de la surface

### Enseignements des météorites martiennes
Un corpus de 35 météorites provenant de Mars est aujourd'hui répertorié, (d'autres sources peuvent indiquer un nombre bien plus élevé que 35), permettant de tirer quelques conclusions préliminaires sur la nature des sols martiens :
- 34 achondrites, c'est-à-dire des météorites pierreuses (moins de 35 % de métaux) dépourvues de chondres, collectivement désignées par le sigle « SNC, » abréviation de Shergottite, Nakhlite et Chassignite :
  - 25 shergottites, datées d'environ 4,1 à 4,3 milliards d'années avant le présent[176],[177] (mais parfois encore de seulement 150 à 570 millions d'années[178]), de nature ignée principalement basaltique, dont certaines portent des traces de carbonates et de sulfates hydratés indiquant leur exposition à l'eau avant leur éjection dans l'espace. Le site Planet-Terre de l'ENS de Lyon livre une analyse pétrologique approfondie de la météorite Shergotty.
  - 7 nakhlites, roches ignées constituées de basalte avec des cristaux d'augite et d'olivine, formées il y a 1,3 milliard d'années peut-être dans l'une des régions volcaniques de Mars[179]. Ces météorites auraient été altérées par de l'eau liquide il y a 620 millions d'années avant d'être projetées dans l'espace il y a 10,75 millions d'années et tomber sur Terre à l'Holocène[179].
  - 2 chassignites, qui sont des dunites d'olivine.
- La météorite ALH 84001, atypique et non classée, riche en orthopyroxènes, devenue célèbre par une fameuse micrographie dévoilant des structures d'apparence biologique, dont la formation serait datée d'environ 4,1 milliards d'années avant le présent[177].

Bien que peu nombreuses et restreintes à des époques géologiques limitées, ces météorites permettent d'évaluer l'importance des roches basaltiques sur Mars. Elles soulignent les différences de composition chimique entre Mars et la Terre et témoignent de la présence d'eau liquide à la surface de la planète il y a plus de 4 milliards d'années.

### Analysesin situ
Les sondes spatiales qui ont exploré la planète nous ont permis de mieux en connaître la composition chimique en surface. Dès les années 1970, les sondes Viking 1 et Viking 2 ont analysé le sol martien, révélant une nature qui pourrait correspondre à l'érosion de basaltes. Ces analyses ont montré une abondance élevée en silicium Si et en fer Fe, ainsi qu'en magnésium Mg, aluminium Al, soufre S, calcium Ca et titane Ti, avec des traces de strontium Sr, d'yttrium Y et peut-être de zirconium Zr. Le taux de soufre était près de deux fois supérieur et celui de potassium cinq fois inférieur à la moyenne de l'écorce terrestre. Le sol contenait également des composés de soufre et de chlore ressemblant aux dépôts résultant de l'évaporation de l'eau de mer. La concentration en soufre était plus élevée en surface qu'en profondeur. Les expériences destinées à déterminer la présence d'éventuels microorganismes dans le sol martien en mesurant la libération d'oxygène après adjonction de « nutriments » ont mesurée un dégagement de molécules O2 significatif, ce qui, en l'absence d'autres traces biologiques par ailleurs relevées, a été attribué à la présence d'ions superoxyde O2− .
Le spectromètre APXS de Mars Pathfinder a réalisé en automne 1997 une série de mesures exprimées en pourcentage pondéral d'oxydes et reproduites dans le tableau suivant (la colonne de droite donne la somme initiale des pourcentages obtenus avant étalonnage) :
| « Terre » analysée  | Na2O      | MgO       | Al2O3     | SiO2       | SO3       | Cl        | K2O       | CaO       | TiO2      | FeO        | Somme initiale |
| ------------------- | --------- | --------- | --------- | ---------- | --------- | --------- | --------- | --------- | --------- | ---------- | -------------- |
| Après déploiement   | 2,3 ± 0,9 | 7,9 ± 1,2 | 7,4 ± 0,7 | 51,0 ± 2,5 | 4,0 ± 0,8 | 0,5 ± 0,1 | 0,2 ± 0,1 | 6,9 ± 1,0 | 1,2 ± 0,2 | 16,6 ± 1,7 | 68,6           |
| Près de Yogi        | 3,8 ± 1,5 | 8,3 ± 1,2 | 9,1 ± 0,9 | 48,0 ± 2,4 | 6,5 ± 1,3 | 0,6 ± 0,2 | 0,2 ± 0,1 | 5,6 ± 0,8 | 1,4 ± 0,2 | 14,4 ± 1,4 | 78,2           |
| Sombre près de Yogi | 2,8 ± 1,1 | 7,5 ± 1,1 | 8,7 ± 0,9 | 47,9 ± 2,4 | 5,6 ± 1,1 | 0,6 ± 0,2 | 0,3 ± 0,1 | 6,5 ± 1,0 | 0,9 ± 0,1 | 17,3 ± 1,7 | 89,1           |
| « Scooby Doo »      | 2,0 ± 0,8 | 7,1 ± 1,1 | 9,1 ± 0,9 | 51,6 ± 2,6 | 5,3 ± 1,1 | 0,7 ± 0,2 | 0,5 ± 0,1 | 7,3 ± 1,1 | 1,1 ± 0,2 | 13,4 ± 1,3 | 99,2           |
| Près de Lamb        | 1,5 ± 0,6 | 7,9 ± 1,2 | 8,3 ± 0,8 | 48,2 ± 2,4 | 6,2 ± 1,2 | 0,7 ± 0,2 | 0,2 ± 0,1 | 6,4 ± 1,0 | 1,1 ± 0,2 | 17,4 ± 1,7 | 92,9           |
| Dune de la Sirène   | 1,3 ± 0,7 | 7,3 ± 1,1 | 8,4 ± 0,8 | 50,2 ± 2,5 | 5,2 ± 1,0 | 0,6 ± 0,2 | 0,5 ± 0,1 | 6,0 ± 0,9 | 1,3 ± 0,2 | 17,1 ± 1,7 | 98,9           |

| Pierres & Roches                       | Na2O      | MgO       | Al2O3      | SiO2       | SO3       | Cl        | K2O       | CaO       | TiO2      | FeO        | Somme initiale |
| -------------------------------------- | --------- | --------- | ---------- | ---------- | --------- | --------- | --------- | --------- | --------- | ---------- | -------------- |
| Barnacle Bill                          | 3,2 ± 1,3 | 3,0 ± 0,5 | 10,8 ± 1,1 | 58,6 ± 2,9 | 2,2 ± 0,4 | 0,5 ± 0,1 | 0,7 ± 0,1 | 5,3 ± 0,8 | 0,8 ± 0,2 | 12,9 ± 1,3 | 92,7           |
| Yogi                                   | 1,7 ± 0,7 | 5,9 ± 0,9 | 9,1 ± 0,9  | 55,5 ± 2,8 | 3,9 ± 0,8 | 0,6 ± 0,2 | 0,5 ± 0,1 | 6,6 ± 1,0 | 0,9 ± 0,1 | 13,1 ± 1,3 | 85,9           |
| Wedge                                  | 3,1 ± 1,2 | 4,9 ± 0,7 | 10,0 ± 1,0 | 52,2 ± 2,6 | 2,8 ± 0,6 | 0,5 ± 0,2 | 0,7 ± 0,1 | 7,4 ± 1,1 | 1,0 ± 0,1 | 15,4 ± 1,5 | 97,1           |
| Shark                                  | 2,0 ± 0,8 | 3,0 ± 0,5 | 9,9 ± 1,0  | 61,2 ± 3,1 | 0,7 ± 0,3 | 0,3 ± 0,2 | 0,5 ± 0,1 | 7,8 ± 1,2 | 0,7 ± 0,1 | 11,9 ± 1,2 | 78,3           |
| Demi Dome                              | 2,4 ± 1,0 | 4,9 ± 0,7 | 10,6 ± 1,1 | 55,3 ± 2,8 | 2,6 ± 0,5 | 0,6 ± 0,2 | 0,8 ± 0,1 | 6,0 ± 0,9 | 0,9 ± 0,1 | 13,9 ± 1,4 | 92,6           |
| Pierres sans terre (données calculées) | 2,6 ± 1,5 | 2,0 ± 0,7 | 10,6 ± 0,7 | 62,0 ± 2,7 | 0,0       | 0,2 ± 0,2 | 0,7 ± 0,2 | 7,3 ± 1,1 | 0,7 ± 0,1 | 12,0 ± 1,3 |                |

La teinte rougeâtre de la planète provient avant tout de l'oxyde de fer(III) Fe2O3, omniprésent à sa surface. Cette hématite amorphe (l'hématite cristallisée, quant à elle, est de couleur grise) constitue une fraction importante des grains de poussière transportés par les vents qui balayent continuellement la surface de la planète, mais ne semble pas pénétrer très profondément dans le sol, à en juger par les traces laissées depuis l'hiver 2004 par les roues des rovers Spirit et Opportunity, qui montrent que la couleur rouille est celle des couches de poussières, plus épaisses et recouvertes de poussières sombres pour Opportunity, tandis que les roches elles-mêmes sont nettement plus sombres.
Par ailleurs, le sol de Mars analysé in situ par la sonde Phoenix en automne 2008 s'est révélé être alcalin (pH ≈ 7,7 ± 0,5) et contenir de nombreux sels, avec une abondance élevée de potassium K+, de chlorures Cl−, de perchlorates ClO4− et de magnésium Mg2+ . La présence de perchlorates, notamment, a été abondamment commentée, car a priori assez peu compatible avec la possibilité d'une vie martienne. Ces sels ont la particularité d'abaisser sensiblement la température de fusion de la glace d'eau et pourraient expliquer les « ravines » régulièrement observées par les sondes en orbite autour de la planète, qui seraient ainsi les traces d'écoulements de saumures sur des terrains en pente.
D'une manière générale, les rochers martiens se sont révélés être principalement de nature basaltique tholéitique.
|                                                                               |  |                                                                 |
| Sol jonché de rochers volcaniques vu par Mars Pathfinder le 8 septembre 1999. |  | Autre vue du sol martien, par le rover Spirit le 13 avril 2006. |

#### Composés organiques
Les sondes Viking 1 et Viking 2 étaient munies d'un spectromètre de masse à chromatographie gazeuse (GCMS, pour Gas Chromatography−Mass Spectrometry) destiné à la détection de molécules organiques, mais n'ont rien détecté malgré l'apport attendu de 100 à 300 tonnes de composés organiques par an du seul fait des chutes de météorites et de poussière interplanétaire. Cette absence de détection est aujourd'hui encore mal comprise.
Le mini-laboratoire SAM à bord du rover Curiosity a été spécialement conçu pour la recherche des molécules organiques. Outre un GCMS et un spectromètre laser ajustable (TLS, pour Tunable Laser Spectrometer), l'instrument SAM comprend un système de manipulation des échantillons solides (SMS, pour Sample Manipulation System), un système de préparation d'échantillons (pyrolyse, dérivatisation, combustion et enrichissement), un outil de séparation et de conditionnement chimique (CSPL, pour Chemical Separation and Processing Laboratory) et des moyens de pompage. Les échantillons sont chauffés afin de libérer les composés volatils absorbés dans l'échantillon ou libérés par la dissociation de minéraux, et les gaz analysés dans le GCMS et le TLS. Opérationnel dès 2012, le SAM a donné ses premiers résultats positifs en 2015, confirmés en 2018 : les sols du cratère Mojave et de Confidence Hills contiennent des composés thiophéniques, aromatiques et aliphatiques.

### Résultats des sondes en orbite martienne

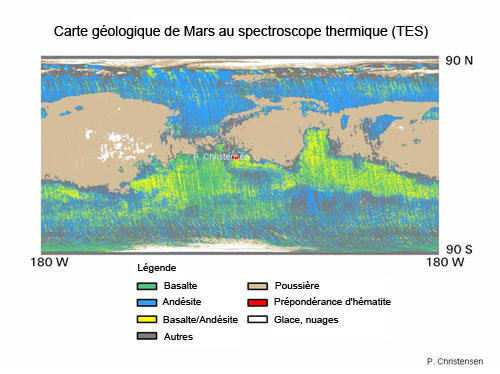
Nature des terrains martiens d'après le spectroscope TES de Mars Global Surveyor.

Des sondes américaines (notamment 2001 Mars Odyssey et Mars Reconnaissance Orbiter) et européenne (Mars Express) ont étudié globalement la planète pendant plusieurs années, permettant d'élargir et d'affiner notre compréhension de sa nature et de son histoire. Si elles ont confirmé la prédominance des basaltes à la surface de la planète, ces sondes ont également recueilli quelques résultats inattendus.

#### Olivine et pyroxène
Ainsi, la sonde Mars Express, de l'ESA, possède un instrument appelé OMEGA — acronyme signifiant « Observatoire pour la Minéralogie, l'Eau, les Glaces et l'Activité » — de réalisation essentiellement française et sous la responsabilité de Jean-Pierre Bibring, de l'IAS à Orsay, qui mesure le spectre infrarouge (dans les longueurs d'onde comprises entre 0,35 et 5,2 µm) de la lumière solaire réfléchie par la surface martienne dans le but d'y déceler le spectre d'absorption des différents minéraux. Cette expérience a pu confirmer l'abondance des roches ignées sur la surface de Mars, notamment des olivines et des pyroxènes, mais ces derniers ont un taux de calcium plus bas dans les hautes terres cratérisées de l'hémisphère sud que dans le reste de la planète, où on le rencontre avec de l'olivine ; ainsi, les matériaux les plus anciens de l'écorce martienne se seraient formés à partir d'un manteau appauvri en aluminium et en calcium.
Olivines et pyroxènes sont les constituants principaux des péridotites, des roches plutoniques bien connues sur Terre pour être le principal constituant du manteau.

#### Phyllosilicates, altération aqueuse de roches ignées
Une découverte déterminante dans la compréhension de l'histoire de la planète Mars a été l'identification par OMEGA de phyllosilicates largement répandus dans les régions les plus anciennes de la planète, révélant l'interaction prolongée des roches ignées avec l'eau liquide. L'instrument CRISM — Compact Reconnaissance Imaging Spectrometer for Mars — de la sonde Mars Reconnaissance Orbiter a permis de préciser la nature de ces minéraux:
- kaolinite Al2Si2O5(OH)4,
- chlorites (Mg,Fe)3(Si,Al)4O10(OH)2•(Mg,Fe)3(OH)6,
- illites (K,H3O)(Al,Mg,Fe)2(Si,Al)4O10[(OH)2,(H2O) ou muscovite KAl2(AlSi3O10)(F,OH)2,
- ainsi qu'une nouvelle classe de silicates hydratés (silice hydratée).

Divers phyllosilicates contenant des hydroxydes de fer et de magnésium en proportions variables ont ainsi été observés, et les smectites telles que la nontronite Ca0,5(Si7Al0,8Fe0,2)(Fe3,5Al0,4Mg0,1)O20(OH)4 et la saponite (Ca0,5,Na)0,33(Mg,Fe)3(Si,Al)4O10(OH)2•4H2O sont les plus répandues, bien que des chlorites soient présentes par endroits.
Toutes ces observations sont riches d'enseignements quant à l'histoire géologique de la planète Mars, et notamment ses conditions atmosphériques au Noachien, c'est-à-dire aux débuts de son existence.

#### Chlorures et sulfates hydratés, marqueurs d'un passé humide
OMEGA a également permis de détecter, en de nombreux endroits de la planète, des sulfates hydratés, tels que, par exemple, de la kiesérite MgSO4•H2O dans la région de Meridiani Planum, voire, dans la région de Valles Marineris, des sulfates encore davantage hydratés dont il n'a pas été possible d'identifier la nature minéralogique, ainsi que des dépôts de gypse CaSO4•2H2O sur de la kiesérite au fond d'un lac asséché, indiquant un changement de nature saline de ce plan d'eau au cours de son asséchement, passant du sulfate de magnésium [ Mg2+ ][ SO42−]  au sulfate de calcium [ Ca2+ ][ SO42− ] .
De vastes étendues de sulfate de calcium hydraté, vraisemblablement du gypse, ont également été détectées en bordure de la calotte polaire boréale. La présence de ces minéraux hydratés est une indication forte de la présence passée d'étendues d'eau liquide à la surface de Mars, une eau contenant notamment des sulfates de magnésium et de calcium dissous.
La sonde 2001 Mars Odyssey a détecté également la présence de chlorures dans les hautes terres de l'hémisphère sud, résultant de l'évaporation de plans d'eau salée ne dépassant pas 25 km2 en divers endroits de ces terrains anciens remontant au Noachien voire, pour certains, au début de l'Hespérien.

#### Méthane et hydrothermalisme dans la région de Nili Fossae
L'un des résultats les plus étonnants de Mars Reconnaissance Orbiter provient de l'étude détaillée en 2008 de la région de Nili Fossae, identifiée début 2009 comme source d'importants dégagements de méthane. Le méthane a été détecté dès 2003 dans l'atmosphère de Mars, aussi bien par des sondes telles que Mars Express que depuis la Terre ; ces émissions de CH4 se concentreraient notamment en trois zones particulières de la région de Syrtis Major Planum. Or le méthane est instable dans l'atmosphère martienne, des études récentes suggérant même qu'il soit six cents fois moins stable qu'estimé initialement (on évaluait sa durée de vie moyenne à 300 ans) car le taux de méthane n'a pas le temps de s'uniformiser dans l'atmosphère et demeure concentré autour de ses zones d'émission, ce qui correspondrait à une durée de vie de quelques centaines de jours, avec une source de méthane 600 fois plus puissante qu'estimé initialement, émettant ce gaz une soixantaine de jours par année martienne, à la fin de l'été de l'hémisphère nord.

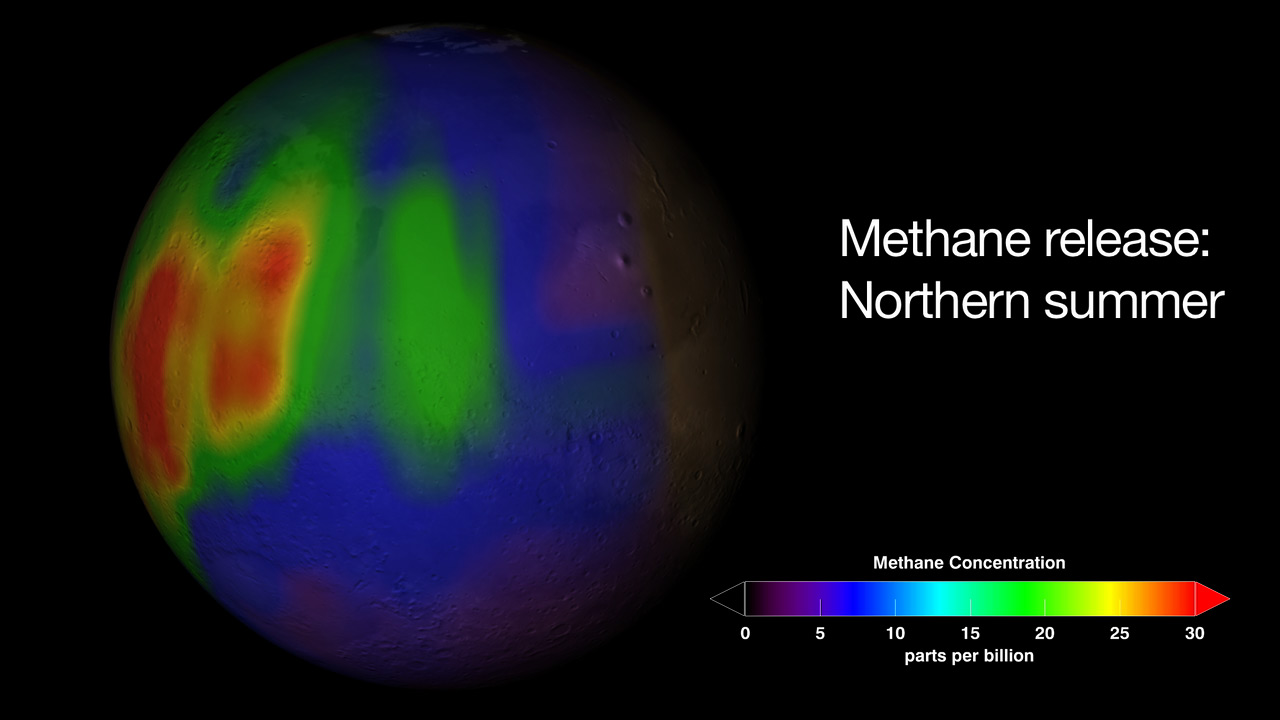
Visualisation d'un dégagement de méthane dans l'atmosphère de Mars début 2009, pendant l'été de l'hémisphère nord martien.

Les analyses géologiques menées en 2008 par Mars Reconnaissance Orbiter dans la région de Nili Fossae ont révélé la présence d'argiles ferromagnésiennes (smectites), d'olivine (silicate ferromagnésien (Mg,Fe)2SiO4, détectée dès 2003) et de magnésite (carbonate de magnésium MgCO3), ainsi que de serpentine. La présence simultanée de ces minéraux permet d'expliquer assez simplement la formation de méthane, car, sur Terre, du méthane CH4 se forme en présence de carbonates — tels que le MgCO3 détecté en 2008 — et d'eau liquide lors du métamorphisme hydrothermal d'oxyde de fer(III) Fe2O3 ou d'olivine (Mg,Fe)2SiO4 en serpentine (Mg,Fe)3Si2O5(OH)4, particulièrement lorsque le taux de magnésium dans l'olivine n'est pas trop élevé et lorsque la pression partielle de dioxyde de carbone CO2 est insuffisante pour conduire à la formation de talc Mg3Si4O10(OH)2 mais aboutit au contraire à la formation de serpentine et de magnétite Fe3O4, comme dans la réaction :
24 Mg1,5Fe0,5SiO4 + 26 H2O + CO2 → 12 Mg3Si2O5(OH)4 + 4 Fe3O4 + CH4.
La probabilité de ce type de réactions dans la région de Nili Fossae est renforcée par la nature volcanique de Syrtis Major Planum et par l'étroite corrélation, observée dès 2004, entre le taux d'humidité d'une région et la concentration de méthane dans l'atmosphère.

#### Olivine et jarosite, ne subsistant qu'en climat aride

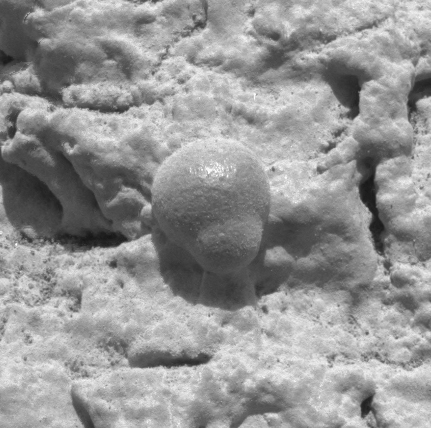
Sphérule sur le rocher surnommé « El Capitan » dans Meridiani Planum par le rover Opportunity en février 2004.

L'olivine, découverte dans la région de Nili Fossae ainsi qu'en d'autres régions martiennes par le Thermal Emission Spectrometer (TES) de Mars Global Surveyor, est un minéral instable en milieu aqueux, donnant facilement d'autres minéraux tels que de l'iddingsite, de la goethite, de la serpentine, des chlorites, des smectites, de la maghémite et de l'hématite ; la présence d'olivine sur Mars indique donc des surfaces qui n'ont pas été exposées à l'eau liquide depuis la formation de ces minéraux, laquelle remonte à plusieurs milliards d'années, jusqu'au Noachien pour les terrains les plus anciens. Il s'agit donc d'une indication forte de l'aridité extrême du climat martien au cours de l'Amazonien, aridité qui avait semble-t-il déjà commencé, au moins localement, à la fin de l'Hespérien.
Par ailleurs, la découverte en 2004 de jarosite, un sulfate ferrique hydraté de sodium de formule NaFe(III)3(OH)6(SO4)2, par le rover martien Opportunity sur Meridiani Planum, a permis de préciser encore davantage l'enchaînement des épisodes climatiques sur Mars. Ce minéral se forme en effet, sur Terre, par l'altération de roches volcaniques en milieu aqueux oxydant acide, de sorte que sa détection sur Mars implique l'existence d'une période de climat humide permettant l'existence d'eau liquide acide. Mais ce minéral est également assez rapidement dégradé par l'humidité, pour former des oxyhydroxydes ferriques tels que la goethite α-FeO(OH), qui a par ailleurs été retrouvée en d'autres endroits de la planète (notamment par le rover Spirit dans le cratère Gusev). Par conséquent, la formation de la jarosite en climat humide a dû être rapidement suivie jusqu'à nos jours d'un climat aride afin de préserver ce minéral, nouvelle indication que l'eau liquide avait cessé d'exister à l'Amazonien mais avait été présente aux époques antérieures de l'histoire de Mars.
| |  | |
| Image composite du rocher « El Capitan » vu par la caméra panoramique (PanCam) du rover Opportunity en bordure du cratère Eagle, dans la région de Meridiani Planum, en février 2004. |  | Vue du rocher « El Capitan » avec les sphérules, ou « myrtilles, » riches en hématite, à la surface et dans la roche. |

## Histoire géologique
Le scénario qui suit se veut une synthèse plausible déduites de nos connaissances actuelles issues des différentes campagnes d'exploration de la planète Mars depuis une quarantaine d'années et dont les résultats ont été résumés plus haut.

### I – Formation et différenciation
Comme les autres planètes du système solaire, la planète Mars se serait formée il y a environ 4,6 milliards d'années par accrétion gravitationnelle de planétésimaux résultant de la condensation de la nébuleuse solaire. Étant située en deçà de la limite des 4 UA du Soleil, au-delà de laquelle peuvent se condenser les composés volatils tels que l'eau H2O, le méthane CH4 ou encore l'ammoniac NH3, Mars s'est formée à partir de planétésimaux de nature essentiellement sidérophile (riches en fer) et lithophile (constitués de silicates), mais avec une teneur accrue en éléments chalcophiles, à commencer par le soufre qui semble bien plus abondant sur Mars que sur Terre, comme l'ont révélé d'intéressantes mesures réalisées par Mars Global Surveyor.
Cette teneur élevée en soufre aurait eu pour effet de favoriser la différenciation du globe martien, d'une part en abaissant la température de fusion des matériaux qui le constituent, et d'autre part en formant des sulfures de fer qui ont séparé chimiquement le fer des silicates et ont accéléré sa concentration au centre de la planète pour y former un noyau d'éléments sidérophiles, plus riche en éléments chalcophiles que le noyau terrestre ; l'étude des isotopes radiogéniques des météorites de Mars, et notamment du système 182Hf/182W, a ainsi révélé que le noyau de Mars se serait formé en à peine 30 millions d'années, contre plus de 50 millions d'années pour la Terre. Ce taux d'éléments légers expliquerait à la fois pourquoi le noyau de Mars est encore liquide, et pourquoi les épanchements de lave les plus anciens identifiés à la surface de la planète semblent avoir été particulièrement fluides, jusqu'à s'écouler sur près d'un millier de kilomètres autour d'Alba Patera par exemple.
La nature des planétésimaux qui ont conduit à la formation de la planète a déterminé la nature de l'atmosphère primordiale de Mars, par dégazage progressif des matériaux en fusion dans la masse de la planète en cours de différenciation. En l'état actuel de nos connaissances,, cette atmosphère devait être essentiellement constituée de vapeur d'eau H2O ainsi que de dioxyde de carbone CO2, d'azote N2, de dioxyde de soufre SO2, et peut-être d'assez grandes quantités de méthane CH4.
Au début de son existence, Mars a certainement dû perdre, plus rapidement que la Terre, une fraction importante de la chaleur issue de l'énergie cinétique des planétésimaux qui se sont écrasés les uns sur les autres pour conduire à sa formation : sa masse est en effet 10 fois moindre que celle de la Terre, alors que sa surface est seulement 3,5 fois plus réduite, ce qui signifie que le rapport surface/masse de la planète rouge est près de trois fois plus élevé que celui de notre planète. Une croûte a donc certainement dû se solidifier à sa surface en une centaine de millions d'années, et il est possible que la dichotomie crustale observée aujourd'hui entre les hémisphères nord et sud remonte aux quelques centaines de millions d'années qui ont suivi la formation de la planète.
Une fois suffisamment refroidie, il y a environ 4,5 à 4,4 milliards d'années, la surface solide de la planète dut recevoir en pluie la vapeur d'eau atmosphérique condensée, qui réagit avec le fer contenu dans les minéraux chauffés pour l'oxyder en libérant de l'hydrogène H2, lequel, trop léger pour s'accumuler dans l'atmosphère, s'échappa dans l'espace. Ceci aurait conduit à une atmosphère primitive où ne subsistèrent plus que le CO2, le N2 et le SO2 comme constituants majoritaires de l'atmosphère martienne primitive, avec une pression atmosphérique totale alors plusieurs centaines de fois supérieure à ce qu'elle est aujourd'hui — la pression standard actuelle au niveau de référence martien est par définition de 610 Pa.

### II – Champ magnétique global et climat tempéré humide

#### Environnement martien au Noachien
Pendant l'époque géologique appelée Noachien qui prit fin il y a environ 3,7 à 3,5 milliards d'années, Mars semble avoir offert des conditions très différentes de celles d'aujourd'hui et assez similaires à celles de la Terre à cette époque, avec un champ magnétique global protégeant une atmosphère épaisse et peut-être tempérée permettant l'existence d'une hydrosphère centrée autour d'un océan boréal occupant l'actuelle étendue de Vastitas Borealis.
L'existence passée d'un champ magnétique global autour de Mars a été découverte à travers l'observation, réalisée dès 1998 par Mars Global Surveyor, d'un paléomagnétisme au-dessus des terrains les plus anciens de l'hémisphère sud, notamment dans la région de Terra Cimmeria et Terra Sirenum. La magnétosphère générée par ce champ magnétique global devait agir, comme la magnétosphère terrestre de nos jours, en protégeant l'atmosphère de Mars de l'érosion par le vent solaire, qui tend à éjecter dans l'espace les atomes de la haute atmosphère en leur transférant l'énergie nécessaire pour atteindre la vitesse de libération.
Un effet de serre aurait été à l'œuvre pour tempérer l'atmosphère martienne, qui sinon aurait été plus froide qu'aujourd'hui en raison du plus faible rayonnement émis par le Soleil, alors encore jeune et en voie de stabilisation. Les simulations montrent qu'une pression partielle de 150 kPa de CO2 aurait permis d'avoir une température moyenne au sol égale à celle d'aujourd'hui, soit 210 K (un peu moins de −60 °C). Un renforcement de cet effet de serre au-delà de cette température aurait pu provenir de plusieurs facteurs complémentaires :
- la condensation du CO2 en nuages réfléchissants dans le domaine de l'infrarouge aurait contribué à renvoyer au sol le rayonnement thermique qu'il émet, de façon encore plus efficace que ne le font les nuages terrestres, constitués d'eau ;
- la présence en haute altitude de SO2 très absorbant dans de domaine de l'ultraviolet aurait contribué à réchauffer la haute atmosphère, comme le fait la couche d'ozone sur Terre par un mécanisme similaire.
- le rôle de l'eau et du méthane (le CH4 génère un effet de serre vingt fois plus puissant que celui du CO2) n'est peut-être pas non plus à négliger.

#### Indices d'une hydrosphère martienne au Noachien

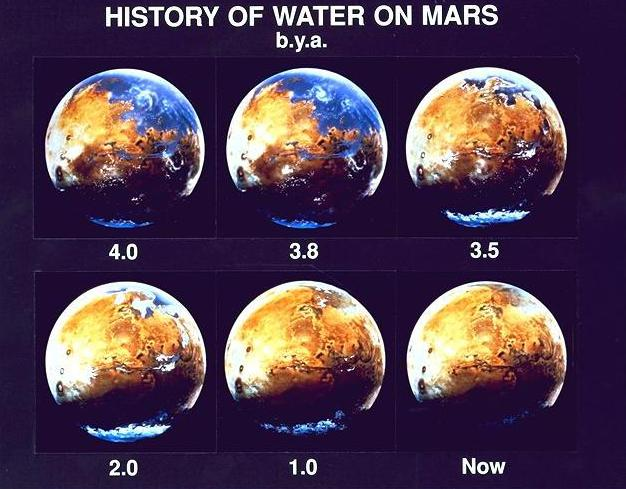
Évolution proposée de l'hydrosphère martienne.

Nous savons que l'eau liquide était alors abondante sur Mars car l'étude minéralogique de la surface de la planète a révélé la présence significative de phyllosilicates dans les terrains remontant à cette époque,,. Or les phyllosilicates sont de bons indicateurs de l'altération de roches ignées en milieu humide. L'abondance de ces minéraux dans les sols antérieurs à environ 4,2 milliards d'années a conduit l'équipe de planétologues de l'ESA responsable de l'instrument OMEGA et dirigée par Jean-Pierre Bibring à proposer la dénomination de Phyllosien pour l'éon stratigraphique correspondant : c'est l'époque semble-t-il la plus humide qu'ait connu la planète Mars.
Des études plus fines réalisés in situ par les deux Mars Exploration Rovers Spirit et Opportunity respectivement dans le cratère Gusev, au sud d'Apollinaris Patera, et sur Meridiani Planum, suggèrent même l'existence passée d'une hydrosphère suffisamment importante pour avoir pu homogénéiser le taux de phosphore des minéraux analysés sur ces deux sites situés de part et d'autre de la planète. Une approche différente, fondée sur la cartographie de l'abondance du thorium, du potassium et du chlore à la surface de Mars par le spectromètre gamma (GRS) de la sonde Mars Odyssey, aboutit au même résultat.
Par ailleurs, l'étude détaillée des traces laissées dans le paysage martien par de supposés cours d'eau et étendues liquides a conduit à proposer l'existence d'un véritable océan couvrant près du tiers de la surface de la planète au niveau de l'actuel Vastitas Borealis. Dans un article de 1991 devenu classique, Baker et al. allaient jusqu'à identifier certaines structures aux traces d'un ancien rivage. Les lignes côtières ainsi identifiées se trouvaient de surcroît correspondre aux courbes d'altitude constante corrigées des déformations ultérieures déduites du volcanisme et d'estimations quant au changement d'axe de rotation de la planète. Ces projections, parfois assez hardies, n'ont cependant pas convaincu tout le monde, et d'autres théories ont également été proposées pour rendre compte de ces observations, notamment en se fondant sur la possible origine volcanique des structures ainsi interprétées.
Dans le même ordre d'idées, l'existence du lac Eridania au cœur des hautes terres de Terra Cimmeria a été suggérée pour expliquer notamment la genèse de Ma'adim Vallis à partir de l'observation de certaines formations topographiques interprétées comme d'anciens rivages fossilisés,.

### III – Premiers épanchements volcaniques et grand bombardement tardif
Alors que le Phyllosien semble avoir été plutôt dépourvu d'activité volcanique, l'analyse détaillée des données recueillies par l'instrument OMEGA de Mars Express, conçu pour l'analyse minéralogique de la surface martienne, a conduit à identifier, à la fin de cet éon, une période de transition, s'étendant d'environ 4,2 à 4,0 milliards d'années avant le présent, marquée par l'apparition d'une activité volcanique significative alors que la planète connaissait vraisemblablement encore des conditions tempérées et humides sous une atmosphère plutôt épaisse.
De surcroît, l'exploration par des sondes de la surface des planètes telluriques — à commencer par la Lune — à la fin du XXe siècle a conduit à postuler un épisode dit de « grand bombardement tardif » (appelé Late Heavy Bombardment en anglais) s'étendant sur une période datée approximativement de 4,0 à 3,8 milliards d'années avant le présent, à plus ou moins 50 millions d'années près. C'est au cours de cet épisode que se seraient formés les grands bassins d'impact aujourd'hui visibles sur Mars, tels qu'Hellas, Argyre ou encore Utopia.
Survenu à la fois sur Terre et sur Mars, ce cataclysme serait peut-être également à l'origine de la différence de concentration en oxyde de fer (plus du simple au double) observée entre le manteau de la Terre et celui de Mars. Les impacts cosmiques auraient en effet liquéfié le manteau terrestre sur peut-être 1 200 à 2 000 km d'épaisseur, portant la température de ce matériau jusqu'à 3 200 °C, température suffisante pour réduire le FeO en fer et en oxygène. Le noyau terrestre aurait ainsi connu un apport supplémentaire en fer issu de la réduction du manteau à l'issue de ce bombardement météoritique, ce qui expliquerait la teneur pondérale résiduelle d'environ 8 % de FeO dans le manteau terrestre. Sur Mars, au contraire, la température du manteau fondu n'aurait jamais dépassé 2 200 °C, température insuffisante pour réduire l'oxyde de fer(II) et laissant donc inchangée la teneur en FeO du manteau martien à environ 18 %. Ceci expliquerait pourquoi Mars est aujourd'hui extérieurement plus de deux fois plus riche en oxydes de fer que la Terre alors que ces deux planètes sont supposées avoir été originellement similaires.
À l'issue de ces impacts géants, les conditions à la surface de la planète ont vraisemblablement été sensiblement altérées. En premier lieu, Mars aurait perdu une fraction importante de son atmosphère, dispersée dans l'espace sous l'effet de ces collisions. Le climat général de la planète aurait été bouleversé par les poussières et les gaz injectés dans l'atmosphère lors de ces collisions, ainsi que par un possible changement d'obliquité lors de tels impacts. Mais il est également possible que l'énergie cinétique des impacteurs, en injectant de l'énergie thermique dans le manteau martien, ait modifié le gradient thermique dont on suppose qu'il entretient, dans le noyau planétaire, les mouvements de convection à l'origine de l'effet dynamo générant le champ magnétique global, ce qui aurait fait disparaître la magnétosphère martienne dès la fin du Noachien.

### IV – Formation des grandes structures volcaniques martiennes
Les impacts à l'origine des grands bassins martiens ont peut-être initié le plus grand épisode volcanique de l'histoire de la planète, définissant l'époque qu'on appelle l'Hespérien. Celle-ci est caractérisée, d'un point de vue pétrologique, par l'abondance des minéraux contenant du soufre, et notamment de sulfates hydratés tels que la kiesérite MgSO4•H2O et le gypse CaSO4•2H2O.
Les principales formations volcaniques martiennes seraient apparues à l'Hespérien, peut-être même, pour certaines, dès la fin du Noachien ; c'est notamment le cas des plaines de laves telles que Malea Planum, Hesperia Planum et Syrtis Major Planum. Alba Mons aurait peut-être également commencé son activité à ce moment, à la suite de l'impact à l'origine du bassin d'Hellas Planitia situé aux antipodes. Le renflement de Tharsis et les volcans d'Elysium Planitia, en revanche, remonteraient au milieu de l'Hespérien, aux alentours de 3,5 milliards d'années avant le présent, date qui correspondrait à la période d'activité volcanique maximum sur la planète rouge ; Alba Mons aurait ainsi connu sa plus grande activité dans la seconde moitié de l'Hespérien jusqu'au début de l'Amazonien.
Ce volcanisme aurait libéré dans l'atmosphère de Mars de grandes quantités de dioxyde de soufre SO2 qui, en réagissant avec l'eau dans les nuages, aurait formé du trioxyde de soufre SO3 donnant, en solution dans l'eau, de l'acide sulfurique H2SO4. Cette réaction aurait sans doute été favorisée sur Mars par la photolyse à haute altitude des molécules d'eau sous l'action du rayonnement ultraviolet du Soleil, qui libère notamment des radiaux hydroxyle HO• et produit du peroxyde d'hydrogène H2O2, un agent oxydant. La comparaison avec l'atmosphère de Vénus, qui possède des nuages d'acide sulfurique dans une atmosphère de dioxyde de carbone, souligne également le rôle de la dissociation photochimique du dioxyde de carbone par les ultraviolets de moins de 169 nm pour initier l'oxydation du dioxyde de soufre :
CO2 + hν → CO + O
SO2 + O → SO3
SO3 + H2O → H2SO4
L'eau martienne aurait donc été chargée d'acide sulfurique à l'Hespérien, ce qui aurait à la fois pour conséquence d'abaisser sensiblement son point de congélation — l'eutectique du mélange H2SO4•2H2O – H2SO4•3H2O gèle ainsi un peu en dessous de −20 °C, et celui du mélange H2SO4•6,5H2O – H2O gèle autour de 210 K, température légèrement inférieure à −60 °C, qui est la température moyenne actuelle sur Mars — et de conduire à la formation de sulfates plutôt que de carbonates. Ainsi s'expliquerait pourquoi, alors que Mars possédait a priori une atmosphère de CO2 et de grandes étendues d'eau liquide, on n'y trouve quasiment pas de carbonates, alors que les sulfates semblent, au contraire, particulièrement abondants,: la formation des carbonates est inhibée par l'acidité — que la présence de sulfates laisse supposer (la sidérite FeCO3, a priori le carbonate le moins soluble, ne précipite qu'à pH > 5) — et la libération continue de SO2 par l'activité volcanique à l'Hespérien aurait déplacé le CO2 des carbonates qui auraient pu s'être formés au Noachien pour les remplacer par des sulfates, comme cela se produit par exemple à pH faible avec le magnésium :
MgCO3 + H2SO4 → MgSO4 + H2O + CO2.
La chronostratigraphie minéralogique proposée par l'équipe de Jean-Pierre Bibring, responsable de l'instrument OMEGA de la sonde Mars Express, fait correspondre, à l'Hespérien, l'éon stratigraphique appelé « Theiikien, » terme forgé — via l'anglais — à partir du grec ancien θεῖον / theīon signifiant « soufre » Modèle:— refsou qui serait cependant daté de 4,0 à 3,6 milliards d'années avant le présent, c'est-à-dire avec un décalage de 300 à 400 millions d'années vers le passé par rapport à l'échelle de Hartmann & Neukum.

### V – Ralentissement du volcanisme et dessication de l'atmosphère
Une fois passé l'épisode volcanique majeur de l'Hespérien, Mars aurait progressivement vu son activité interne se réduire jusqu'à nos jours, où elle semble être devenue imperceptible, voire peut-être nulle. En effet, plusieurs épisodes volcaniques, d'intensité décroissante, auraient eu lieu au cours de l'Amazonien, notamment au niveau d'Olympus Mons, et certaines éruptions se seraient même produites il y a seulement 2 millions d'années, mais cette activité demeure épisodique et, en tout état de cause, insignifiante comparée par exemple au volcanisme existant actuellement sur Terre.
Parallèlement, l'atmosphère de Mars aurait subi une érosion continue depuis le début de l'Hespérien sous l'effet du vent solaire à la suite de la disparition de la magnétosphère, sans doute dès la fin du Noachien. Une telle érosion, même modérée, mais continue sur plusieurs milliards d'années, aurait sans difficulté dispersé dans l'espace l'essentiel de ce qu'il restait d'enveloppe gazeuse à la surface de Mars après le grand bombardement tardif. Il s'est ensuivi la disparition progressive de l'effet de serre dû au CO2 martien, d'où la baisse continue de la température et de la pression atmosphérique de la planète à partir de l'Hespérien et tout au long de l'Amazonien.
La présence d'eau liquide sur Mars a donc progressivement cessé d'être continue pour ne plus être qu'éparse et épisodique. Les conditions martiennes actuelles permettent en effet l'existence d'eau liquide dans les régions les plus basses de la planète dans la mesure où cette eau est chargée de chlorures et/ou d'acide sulfurique, ce qui semble précisément être le cas sur Mars compte tenu du résultat des analyses effectuées in situ par les sondes qui ont étudié chimiquement le sol de la planète rouge. Des précipitations significatives semblent également avoir eu lieu jusqu'au milieu de l'Amazonien, à en juger par les arêtes sinueuses identifiées par exemple à l'est d'Aeolis Mensae. Mais, au cours de l'Hespérien et de l'Amazonien, les conditions martiennes globales sont passées d'une atmosphère épaisse, humide et tempérée à une atmosphère ténue, aride et froide.
Ces conditions particulières, exposant, pendant des milliards d'années, les minéraux de la surface martienne à une atmosphère sèche chargée d'ions oxydants, ont favorisé l'oxydation anhydre du fer sous forme d'oxyde de fer(III) Fe2O3 (hématite) amorphe, à l'origine de la couleur rouille caractéristique de la planète. Cette oxydation demeure néanmoins limitée à la surface, les matériaux situés immédiatement en dessous étant la plupart du temps demeurés dans leur état antérieur, avec une couleur plus sombre. Cette prédominance des oxydes ferriques est à l'origine du terme sidérikien désignant l'éon stratigraphique correspondant, forgé par les planétologues de l'Agence spatiale européenne à partir du grec ancien σίδηρος / sídēros signifiant « fer » — la racine exacte serait plutôt l'adjectif *σιδηρικος dans le sens de « ferrique » —[réf. souhaitée] et qui débuterait dès 3,6 milliards d'années avant le présent.
La transition entre Hespérien et Amazonien aurait en fait été assez progressive, ce qui explique l'extrême variabilité des dates définissant la limite entre ces deux époques : 3,2 milliards d'années avant le présent selon l'échelle de Hartmann & Neukum, mais seulement 1,8 milliard d'années selon l'échelle standard de Hartmann.